# Bourg-lès-Valence
Pour les articles homonymes, voir BLV.
Bourg-lès-Valence [buʁ lɛ valɑ̃s] (en occitan Lo Borg de Valença, [lu buʁ de vaˈlenso]) est une commune française située dans le département de la Drôme en région Auvergne-Rhône-Alpes, limitrophe de la ville de Valence. Avec près de 20 000 habitants, Bourg-lès-Valence est la quatrième plus grande ville de la Drôme.
Ses habitants sont dénommés les Bourcains et les Bourcaines.

## Géographie

### Localisation
Bourg-lès-Valence est située en Europe continentale, dans le quart sud-est de la France, dans la vallée du Rhône. La commune est située à quelques kilomètres au sud du 45e parallèle nord.
Bourg-lès-Valence se trouve à vol d'oiseau à 476 km au sud-est de Paris, à 91 km au sud de Lyon, à 71 km au sud-ouest de Grenoble et à 188 km au nord de Marseille.
La commune est située dans l'agglomération valentinoise dans le département de la Drôme.

### Topographie
La commune de Bourg-lès-Valence est située en rive gauche du fleuve dans la moyenne vallée du Rhône. La vallée du Rhône à hauteur de Valence est délimitée à l'ouest par les monts du Vivarais (partie orientale du massif central) et à l'est par le massif du Vercors dans les Préalpes. La montagne la plus proche est le pic de Saint-Romain-de-Lerps (649 mètres) qui se trouve à 8,5 km au nord-ouest de Bourg-lès-Valence à vol d'oiseau, mais le mont le plus visible de Bourg-lès-Valence est celui du château de Crussol (406 mètres).
Le relief à Bourg-lès-Valence est lié à la présence de terrasses alluviales qui s'étagent d'ouest en est :
- Au niveau du Rhône, l'altitude minimale est de 100 mètres ;
- Ensuite, l'ouest de la commune, composée de la plaine alluviale du Rhône, présente un relief relativement plat. Il oscille entre 115 et 130 mètres d'altitude ;
- Puis, plusieurs terrasses alluviales se succèdent jusqu'au plateau des Chanalets[1] (ou de Fouillouse[2]) au nord-est de la commune à 190 mètres d'altitude.

La superficie de la ville est de 2 030 hectares, soit 20,3 km2.
Sites particuliers :
- Plateau des Chanalets[4].

- Topographie de Bourg-lès-Valence avec des courbes de niveau tous les 10 mètres d'altitude.

### Géologie
Les informations suivantes sont décrites dans la notice et la carte géologique de Valence (no 187) éditée par le bureau de recherches géologiques et minières (BRGM).
La commune de Bourg-lès-Valence est située sur la plaine de Valence en bordure du couloir rhodanien. Au cours de l'ère quaternaire (les dernières 2,6 millions d'années), des alluvions fluviatiles sont déposées, formant un système de terrasses. Ces terrasses reposent sur des sédiments pliocènes (argiles bleues). Le sous-sol de Bourg-lès-Valence est essentiellement composé de ces alluvions venant du fleuve.
Deux unités géomorphologiques se distinguent sur le territoire communal :
- les basses terrasses alluviales : la vallée du Rhône et ses alentours immédiats (terrasse de l'Armailler, terrasse des Combeaux et terrasse de Marcerolles). Les travaux d'aménagement entrepris lors de la construction du barrage hydro-électrique de la compagnie nationale du Rhône (CNR) ont particulièrement affecté ce secteur, provoquant la disparition d'unités morphologiques.
- les moyennes, haute et très haute terrasses alluviales.
  - Moyennes terrasses de Saint-Marcel-lès-Valence et terrasse de Marquet ;
  - Haute terrasse de Fouillouse ;
  - Très haute terrasse rhodanienne à soubassement molassique sur le plateau de Fouillouse[5].

- Géologie de Bourg-lès-Valence.
- Légende.

### Hydrographie
Le territoire communal, appartenant au bassin versant du Rhône, est arrosé par les cours d'eau suivants :
- le Rhône : l'ancien cours longe la commune à l'ouest et la sépare du département de l'Ardèche. Un canal de dérivation, appelé également « canal d'amenée », réalisé entre 1965 et 1968 longe l'ancien lit. Les importants travaux d'aménagement par la compagnie nationale du Rhône pour la construction du barrage hydro-électrique ont profondément changé le rapport de la ville avec le fleuve[6]. Perceptibles depuis les photographies aériennes d'après-guerre, les bancs de sable ont disparu avec la création du barrage[4].
- la Barberolle : long de 31 kilomètres, le ruisseau prend sa source à Barbières et se jette dans le Rhône au niveau du bassin des Joutes ;
- la Tourtelle : le ruisseau traverse la commune d'est en ouest ;
- la Curière : situé au sud-ouest de la commune, le ruisseau prend sa source aux abords de la Cartoucherie ;
- la Flavie : à l'instar de la Curière, le ruisseau prend sa source aux abords de la Cartoucherie ;
- le canal secondaire n°2 de la Bourne : situé au nord-est de la commune au bord du plateau de Fouillouse, le canal est à sec. Une partie a été transformée en chemin de randonnée, l'autre partie est abandonnée à la suite de la création d'un réseau enterré. Le canal secondaire de la Bourne serpente à travers des terres agricoles et le golf des Chanalets[6].

La commune de Bourg-lès-Valence possède un réseau important de canaux. Plus de 18 kilomètres de canaux aériens et souterrains ont été recensés par la ville et Valence Romans Agglo,. La présence des canaux remonte au Moyen Âge, où elle permettait l'irrigation des prairies et des jardins maraichers. Au XIXe siècle, le développement industriel augmenta considérablement le besoin en eau. C'est de cette époque que les canaux et fossés furent en partie enterrés dans un territoire en pleine urbanisation.

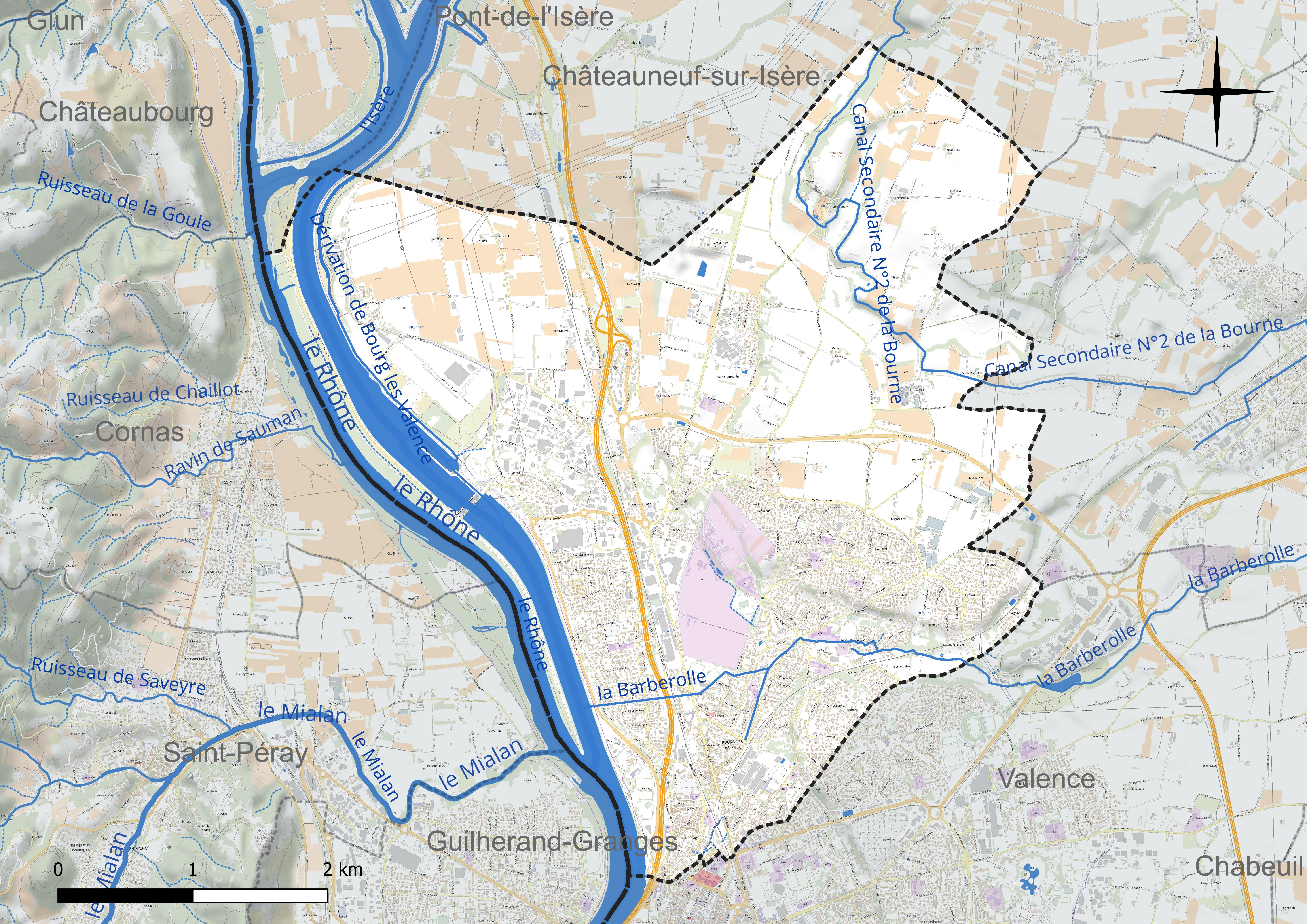
Réseau hydrographique de Bourg-lès-Valence.
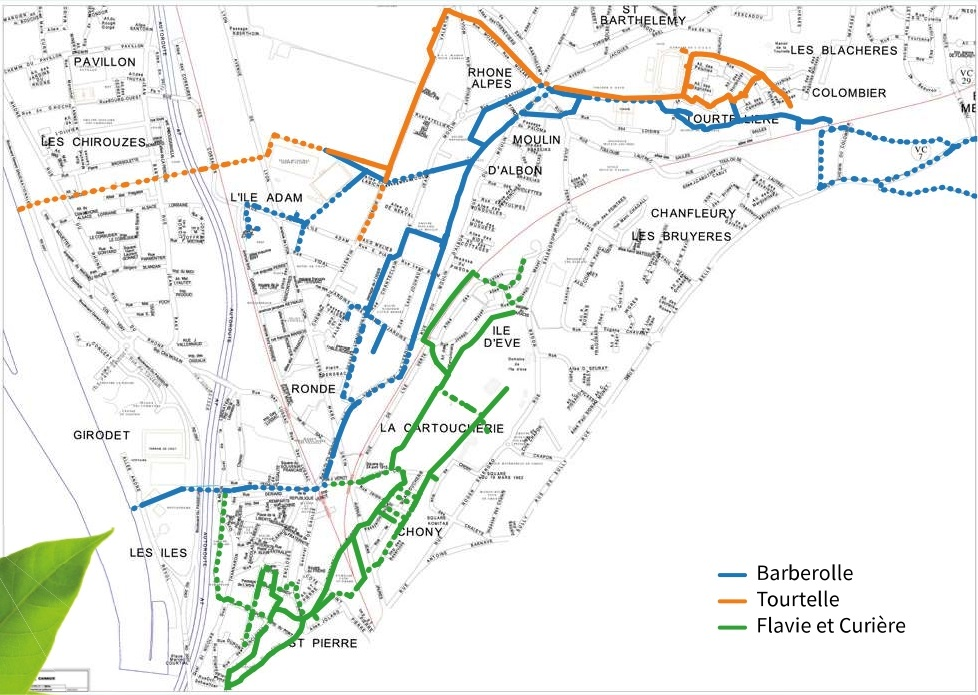
Les canaux à Bourg-lès-Valence.

### Climat
Pour des articles plus généraux, voir Climat d'Auvergne-Rhône-Alpes et Climat de la Drôme.
En 2010, le climat de la commune est de type climat du Bassin du Sud-Ouest, selon une étude du Centre national de la recherche scientifique s'appuyant sur une série de données couvrant la période 1971-2000. En 2020, Météo-France publie une typologie des climats de la France métropolitaine dans laquelle la commune est dans une zone de transition entre le climat de montagne et le climat méditerranéen et est dans la région climatique moyenne vallée du Rhône, caractérisée par un bon ensoleillement en été (fraction d’insolation > 60 %), une forte amplitude thermique annuelle (4 à 20 °C), un air sec en toutes saisons, orageux en été, des vents forts (mistral), une pluviométrie élevée en automne (250 à 300 mm).
Pour la période 1971-2000, la température annuelle moyenne est de 12,8 °C, avec une amplitude thermique annuelle de 18 °C. Le cumul annuel moyen de précipitations est de 854 mm, avec 7,1 jours de précipitations en janvier et 5,1 jours en juillet. Pour la période 1991-2020, la température moyenne annuelle observée sur la station météorologique de Météo-France la plus proche, « Valence-Chabeuil », sur la commune de Chabeuil à 11 km à vol d'oiseau, est de 13,3 °C et le cumul annuel moyen de précipitations est de 873,9 mm,. Pour l'avenir, les paramètres climatiques de la commune estimés pour 2050 selon différents scénarios d'émission de gaz à effet de serre sont consultables sur un site dédié publié par Météo-France en novembre 2022.

#### Vents dominants
Selon les informations recueillies par la station météorologique Météo-France de « Valence-Chabeuil », la région est soumise à une fréquence importante du vent (280 jours par an en moyenne) et des vitesses dépassant fréquemment les 15 mètres par seconde. Éléments caractéristiques de la moyenne vallée du Rhône, les vents sont de deux types et fortement influencés par l'orientation de la vallée. Les vents du Nord, dominants, secs et froids touchent en moyenne la région 180 jours par an tandis que les vents du Sud, plus chauds et souvent chargés de pluie, se présentent plus occasionnellement.

## Urbanisme

### Typologie
Au 1er janvier 2024, Bourg-lès-Valence est catégorisée grand centre urbain, selon la nouvelle grille communale de densité à 7 niveaux définie par l'Insee en 2022.
Elle appartient à l'unité urbaine de Valence, une agglomération inter-départementale dont elle est une commune de la banlieue,. Par ailleurs la commune fait partie de l'aire d'attraction de Valence, dont elle est une commune du pôle principal,. Cette aire, qui regroupe 71 communes, est catégorisée dans les aires de 200 000 à moins de 700 000 habitants,.

### Occupation des sols

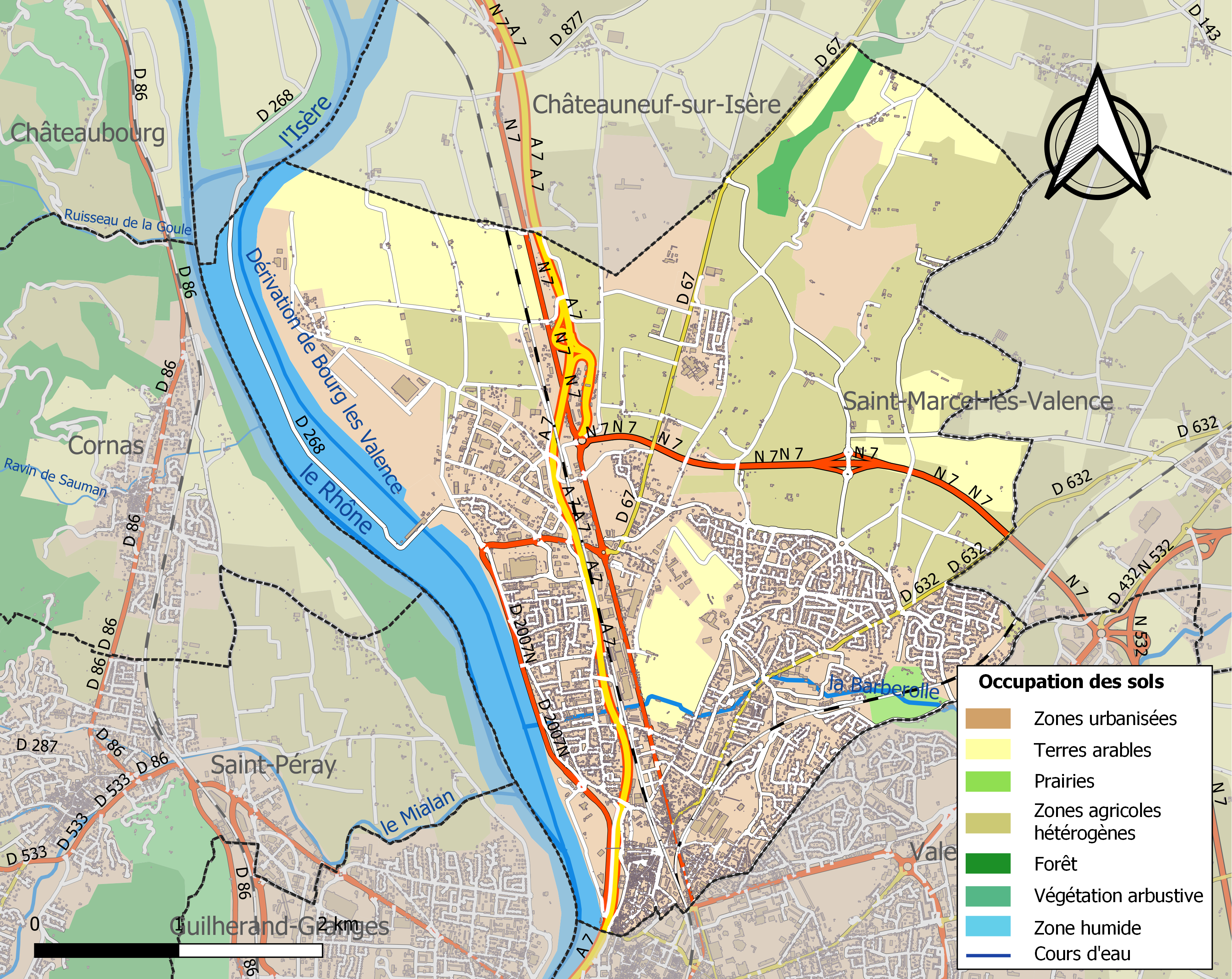
Carte des infrastructures et de l'occupation des sols de la commune en 2018 (CLC).

L'occupation des sols de la commune, telle qu'elle ressort de la base de données européenne d’occupation biophysique des sols Corine Land Cover (CLC), est marquée par l'importance des territoires artificialisés (46,8 % en 2018), en augmentation par rapport à 1990 (38,2 %). La répartition détaillée en 2018 est la suivante : zones urbanisées (30,7 %), zones agricoles hétérogènes (26,9 %), cultures permanentes (12,2 %), zones industrielles ou commerciales et réseaux de communication (11,7 %), eaux continentales (9,9 %), espaces verts artificialisés, non agricoles (3,3 %), terres arables (2,6 %), mines, décharges et chantiers (1,2 %), forêts (0,9 %), prairies (0,7 %). L'évolution de l’occupation des sols de la commune et de ses infrastructures peut être observée sur les différentes représentations cartographiques du territoire : la carte de Cassini (XVIIIe siècle), la carte d'état-major (1820-1866) et les cartes ou photos aériennes de l'IGN pour la période actuelle (1950 à aujourd'hui).

### Morphologie urbaine
Le quartier du Vieux Bourg, fondé à l'époque romaine, est le plus ancien quartier de Bourg-lès-Valence et son cœur historique. Quartier lié à Valence du fait de sa proximité immédiate, l'emprise du Bourg n'évolue guère jusqu'à l'essor industriel du XIXe siècle.
La ville se développe au nord et à l'est du Vieux-Bourg dans le quartier de Chony avec notamment la construction d'une usine textile devenu ensuite la cartoucherie nationale.
Au XXe siècle, Bourg-lès-Valence connait un étalement urbain et un essor démographique sans précédent. De nouveaux quartiers sortent de terre, la ville s'agrandit vers le nord et l'est, multipliant sa population par plus de quatre en un siècle (cf. rubrique Démographie). Le centre-ville se déplace vers le nord-est, le long des avenues Jean-Jaurès, Marc-Urtin et de Lyon, comme en témoigne le déplacement de la mairie située jadis rue Pompéry (quartier du Vieux-Bourg) à la rue des jardins dans le quartier du Valentin.

#### Quartiers, hameaux et lieux-dits
Site Géoportail (carte IGN) :
- Bellevue
- Centrale électrique de Bourg-lès-Valence
- Cité de l'Armailler
- Domaine de l'Armailler
- Ferme Cotte
- Ferme Dessemond
- Ferme Félix
- Ferme Muscat
- Ferme Revol
- Ferme Roux
- Genas
- Girodet
- Gondanger
- Île d'Adam
- Île d'Ève
- Jonquettes
- la Bouse
- l'Allet
- la Montée du Long
- l'Armailler
- la Table Ronde
- la Teppe
- la Tourtelle
- le Bourg
- le Champ Fleuri
- le Colombier
- l'Écondu
- le Geai
- le Moulin d'Albon
- le Plateau
- le Prat
- les Blaches
- les Bruyères
- les Carmats
- les Chabanneries
- les Chanalets
- les Chaux
- les Chirouzes
- les Combeaux
- les Gamelles
- les Morlières
- les Selles
- Maison Rodet
- Marcerolle
- Milieu
- Parc Brun
- Pommarel
- Royet
- Talavard
- Vaugrand

Anciens quartiers et lieux-dits :
- Albon est un moulin attesté en 1891. Il était dénommé les Bapteurs des Albons en 1545 (archives de la Drôme, E 2575)[24].
- les Alisières est un quartier attesté[25] :

en 1279 : territorium de Loisas (cartulaire de Bourg-lès-Valence, 49) ;
en 1405 : in magnis Oloysis (cartulaire de Bourg-lès-Valence, 72) ;
en 1470 : Les Aloyses (archives de la Drôme, E 2531) ;
en 1700 : Les Alizières ou Grandes Allemagnes (archives de la Drôme, E 2025) ;
en 1891 : les Alisières.

### Logement
Les informations suivantes, extraites de l'Institut national de la statistique et des études économiques, traduisent l'évolution historique du logement à Bourg-lès-Valence.
En 2020, le nombre total de logements dans la commune était de 9 996. Parmi ces logements, 91,7 % étaient des résidences principales, 1,1 % des résidences secondaires et 7,2 % des logements vacants. Ces logements étaient pour 48,4 % des maisons et 51,2 % des appartements.
À titre de comparaison, le taux de résidence principale à Bourg-lès-Valence (91,7 %) est supérieur à la moyenne française (82,1 %). Le taux de résidence secondaire (1,1 %) est bien inférieur à la moyenne française (9,7 %). Le taux de logements vacants est lui aussi inférieur à la moyenne française (7,2 % contre 8,2 %).
Le nombre de logements à Bourg-lès-Valence augmente constamment décennie après décennie. En l'espace de 52 ans, entre 1968 et 2020, le nombre de logements a été multiplié par plus de deux (passant de 4 513 à 9 996). Pour la première fois en 2020, le taux d'appartements dépasse celui des maisons, ce qui traduit une densification du bâti.
|                                                  | 1968  | 1975  | 1982  | 1990  | 1999  | 2009  | 2014  | 2020  |
| ------------------------------------------------ | ----- | ----- | ----- | ----- | ----- | ----- | ----- | ----- |
| Ensemble                                         | 4 513 | 5 558 | 6 224 | 7 390 | 8 063 | 8 691 | 9 433 | 9 996 |
| Résidences principales                           | 4 119 | 5 091 | 5 754 | 6 855 | 7 452 | 8 018 | 8 663 | 9 169 |
| Résidences secondaires et logements occasionnels | 20    | 69    | 61    | 128   | 159   | 103   | 88    | 108   |
| Logements vacants                                | 374   | 398   | 409   | 407   | 452   | 571   | 683   | 719   |

|                                                  | 2009  | %     | 2014  | %     | 2020  | %     |
| ------------------------------------------------ | ----- | ----- | ----- | ----- | ----- | ----- |
| Ensemble                                         | 8 691 | 100,0 | 9 433 | 100,0 | 9 996 | 100,0 |
| Résidences principales                           | 8 018 | 92,3  | 8 663 | 91,8  | 9 169 | 91,7  |
| Résidences secondaires et logements occasionnels | 103   | 1,2   | 88    | 0,9   | 108   | 1,1   |
| Logements vacants                                | 571   | 6,6   | 683   | 7,2   | 719   | 7,2   |
|                                                  |       |       |       |       |       |       |
| Maisons                                          | 4 333 | 49,9  | 4 706 | 49,9  | 4 841 | 48,4  |
| Appartements                                     | 4 311 | 49,6  | 4 689 | 49,7  | 5 117 | 51,2  |

|                  | 2009  | %     | 2014  | %     | 2020  | %     |
| ---------------- | ----- | ----- | ----- | ----- | ----- | ----- |
| Ensemble         | 8 018 | 100,0 | 8 663 | 100,0 | 9 169 | 100,0 |
| 1 pièce          | 258   | 3,2   | 131   | 1,5   | 360   | 3,9   |
| 2 pièces         | 678   | 8,5   | 697   | 8,0   | 857   | 9,3   |
| 3 pièces         | 1 820 | 22,7  | 2 064 | 23,8  | 2 014 | 22,0  |
| 4 pièces         | 2 510 | 31,3  | 2 808 | 32,4  | 3 046 | 33,2  |
| 5 pièces ou plus | 2 752 | 34,3  | 2 964 | 34,2  | 2 891 | 31,5  |

Le nombre moyen de pièces des résidences principales est le même à Bourg-lès-Valence que pour la moyenne nationale à l'exception des appartements (3,2 pièces à Bourg-lès-Valence contre 2,9 pièces pour la moyenne française).
|                                     | 2009 | 2014 | 2020 |
| ----------------------------------- | ---- | ---- | ---- |
| Ensemble des résidences principales | 4,0  | 4,1  | 4,0  |
| Maisons                             | 4,8  | 4,8  | 4,8  |
| Appartements                        | 3,3  | 3,3  | 3,2  |

Le taux de suroccupation des résidences principales est légèrement plus faible à Bourg-lès-Valence que pour la moyenne nationale (3,3 % contre 4,8 %).
|                 | 2009 | 2014 | 2020 |
| --------------- | ---- | ---- | ---- |
| Suroccupées     | 3,5  | 2,7  | 3,3  |
| Non suroccupées | 96,5 | 97,3 | 96,7 |

- 10 % des logements à Bourg-lès-Valence datent d'avant 1945 (contre 20,9 % en France).
- 63 % des logements ont été construits entre 1946 et 1990 (contre 49,8 % en France).
- 27 % des logements datent d'après 1991 (contre 29,5 % en France)[30].

|                | Nombre | %     |
| -------------- | ------ | ----- |
| Ensemble       | 9 122  | 100,0 |
| Avant 1919     | 437    | 4,8   |
| De 1919 à 1945 | 472    | 5,2   |
| De 1946 à 1970 | 2 468  | 27,1  |
| De 1971 à 1990 | 3 278  | 35,9  |
| De 1991 à 2005 | 1 273  | 14,0  |
| De 2006 à 2017 | 1 194  | 13,1  |

#### Aides au logement
- SOliHA Drôme
- ADLS (Ardèche Drome Location Sociale).
- CALD (centre d'amélioration du logement de la Drôme).
- CLLAJ (comité local pour le logement autonome des jeunes)
- Plan départemental d'action pour le logement des personnes défavorisées

### Projets d'aménagement

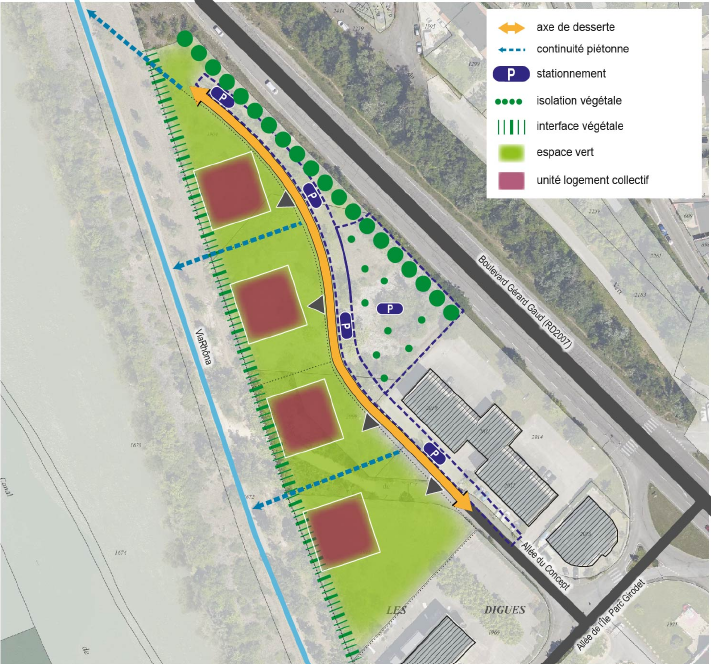
Création de 4 logements collectifs dans le secteur Girodet Nord.

#### Construction de logements collectifs au Girodet Nord
Le 30 janvier 2024, le préfet de la Drôme a donné un avis favorable pour la modification simplifiée no 2 du plan local d'urbanisme (PLU) à la demande de la municipalité. Le projet prévoit la construction, sur un terrain d'un hectare, de 4 immeubles (80 logements) situés sur la partie Nord de l'Île Girodet, en bord du Rhône et orientés en direction de l'Ardèche. La modification du PLU amène à une suppression du « périmètre de projet en attente d'un programme d'aménagement global » qui concerne ce secteur et à la création d'une orientation d'aménagement et de programmation (OAP),.

#### Construction d'un pont reliant Bourg-lès-Valence à l'Ardèche
Véritable « serpent de mer » dans l'agglomération valentinoise depuis les années 1990 (comme l'a été le pont des Lônes à Soyons), le projet d'un troisième pont entre la Drôme et l'Ardèche revient de manière récurrente dans l'actualité locale. Ce pont relierait le barrage CNR de Bourg-lès-Valence et la déviation de Guilherand-Granges, Saint-Péray et Cornas avec un raccordement sur la RD86 au nord de Cornas. Il permettrait d'achever la construction du périphérique valentinois entre le nord (Bourg-lès-Valence) et l'ouest (Guilherand-Granges / Saint-Péray / Cornas),.
Actuellement, le passage du Rhône de Bourg-lès-Valence vers le département voisin de l'Ardèche se fait à Valence par le pont Frédéric-Mistral (27 000 véhicules motorisés et 1 000 vélos par jour en 2023) ou plus au nord par le barrage de La Roche-de-Glun (7 000 véhicules par jour), passage qui a connu en 2022 des travaux d'agrandissement et la construction d'une passerelle piétonne et cycliste.

### Voies de communication et transports

#### Infrastructures routières

##### Limitation de la vitesse à 20 et 30 km/h dans les zones urbanisées

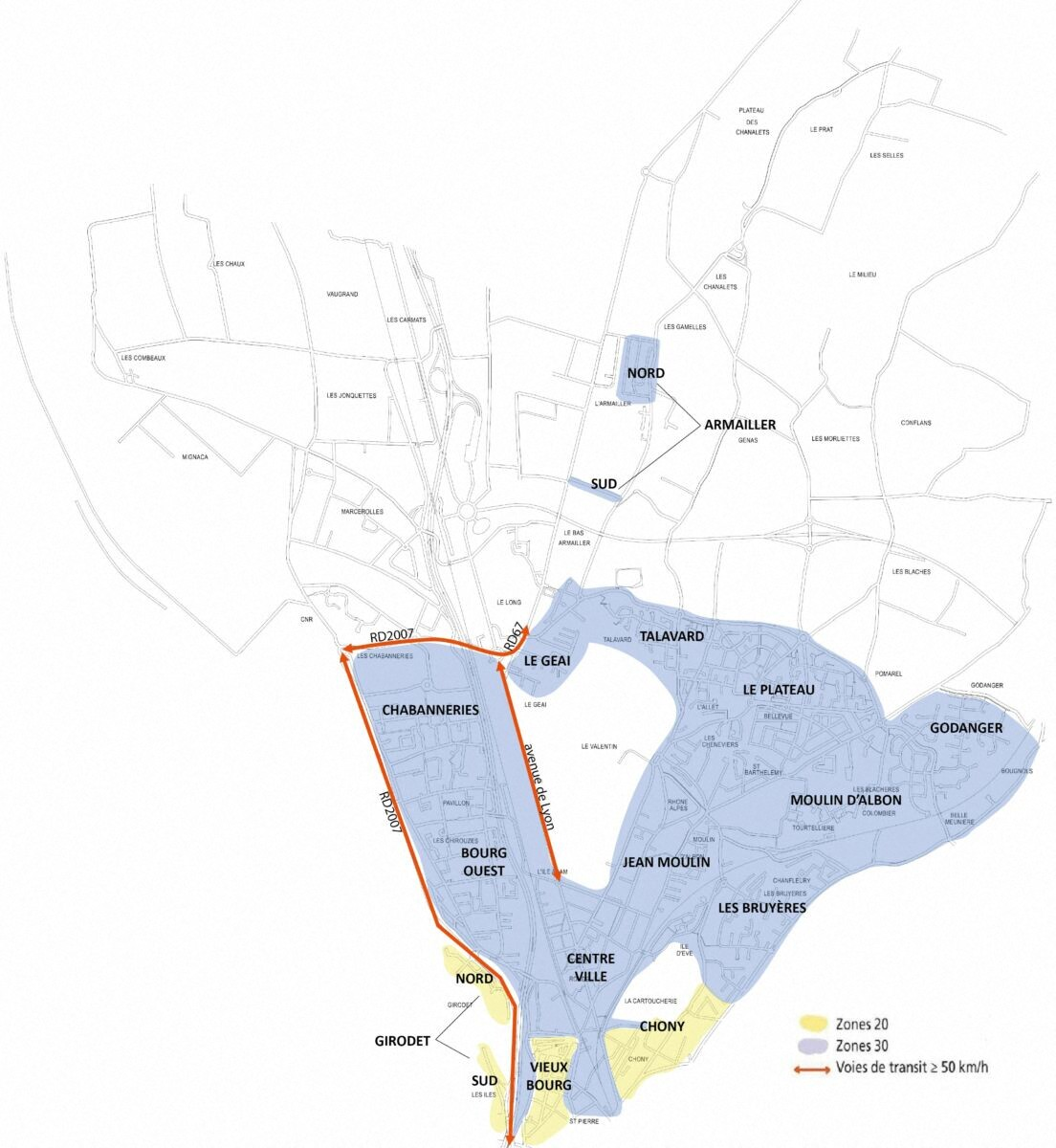
Limitation de la vitesse à 30 km/h dans les zones urbanisées de la ville. La vitesse est même limité à 20 km/h dans les quartiers du Vieux-Bourg, du Girodet et de Chony.

Dans le cadre du plan Mobilité douce, la vitesse est limitée depuis le 6 novembre 2023 dans l'ensemble des zones urbanisées de Bourg-lès-Valence. Les quartiers du Vieux-Bourg, Girodet et Chony sont quant à eux classés en zones 20 km/h. Néanmoins, deux routes principales conservent une limitation à 50 km/h : l'avenue de Lyon et la route départementale 2007N. Au total ce sont près de quatre-vingt-dix kilomètres de rues qui sont concernés par la diminution de la vitesse. La municipalité déclare être la première de Drôme et d'Ardèche à prendre cette mesure. La raison invoquée par la maire Marlène Mourier est sécuritaire, pour lutter contre la vitesse excessive en ville,,.

##### Route nationale 7 et routes départementales
La commune est desservie par la route nationale 7 et les routes départementales D 7, D 67, D 268, D 632 et D 2007n.
D'une longueur totale de 996 km, la route nationale 7 (RN 7) était la plus longue des routes nationales de France reliant Paris à Menton en passant par la vallée du Rhône et notamment Bourg-lès-Valence. Avant son déclassement partiel en 2005, l'itinéraire passait par l'actuelle Montée du Long (désormais D2007N), les avenues de Lyon, Marc-Urtin et Jean-Jaurès (actuel D7). À Bourg-lès-Valence, l'itinéraire de la route nationale 7 a été modifié. L'achèvement du lien RN 7 Nord – RN 532 sur le tronçon nord du périphérique valentinois (sur la commune de Bourg-lès-Valence) permit de finaliser le contournement intégral de la ville de Valence en 2 × 2 voies, formant ainsi une demi-boucle du nord au sud en passant par l'est. Il s'est ensuivi un changement de tracé de la RN 7 qui passe désormais par le périphérique, incorporant au passage la RN 532. Le trafic sur la route nationale 7 est de 16 000 véhicules en moyenne chaque jour.

##### Périphérique valentinois

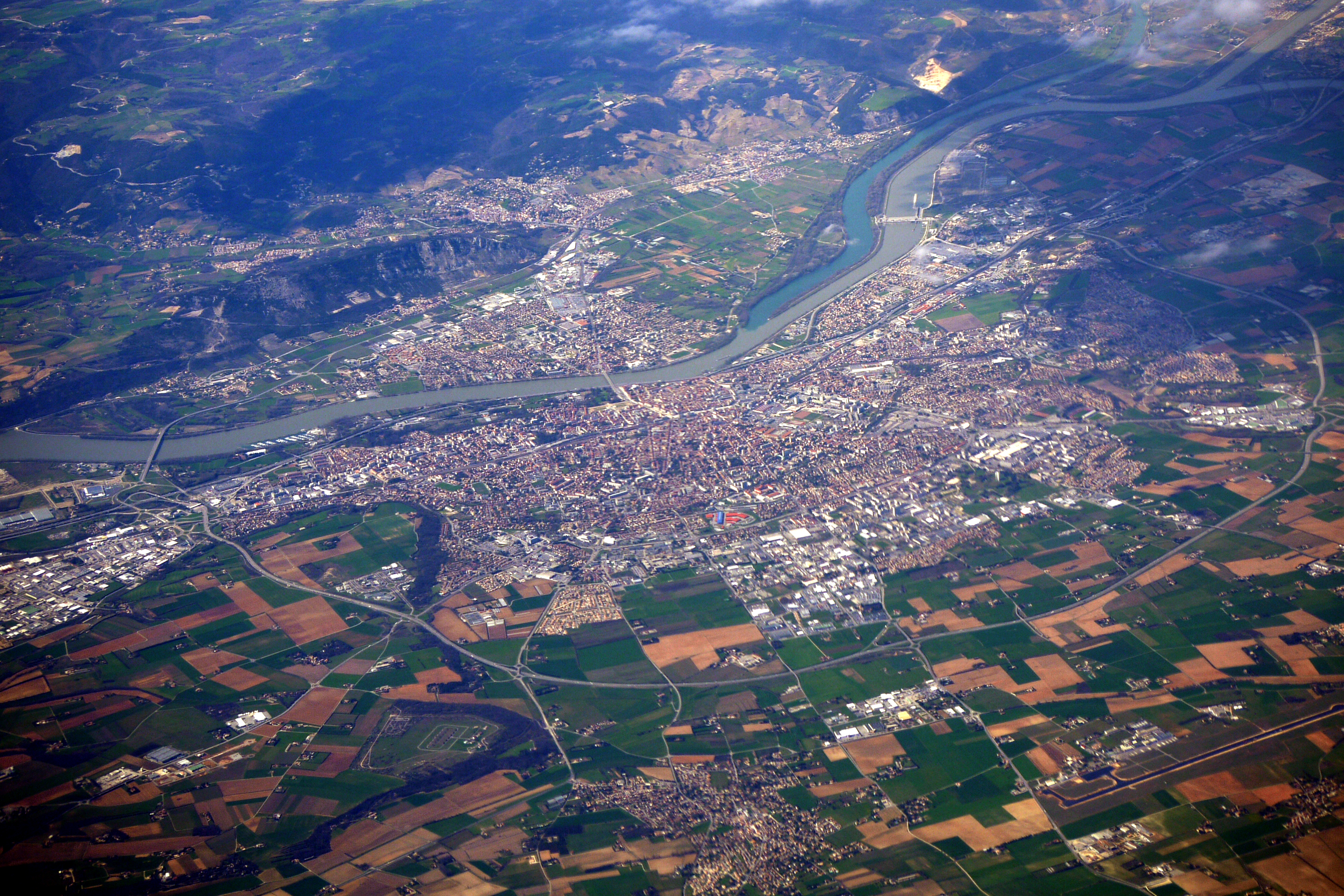
Le périphérique valentinois (vu du sud-est) avec dans sa partie nord, la ville de Bourg-lès-Valence.

La commune est comprise dans le réseau de communication de l'agglomération valentinoise. Le périphérique valentinois traverse le nord de la commune et permet une desserte rapide vers l'est et le sud valentinois.
Bourg-lès-Valence est traversé par le périphérique valentinois sur une longueur de 3 kilomètres. Ce segment routier – désormais la Route nationale 7 – est également connu sous le nom de « déviation de Bourg-lès-Valence ». Déclaré d'utilité publique par décret du 2 décembre 1999, la déviation a été mise en service le 5 décembre 2002.
Cette fonction de la rocade Est classe la Route nationale 7 dans la catégorie des « liaisons assurant la continuité du réseau autoroutier », d'où l'appellation locale LACRA pour désigner la rocade Est, qui n'a finalement pas été réalisée sous forme autoroutière.

##### Autoroutes A7 et A89

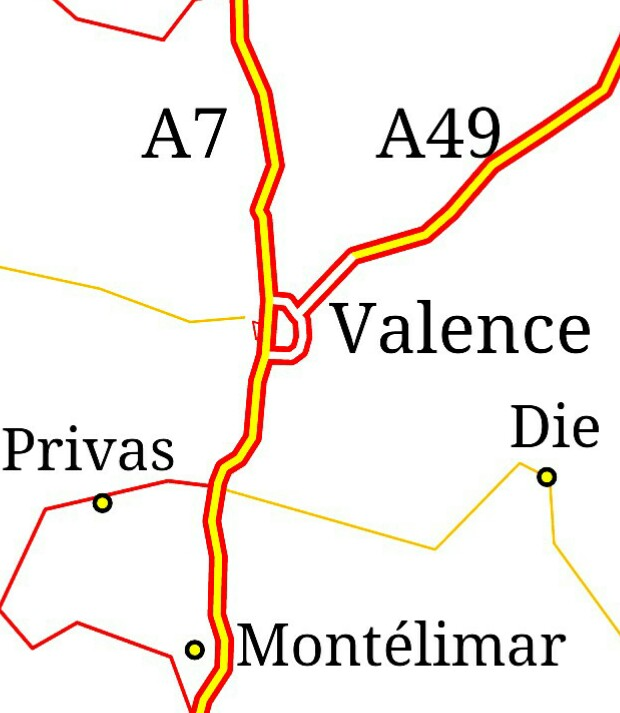
Bourg-lès-Valence (au nord de Valence) se trouve au carrefour de l'A7 et de l'A49.

Bourg-lès-Valence est traversé par l'autoroute A7 (appelée également autoroute du soleil), axe majeur à l'échelle nationale et européenne. L'autoroute A7 relie Bourg-lès-Valence à Lyon (100 km au nord), à Avignon (135 km au sud), à Marseille (226 km au sud).
Déclarée d'utilité publique par décret du 17 octobre 1957 (prorogé en 1962 et 1964), la construction de l'autoroute A7, d'une longueur de 71 kilomètres, alors en 2 × 2 voies, entre le quai Riondet à Vienne (Isère) et le pont de Valence, entraine une expropriation des terrains nécessaires à l'exécution des travaux, notamment à Bourg-lès-Valence. Les travaux s'achèvent en 1967. La construction et l'exploitation furent concédées à une société d'économie mixte dans laquelle les intérêts publics sont majoritaires. L'élargissement de l'A7 en 2 × 3 voies fut réalisé en 1986.
Le tracé de l'A7 a profondément changé la morphologie urbaine de Bourg-lès-Valence amenant à une coupure de la commune en deux parties et la construction de 7 ponts, d'un autopont et d'une passerelle.
La section de l’autoroute A7 dans le secteur de Valence accueille en moyenne 75 000 véhicules par jour dont 20 % de poids lourds dans les deux sens de circulation, un chiffre qui peut atteindre jusqu’à 180 000 véhicules en période de vacances.
À la demande de Nicolas Daragon, maire de Valence, une mesure expérimentale a été mise en place en juin 2016 pour limiter la vitesse maximum autorisée à 90 km/h sur la partie urbaine de l'A7 (environ 6 kilomètres répartis sur les communes de Valence et Bourg-lès-Valence entre les points kilométriques 67 et 73),. L'expérimentation de la réduction de la vitesse à 90 km/h a depuis été reconduite et devient permanente. Cet abaissement de la limitation de vitesse répond à l'impératif d'améliorer la qualité de l'air dans l'agglomération valentinoise où les seuils réglementaires sont dépassés de manière récurrente (cf. rubrique qualité de l'air).

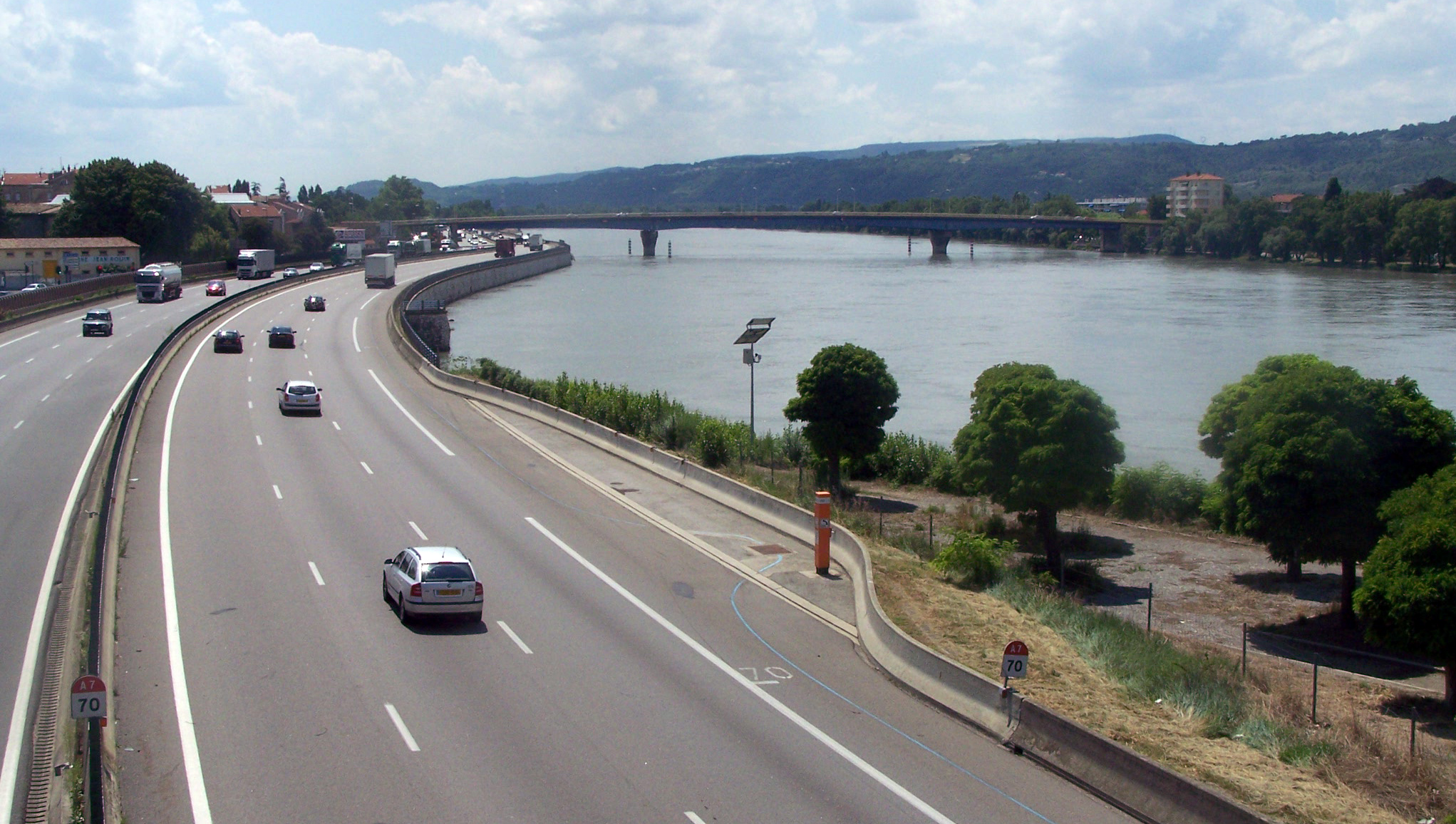
L'A7 longeant le Rhône en direction du sud avec à droite la fin de l'île-parc Girodet.

Bourg-lès-Valence dispose d'une sortie autoroutière sur l'autoroute A7 (appelée également Valence-Nord), la sortie no 14, ainsi que d'une aire de covoiturage Vinci Autoroutes (avec parking équipés de bornes de recharges pour véhicules électriques).
La route nationale 7 et l'autoroute A7 accueillent du trafic de transit, c’est-à-dire de passage mais également une forte proportion de trafic pendulaire (domicile/travail).
Bourg-lès-Valence se situe également à proximité de l'autoroute A49 reliant Valence à Grenoble (92 km) sur l'axe Grenoble/Genève.

##### Autopont
Le toboggan routier, à cheval entre les communes de Bourg-lès-Valence et de Valence, fait partie de l'actuelle route D2007N (ancien tracé de la route nationale 7). L'autopont qui enjambe l'autoroute A7 et l'avenue du Tricastin a été construit en 1973.

#### Proximité des infrastructures ferroviaires et aéroportuaires
Les gares les plus proches sont celle de Valence-Ville (à 5 kilomètres au sud) et celle de la gare de Valence TGV (à 10 kilomètres au nord-est sur la commune d'Alixan).
Bourg-lès-Valence se situe sur l'axe ferroviaire Paris-Lyon-Marseille. La commune compte 9,4 kilomètres de voies ferrées.
Les aéroports les plus proches sont l'aéroport de Lyon-Saint-Exupéry (environ 110 km) et l'aéroport Marseille-Provence (environ 210 km).
Le petit aéroport de Valence-Chabeuil se trouve à une dizaine de kilomètres de Bourg-lès-Valence.

#### Écomobilité

##### Bus

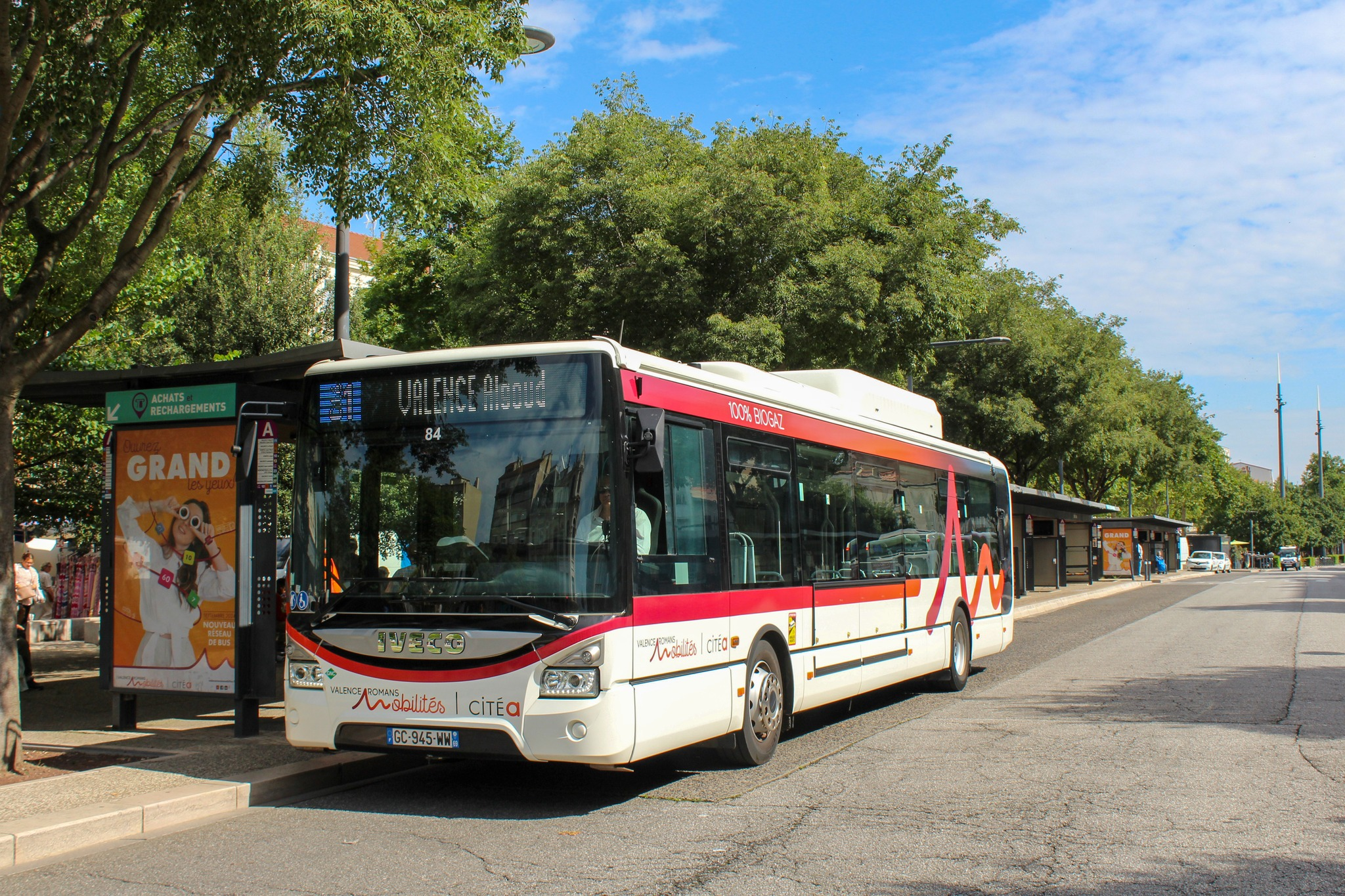
Réseau de bus Citéa à l'arrêt VALENCE POLE-BUS - QUAI A.

La ville de Bourg-lès-Valence est desservie par le réseau de bus Citéa (lignes 4, 5, 7 et 20). La ville compte 54 arrêts de bus.

##### Vélos
Bourg-lès-Valence possède quatre stations de vélos en libre-service Libélo : Bourg-Jean Jaurès, Bourg Mairie, Bourg Pasteur, Cartoucherie. Les stations de Bourg Pasteur et Cartoucherie ont été inaugurées en 2022. Selon Marlène Mourier, maire de la commune, 3 500 Bourcains ont un abonnement Libélo en 2022 pour 23 600 mouvements. Le réseau Libélo comprend 350 vélos dont 115 à assistance électrique. 53 vélostations sont réparties sur Valence, Bourg-lès-Valence, Alixan, Guilherand-Granges, Portes-lès-Valence, St-Péray, Bourg-de-Péage et Romans.
Bourg-lès-Valence fait partie du projet Cycléo de Valence-Romans Mobilités visant à une nouvelle forme de mobilité douce, efficace et décarbonée. Le projet de Valence Romans Agglo est de développer entre 2022 et 2026 un maillage de 200 km d’itinéraires cyclables qui reliera entre elles 28 communes. L'objectif revendiqué est d'augmenter grandement les déplacements à vélo à travers des aménagements adaptés (création de pistes cyclables, signalétique identitaire, itinéraires clairs, une marque lisible Cycléo).
La municipalité a annoncé en 2023 un plan vélo visant à aménager 11,5 kilomètres de pistes cyclables pour un réseau cyclable de 49 kilomètres d'ici 2026.
La véloroute voie verte ViaRhôna passe dans la commune de Bourg-lès-Valence en longeant le Rhône et en empruntant la passerelle inaugurée en avril 2024 reliant l'île-parc Girodet au Vieux-Bourg,.

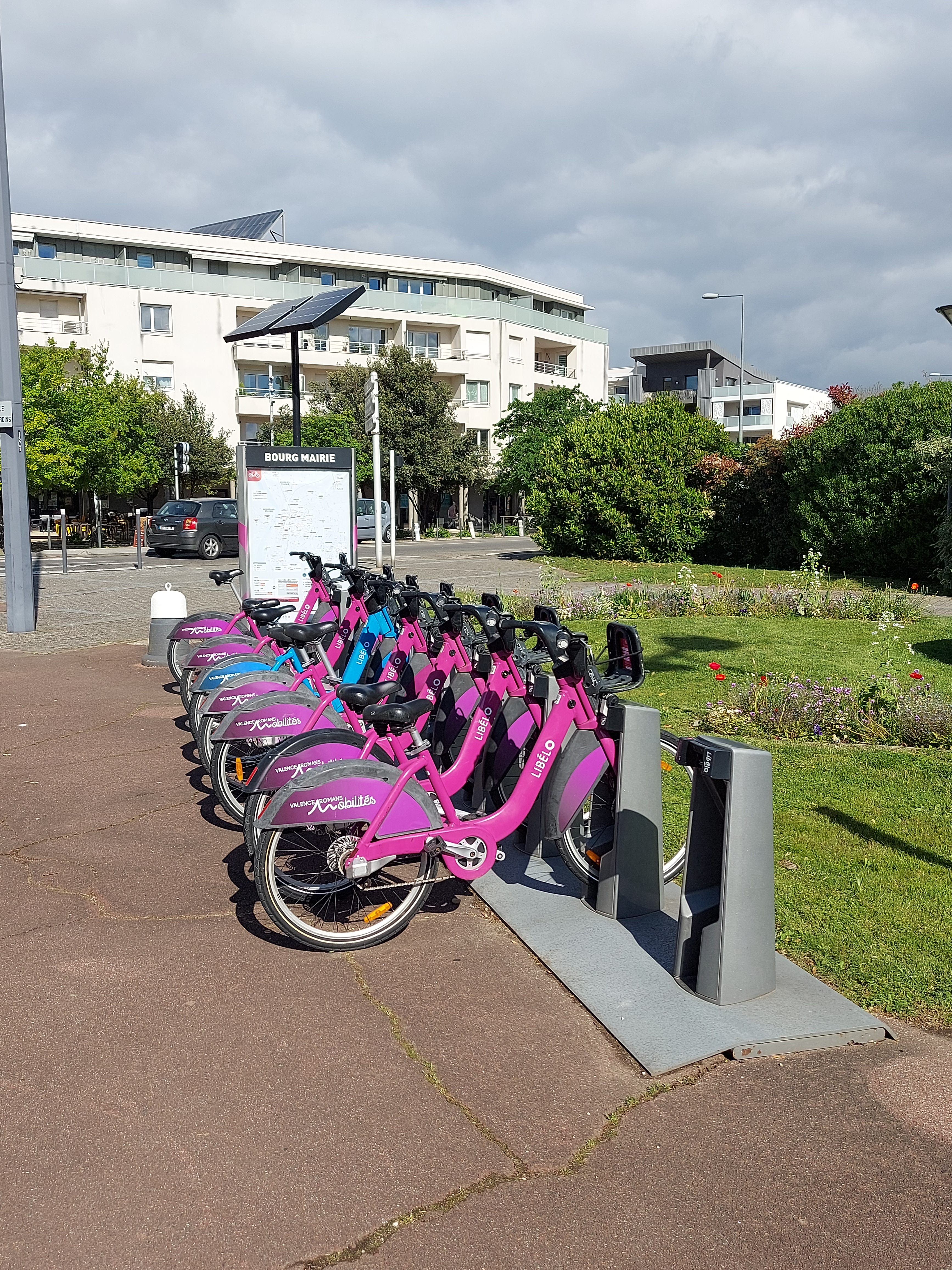
Vélos en libre-service Libélo de Valence Romans Mobilités à l'arrêt Bourg-Mairie.
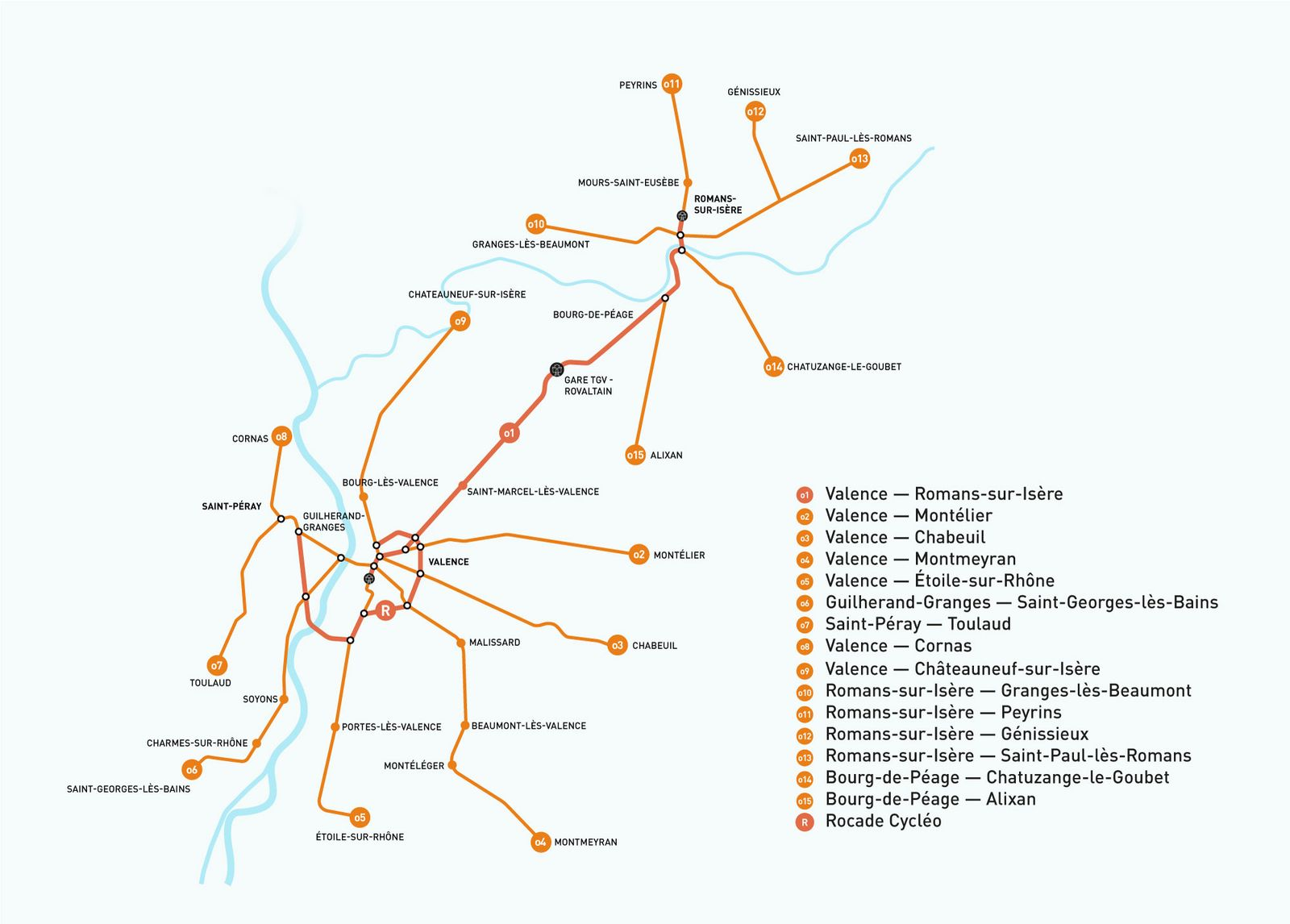
Projet Cycléo de Valence Romans Mobilités (2022-2026).

##### Passerelle

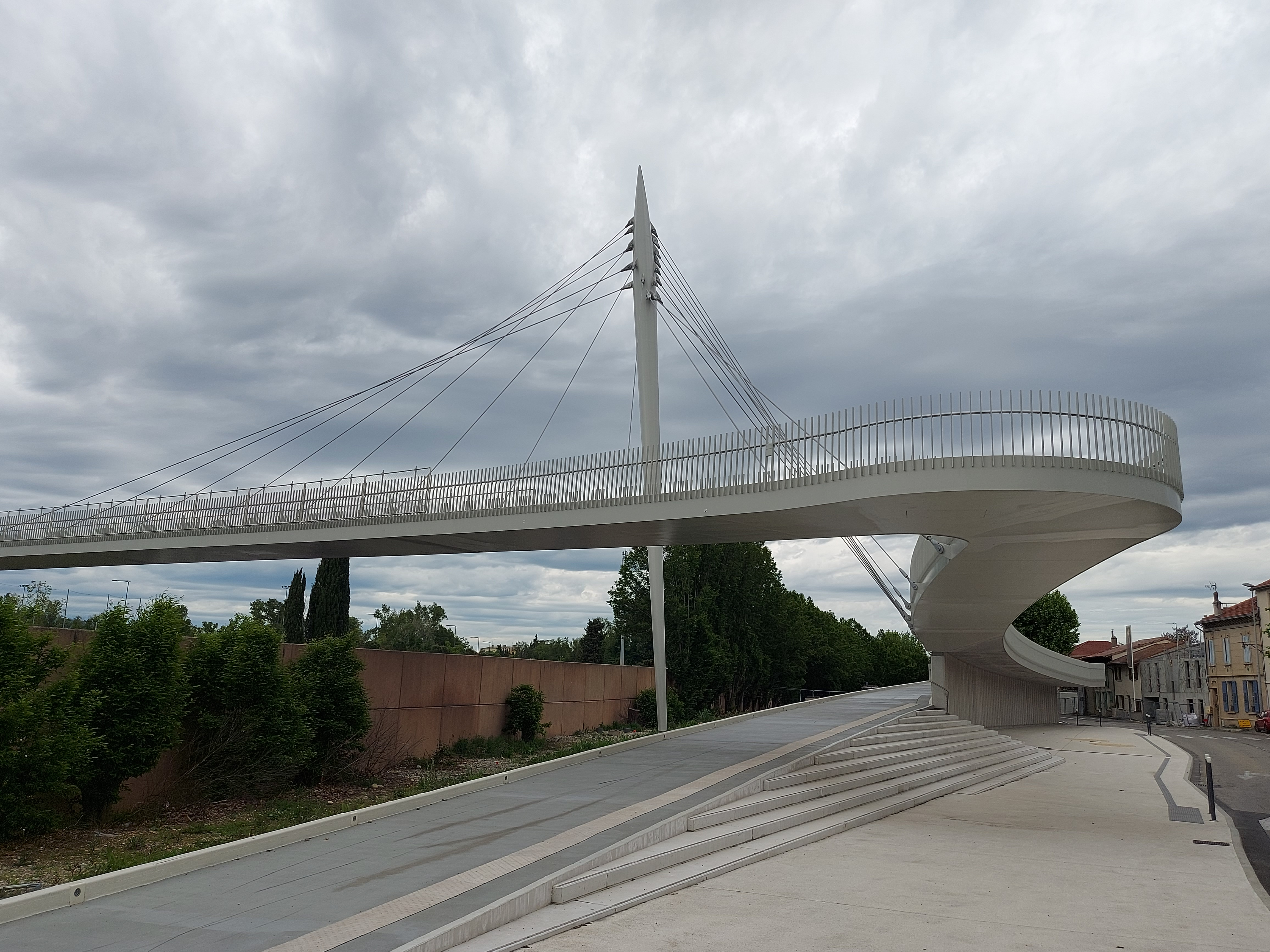
Passerelle de Bourg-lès-Valence.

Une passerelle piétonne bleue métallique, longue de 90 mètres et pesant 92 tonnes, fut construite en 1990 pour permettre de relier le quartier du Vieux-Bourg à l'île-parc Girodet en enjambant l'autoroute A7. Connue comme la « passerelle bleue », elle fut jugée « mal sécurisée » et impossible d'accès aux personnes à mobilité réduite et à l'utilisation des mobilités douces. La passerelle bleue fut démontée lors de la nuit du 7 au 8 mars 2022,,,,.
Une nouvelle passerelle piétonne a été construite en lieu et place de l'ancienne passerelle bleue. Deux ans de travaux furent nécessaires pour la passerelle longue de 123 mètres de long et pesant 200 tonnes. Accessible aux mobilités douces et intégrée à l'itinéraire ViaRhôna, la nouvelle passerelle devait coûter initialement 5,8 millions d'euros financés à 60 % par l'État (1,4 million d'euros), la région Auvergne-Rhône-Alpes (2 millions d'euros), le département de la Drôme (400 000 euros) et la ville de Bourg-lès-Valence (2 millions d'euros). Le budget total de la nouvelle construction a explosé pour atteindre 16,2 millions d'euros. Le projet étant qualifié de « gouffre financier » par l'opposition municipale, la mairie se défend en invoquant une augmentation des prix des matières premières.
Après autorisation du ministère des Transports, la passerelle est ouverte depuis le 11 avril 2024. Inaugurée lors du 14e semi-marathon de Bourg-lès-Valence, la passerelle devient un des symboles architecturaux de la ville,,,.

#### Trajet domicile-travail
|                                          | Pourcentage |
| ---------------------------------------- | ----------- |
| Pas de déplacement                       | 2,8         |
| Marche à pied (ou rollers, patinette)    | 5,3         |
| Vélo (y compris à assistance électrique) | 3,9         |
| Deux-roues motorisé                      | 1,4         |
| Voiture, camion ou fourgonnette          | 79,0        |
| Transports en commun                     | 7,5         |

La voiture, le camion ou la fourgonnette représentent la très grande majorité des modes de déplacement quotidien pour se rendre au travail (79 %).
La part des transports en commun est de 7,5% et celle des mobilités douces est de 9,2 % (marche à pied, rollers, patinette, vélo).

### Risques naturels et technologiques

#### Risques naturels

##### Séismes
Dans son dossier départemental des risques majeurs (DDRM), la préfecture a classé la commune de Bourg-lès-Valence en sismicité modérée (3 sur une échelle de 5).

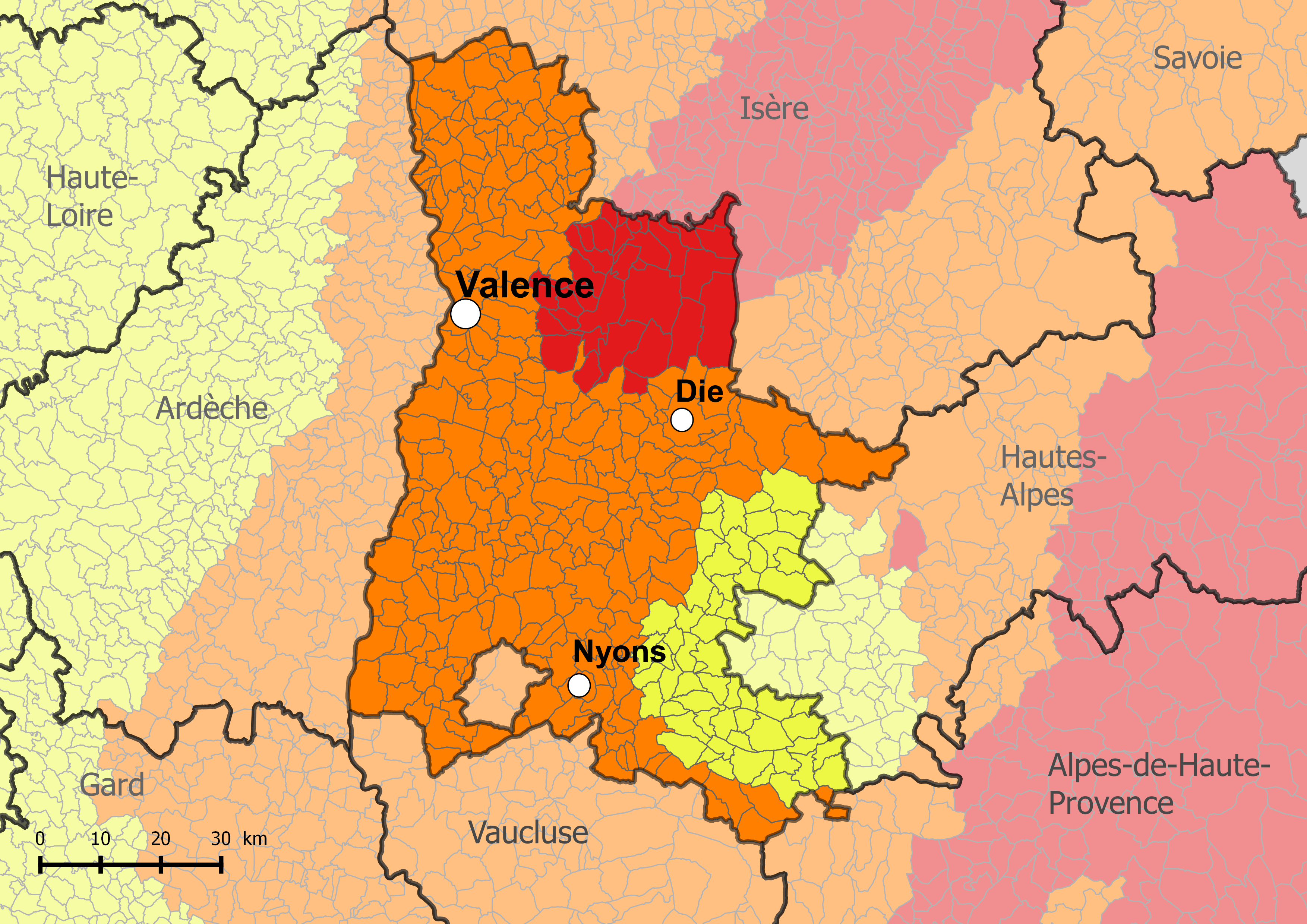
Risque sismique dans la Drôme. Bourg-lès-Valence est en zone orange : sismicité modérée (3 sur 5).

##### Inondations
Le risque d'inondation prend en compte les risques de débordement du Rhône et de la Barberolle. Le Rhône a une crue lente et durable tandis que la Barberolle a une crue en régime torrentiel sur une courte durée. On parle pour le ruisseau Barberolle d'épisodes méditerranéens. Le risque est renforcé pour la Barberolle et ses affluents qui ont subi une forte artificialisation (chenalisation, endiguement, détournement ...) amenant à la création de lits mineurs canalisés. Les crues alimentées par de fortes pluies peuvent se répandre dans les plaines et zones fortement urbanisées.
Valence Romans Agglo, à travers le dispositif Alabri, propose un diagnostic des risques dans les zones inondables, un accompagnement et un financement de travaux afin de limiter les dégâts pouvant être causés par une inondation. Sont concernés les propriétaires de logements, entreprises, bâtiments publics ou encore exploitations agricoles dans les zones inondables de la Barberolle.

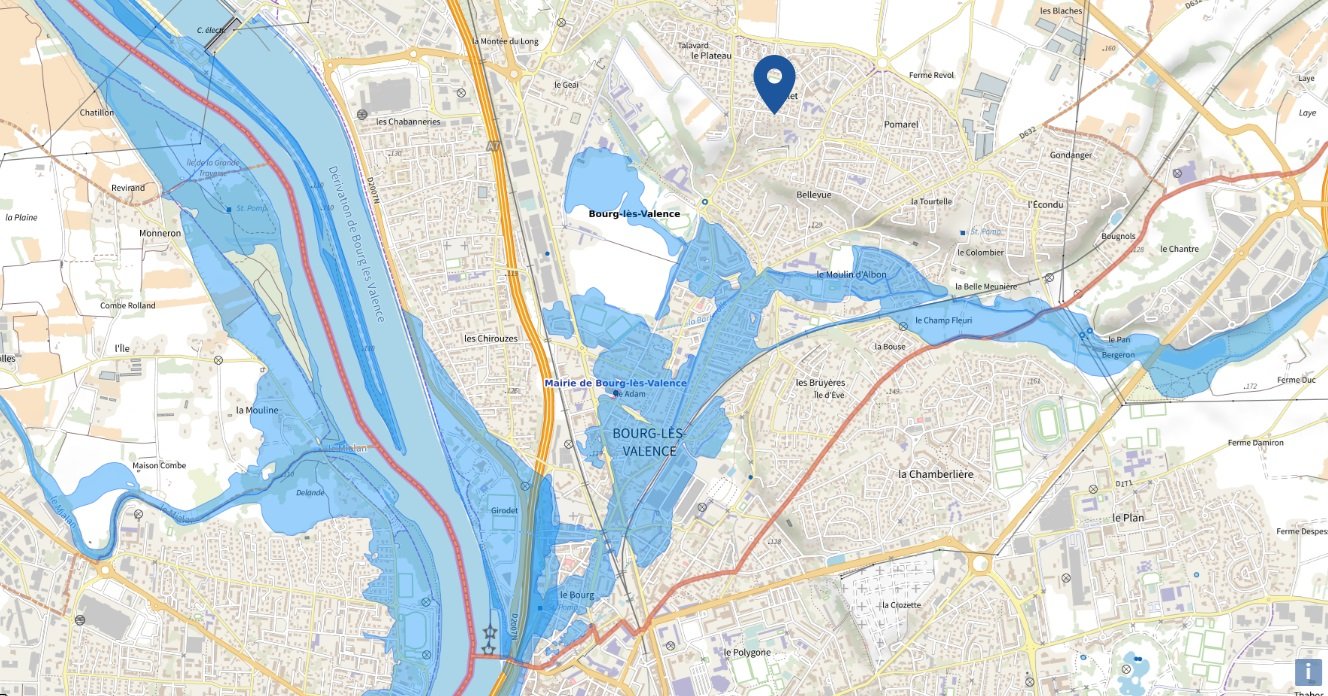
Zone à risque d'inondation entrainant une servitude d'utilité publique.
- Risque d'inondation à Bourg-lès-Valence.
- Étude Aléa inondation de la Barberolle.

##### Mouvements de terrain
La préfecture a classé la commune à risque pour les aléas et sous-aléas de mouvements de terrain.
Une catastrophe naturelle survenue entre le 2 et le 15 octobre 1993 (publié au journal officiel le 29 avril 1994) a été enregistrée.
Toutefois, aucune zone à risque entrainant une servitude d'utilité publique n'a été recensé.

##### Retrait / gonflement des argiles
Selon le bureau de recherches géologiques et minières (BRGM), le risque de retrait / gonflement des argiles à Bourg-lès-Valence en 2020 est faible : classé 1 sur une échelle de 3.
Les sols contenant de l'argile gonflent en présence d'eau (saison des pluies) et se tassent en saison sèche. Ces mouvements de gonflement et de rétractation du sol peuvent endommager les bâtiments (fissuration). Les maisons individuelles qui n'ont pas été conçues pour résister aux mouvements des sols argileux peuvent être significativement endommagées. C'est pourquoi le phénomène de retrait et de gonflement des argiles est considéré comme un risque naturel. Le changement climatique, avec l'aggravation des périodes de sécheresse, augmente le risque.
La sécheresse de 2020 touchant la commune de Bourg-lès-Valence a été classée comme catastrophe naturelle.

##### Feu de forêt
Les départs de feux peuvent concerner toutes les communes du département de la Drôme. Cependant, le Plan départemental de protection des forêts contre les incendies (PDPFCI) identifie comme plus sensibles vis-à-vis du risque de feu de forêt les communes comptant plus de 50 bâtiments situés à moins de 50 m de zones classées en aléa feu de forêt fort à très fort. Seuls les risques pour la population sont abordés, même si les feux de forêts représentent aussi un risque pour la biodiversité végétale et animale.
Sur la base de ce critère, Bourg-lès-Valence présente un risque limité pour les feux de forêt.

##### Radon
Bourg-lès-Valence est en catégorie 1 pour le risque d'exposition au radon, soit le risque le plus bas d'une classification établie par l'Institut de radioprotection et de sûreté nucléaire, qui compte trois catégories. L'Ardèche voisine est plus exposée à ce gaz radioactif incolore, inodore et d'origine le plus souvent naturelle.

#### Risques technologiques

##### Installations industrielles classées (ICPE)
Dans son dossier départemental des risques majeurs (DDRM), la préfecture a classé la commune de Bourg-lès-Valence comme à risque. Vingt-quatre installations classées sont basées sur le territoire communal.
Aucun site SEVESO ne se situe sur le territoire de la commune,.

##### Nucléaire
Le risque nucléaire se caractérise par un événement accidentel avec des risques d’irradiation ou de contamination pour les populations, les biens et l’environnement. La commune de Bourg-lès-Valence ne fait pas partie des communes drômoises exposées au risque nucléaire d'après le dossier départemental sur les risques majeurs 2022.

##### Transport de matières dangereuses
Le transport de matières dangereuses (TMD), mesuré en tonnes.kilomètres (t.km), concerne :
- principalement les voies routières et ferroviaires avec près de 90 % du trafic ;
- le mode fluvial représente 10 % du trafic sur le bassin Rhône-Saône ;
- la voie aérienne et les réseaux de canalisation participent à moins de 5 % du trafic.

Bourg-lès-Valence est concerné par tous les grands axes de circulation cités ci-dessus avec l'A7, la RN7, les voies ferroviaires, le Rhône et également par du transport de matières dangereuses par canalisation.
Les principaux dangers liés au TMD sont l'explosion, l'incendie et le nuage toxique. Le déversement ou l’inflammation accidentels de matières dangereuses peuvent engendrer une pollution de l’atmosphère, de l’eau et du sol.
Bien que le risque soit limité, la commune de Bourg-lès-Valence est traversée par une canalisation de transport d'hydrocarbures propriété de l'État. Des servitudes d'utilité publique autour des canalisations de matières dangereuses existent sur le territoire de Bourg-lès-Valence.

##### Rupture de barrage
Bourg-lès-Valence est concerné par l’onde de submersion qui résulterait de la rupture de barrages en Isère, en Savoie ou dans le Jura.
| Submersion par l'Isère                                                                  | Submersion par le Rhône |
| --------------------------------------------------------------------------------------- | ----------------------- |
| Barrages du Sautet, de Monteynard-Avignonet, de Grand'Maison, du Chevril et de Roselend | Barrage de Vouglans     |

Ils sont tous soumis à un plan particulier d'intervention (PPI).

##### Pollution des sols
La commune de Bourg-lès-Valence est concernée par le risque de pollution des sols provenant d’anciens sites industriels. Quatre secteurs d’informations sur les sols (SIS) sont recensés :
- no 26SIS01633 : « La cartoucherie », rue de Chony

Un nombre important de sociétés se sont succédé sur le site depuis l’installation en 1835 d’une manufacture de coton peint puis d’une usine d’armement par l’État français. Le site, orphelin de responsable industriel, a fait l’objet de diagnostics des sols en 2001 qui a révélé des pollutions aux métaux, solvants chlorés et hydrocarbures. Le site en 2024 est partiellement utilisé.
- no 26SIS01651 : « Ancienne carrière Girard », quartier Le Geai

Ce site d’ancienne gravière a accueilli une activité industrielle de fabrication de moellons. Des diagnostics de pollution réalisés avant le projet de lotissement du site font état de pollutions aux PCB, HAP et hydrocarbures. Un projet immobilier de 148 logements, mêlant appartements et maisons individuelles, a démarré en août 2023 après plusieurs années de rebondissements. Selon l'adjointe à l'urbanisme, « la première phase de dépollution de cette friche industrielle va durer plus d’un an ».
- no 26SIS08039 : « Ancienne usine à gaz », 11 rue Gay Lussac

Le site a accueilli une usine à gaz jusqu’en 1972. La présence d’ammonium et de cyanure a été détectée dans la nappe phréatique, désormais interdite d’utilisation. Depuis, des logements sociaux ont été construits sur les parcelles concernées. Un site EDF abandonné, racheté par la mairie, se situe également dans la zone présentant un sol pollué.
- no 26SIS01654 : « Champagne Métaux Rhône (CMR) », rue Toulouse Lautrec

Le site était exploité de 1975 jusqu’en 2009 pour une activité de recyclage de métaux. Avant 1975, le site avait été occupé pour des activités de stockage d’hydrocarbures. Une pollution du sol aux métaux hydrocarbures et PCB a été diagnostiquée en 2003, confirmée en 2008. Le site n’a pas fait l’objet d’une réhabilitation par le dernier exploitant qui est radié du registre du commerce depuis 2015.

## Toponymie

### Attestations
Dictionnaire topographique du département de la Drôme :
- 1065 : mention de l'église Saint-Pierre : ecclesia Sancti Petri de Burgo (cartulaire du Bourg-lès-Valence, 6) ;
- 1162 : mention du prieur de l'église Saint-Pierre : prior de Burgo Valentie (cartulaire du Bourg-lès-Valence, 12) ;
- 1192 : Borc (cartulaire de Léoncel, 44) ;
- 1261 : mention de l'église Saint-Pierre : San Pere del Borc (cartulaire du Bourg-lès-Valence, 204) ;
- 1395 : mention de l'église Saint-Pierre : Saint-Pierre du Bour de Valence (cartulaire du Bourg-lès-Valence, 137) ;
- 1430 : mention de l'église Saint-Pierre : ecclesia Burgi Valencie (cartulaire du Bourg-lès-Valence, 135) ;
- XVe siècle : mention de l'église Saint-Pierre : ecclesia collegiata Sancti Petri de Burgo (pouillé de Valence) ;
- 1628 : Bourg Saint-Pierre (confirmation des libertés de Valence) ;
- 1700 : Saint-Pierre du Bourg-lès-Valence (registres paroissiaux) ;
- 1707 : Bourg Saint-Pierre lès Valence (registres paroissiaux) ;
- ... : Le Bourg-lès-Valence ;
- 1881 : Bourg-lès-Valence, commune du canton de Valence. L'article défini « Le » disparait sur les actes d'état civil à partir du 24 février 1881 : passage de la commune du Bourg-lès-Valence à la commune de Bourg-lès-Valence[93].

### Étymologie
C’est à la fin du Haut Moyen Âge qu’apparaît un toponyme d’origine germanique : le Bourg. Les philologues s’accordent à dire que ce mot fut importé par les Burgondes. Il désignait à l’origine une maison en bois, une place fortifiée. On retrouve ce terme notamment dans le toponyme de Strasbourg (la place forte des routes).
Ce substantif évolua pour désigner un éventail d’appellations : la bourgade (petit village aux maisons disséminées), le faubourg (de fors bourg : en dehors du bourg, à comprendre le quartier en dehors des murs de la ville) et le bourg (agglomération rurale moins importante que la ville mais plus grande que la bourgade).
Le « o » occitan se prononçant « ou » en français explique la toponymie « Borc » puis plus tard « Borg » en occitan et le gentilé actuellement utilisé en français bourquain(e).

## Histoire

### Protohistoire
A l'époque préromaine, le peuple gaulois des Segovellaunes était implanté de part et d'autre de la moyenne vallée du Rhône, dans la plaine de Valence. Les sources concernant les Segovellaunes sont rares.
Leur territoire nous est connu à travers les sources de Pline l'Ancien, Claude Ptolémée et Strabon :
- Il s'étendait au nord jusqu'à la confluence du Rhône et de l'Isère, frontière avec les Allobroges ;
- Au sud, la rivière Drôme faisait office de frontière avec les Cavares, voire peut-être jusque dans la plaine de Montélimar (frontière avec les Tricastins) ;
- A l'est, la barrière naturelle du Vercors la séparait des Voconces ;
- A l'ouest, leur territoire s'étendait dans la région montagneuse comprise entre l’Eyrieux et le Doux, dans l'actuel Haut-Vivarais. Le découpage du diocèse médiéval plaide également en ce sens.

Ptolémée, dans sa description de la Gaule narbonnaise, situait les « Segalauni »(sic), ayant Valentia comme ville principale, au sud des Allobroges et au nord des Cavares.
Pour Pline l'Ancien, la région autour de Valentia se nommait « regio Segovellaunorum » et se trouvait dans le territoire des Cavares. Les Segovellaunes appartenant à la Confédération des Cavares, la précision de Pline l'Ancien corrobore les informations de Strabon qui dans son oeuvre Géographie attribuait au peuple des Cavares tout le pays compris entre la Durance et « le confluent de l’Isère et du Rhône, au point où le Mont Cemmène vient en quelque sorte rejoindre le Rhône ».
La capitale des Segovellaunes est toujours incertaine. La tradition situe son emplacement sur l'oppidum de Soyons en Ardèche.

### Antiquité: une origine romaine (Iersiècleav. J.-C.–Vesiècle)

#### Les origines de la colonie romaine de Valentia
Les Romains installèrent leur colonie de Valentia sur le territoire des Segovellaunes (en latin Segovellauni ou Segolauni), un peuple gaulois localisé dans la vallée du Rhône, autour de Valence. Les Segovellaunes furent battus et soumis en 62/61 avant notre ère (bataille de Solonion) par le commandant romain Caius Pomptinus comme le révèle l'historien antique Dion Cassius.
L'archéologue et universitaire Ernest Will évoque l'installation du commandant en chef romain Pomptinus et de ses troupes (apparemment peu nombreuses) sur un site convenable pour pouvoir gérer les opérations militaires éventuelles. Des traces de camps militaires romains, situées sur le plateau de Lautagne (à moins de 5 kilomètres au sud de la ville), ont été mises au jour. Dans la ville actuelle de Valence, aucun vestige antérieure à la guerre des Gaules n'a été découvert.
En fondant la colonie de Valentia (connue également sous le nom de Valentia Julia ou encore Valentia Segalaunorum, littéralement Valence qui a battu les Segovellaunes), l'idée des militaires romains est stratégique : contrôler le passage du Rhône. Valence représente un nœud stratégique entre la capitale de la gaule narbonnaise, Narbo Martius (actuel Narbonne) et Vienna (actuel Vienne) et Lugdunum (actuel Lyon). Par ailleurs, Valence assure un point de contrôle sur les vallées de l'Isère et de la Drôme avec l'Italie sur la rive droite et sur les vallées du Doux et de l'Eyrieux sur la rive gauche.
Quant à la datation de la colonie, Ernest Will remarque que des constatations faites en 1869 à la porte occidentale de la ville montrent une structure complexe. La coupe relevée montre deux états du mur d'enceinte implantés l'un sur l'autre et le deuxième lié à la rue dallée, bordée de trottoirs, qui entrait dans la ville. Le deuxième état daterait du Haut Empire et que l'on pourrait qualifier d'augustéen. Le premier état, plus ancien, pourrait remonter à l'époque républicaine. Mais ces deux états pourraient aussi correspondre à un changement de statut de la ville, la promotion à une colonie de droit latin révélée par un passage de Pline. Si la question de la datation exacte de la colonie reste en suspens, on peut dater la colonie du Ier siècle av. J.-C..

En ce qui concerne les origines de la colonie romaine de Valence, des études archéologiques de 2011 en viennent aux conclusions suivantes : 
Au total, quelle qu’ait été l’ancienneté de la présence humaine et du processus d’urbanisation à Valence, deux hypothèses paraissent envisageables du point de vue institutionnel : celle d’une fondation latine tardo-républicaine, peut-être précédée de distributions foncières prémunicipales et assurément suivie de l’obtention du droit romain, et celle d’une fondation coloniale de la fin de la République elle aussi, mais de droit romain. En l’état actuel de la documentation, la première interprétation demeure parfaitement envisageable (tout particulièrement si l’on songe à une élévation au droit romain avant l’avènement d’Auguste), mais la seconde doit être désormais très sérieusement envisagée, à la faveur d’une datation tardo-républicaine de l’hommage rendu à Asprenas, et surtout d’une interprétation géographique et/ou hodographique de la liste plinienne. En ce cas, Valence pourrait être considérée comme une colonie gratifiée du droit romain dès sa fondation, très probablement dans les années 40 ou 30 av. J.-C. et, peut-être, plus précisément entre 46 et 36 av. J.-C. 

#### Une colonie socialement divisée entre la haute et la basse ville
La colonie fait partie de la province de la Gaule narbonnaise. La Pax Romana, période de paix entre le Ier siècle av. J.-C. et le IIe siècle apr. J.-C., permit le développement du commerce favorisé par la situation géographique privilégiée de Valence, importante place commerciale et carrefour routier.
Dans la morphologie urbaine de la colonie, on assiste à une dichotomie très marquée entre la haute et la basse ville.

##### La ville haute
La ville haute (actuel Valence), comme bon nombre de villes gallo-romaines, reçut un plan orthonormé. Elle fut les centres des pouvoirs politiques, économiques et religieux. L'enceinte correspond à un rectangle de 710 mètres de long sur 350 mètres de large. Recevant des citoyens romains, elle abritait de nombreux monuments publics :
- un forum avec sans doute à côté une basilique civile, une curie et un / des temple(s) ;
- des thermes publics (on retrouva dans le quartier de Chony à Bourg-lès-Valence des restes de canalisation ayant appartenu à l'aqueduc qui acheminait à Valence les eaux de la fontaine du Treuil) ;
- un cirque dont le lieu-dit quartier du Ciré (Siry au Moyen Âge) aurait conservé le souvenir ;
- un amphithéâtre ;
- un grand théâtre de 5 000 places dont le grand mur se situait à l'emplacement de l'actuelle côte Sainte-Ursule ;
- un odéon (les soubassements d'un odéon ont été retrouvés lors des travaux du nouveau musée, sous la place des Ormeaux)[101],[102].

##### Le Bourg (la basse ville)
La basse ville (où se situait entre autres l'actuel quartier du Vieux-Bourg à Bourg-lès-Valence) correspondait à une zone urbaine au nord de la ville où une importante population cosmopolite et laborieuse se pressait autour du port fluvial. Ce port fut construit sur le Rhône à l'emplacement actuel du quai Maurice-Barjon (anciennement quai de la Verrerie) à Bourg-lès-Valence. Le tissu urbain se caractérisait par des habitations précaires, « un lacis de ruelles » pour reprendre les propos d'André Blanc, s'étalant entre le nord de la ville (actuel rue Deriard) et le pont romain situé vers la rue Pompéry. La possibilité de crues régulières du Rhône rendait encore plus instable la vie des habitants des quartiers pauvres.

#### Le paganisme dans les classes laborieuses de la basse ville

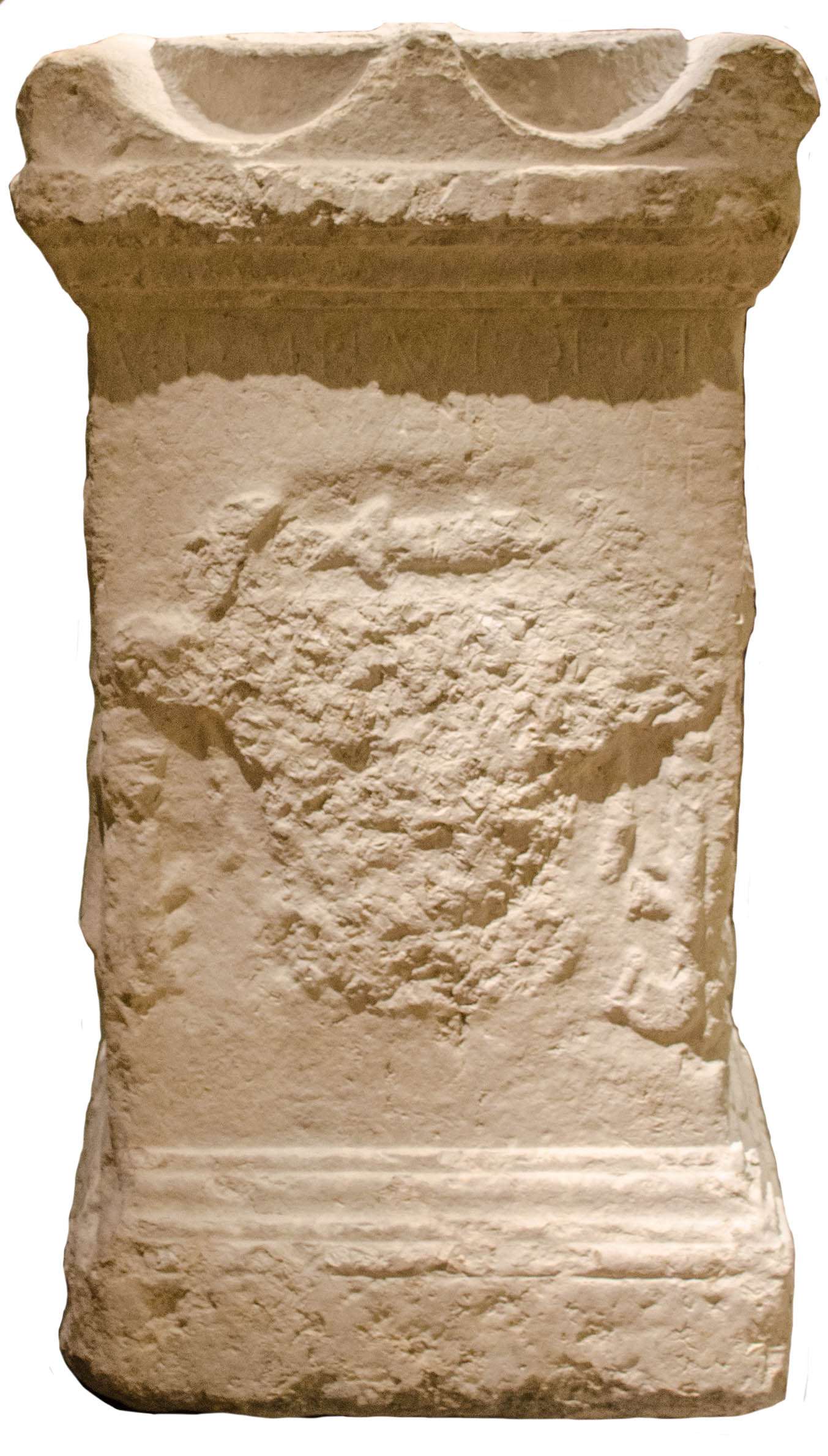
Autel taurobolique offert par les dendrophores de Valence en l'honneur de la déesse Cybèle, découvert à Châteauneuf-sur-Isère en 1786. Face principale : tête de taureau.

Nombreux furent parmi les milieux défavorisés de la basse ville des déracinés originaires de Méditerranée orientale : Grecs, Juifs, Syriens, Égyptiens. L'historien André Blanc affirme que, malgré les réformes religieuses de l'empereur Auguste, le vieux paganisme gallo-romain ne toucha guère ces populations plus enclins vers l'irrationnel et les religions moins matérialistes.
Dès la fin du premier siècle, arrivant par les berges du Rhône, l'arrivée d'Orientaux amena un développement du monothéisme dans les classes populaires. Venus d'Egypte, les cultes d'Isis et de Sarapis, furent sans doute vénérées tandis que d'anciens militaires introduisirent la religion perse de Mithra. Les adeptes de Mithra, uniquement des hommes, se rassemblaient dans le Mithréum, une grotte-temple artificielle. André Blanc localise le lieu près de la source Saint-Pierre, à savoir en contrebas des bâtiments modernes de la sécurité sociale, boulevard du Ciré.
Par ailleurs, Cybèle, divinité d'origine phrygienne (Anatolie) et personnifiant la nature sauvage, eut des adeptes dans la population laborieuse valentinoise déjà concentrée sur le Bourg et un temple en son honneur fut élevé sur les confins de la bourgade près de l'Isère. Plusieurs traces matérielles de ce culte phrygien ont été conservées. Un taurobole, sacrifice expiatoire, fut mis au jour près du quartier de l'Armailler. Non loin de là, dans le même secteur, un médaillon en bronze (aujourd'hui exposé au cabinet des médailles de Paris) fut retrouvé dans le lit de l'Isère.

#### L'introduction et le développement du christianisme dans le Bourg

##### L'arrivée de prédicateurs chrétiens dans la basse ville
Le christianisme s'établit dans le Bourg dès le premier siècle de notre ère, pense-t-on, avec l'arrivée des premiers prédicateurs chrétiens venus prêcher dans les milieux juifs et orientaux qui se concentraient surtout dans la basse ville, autour du port.
Le premier document authentique attestant de la présence chrétienne en Gaule date de la seconde moitié du IIe siècle apr. J.-C. C'est une lettre dans laquelle des chrétiens de Vienne et de Lyon racontent à leurs coreligionnaires d'Orient la persécution faite aux martyrs de Lyon en 177. Le christianisme primitif, celui des premiers siècles de notre ère, est marqué par l'importance des liens entre les églises d'Orient et d'Occident. Valence, ville située entre les ports méditerranéens et Lyon, fut rapidement au courant des évènements viennois et lyonnais. L'épigraphie témoigne de la présence de bonne heure de catéchètes chrétiens qui ne pouvaient ignorer l'existence d'une colonie d'Orientaux et de Juifs. Toutefois, comme le souligne l'historien André Blanc, aucun document ne nous permet de retracer la vie des premiers chrétiens valentinois.

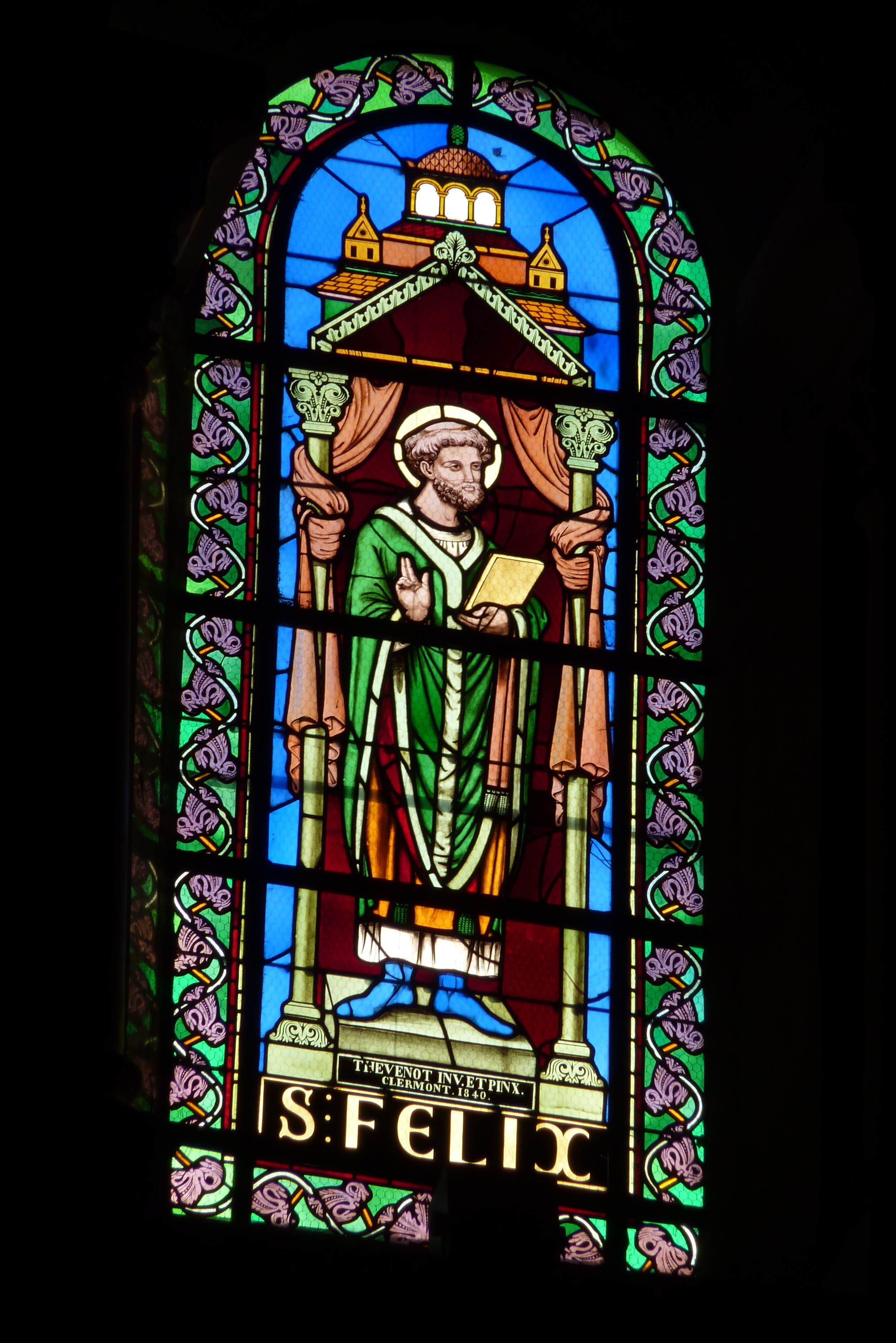
Le prêtre Félix est selon la légende un des trois fondateurs de l'église de Valence. Vitrail d'Étienne Thevenot (1840, Cathédrale Saint-Apollinaire de Valence)

##### La tradition orale de l'église de Valence: Saint Félix, Fortunat et Achilée
Ce n'est seulement qu'à partir du IVe siècle qu'apparait une tradition orale, connue dans sa forme actuelle seulement au VIe siècle.
L'église de Valence aurait été fondée vers la fin du IIe siècle par trois missionnaires : le prêtre Félix et les diacres Fortunat et Achillée. Envoyés de Lyon par l'évêque Irénée de Lyon pour évangéliser la région, les trois disciples se seraient installés dans une cabane à l'est de la ville (actuel faubourg Saint-Jacques). Le texte hagiographique des trois fondateurs de l'église de Valence raconte que leur apostolat se termina par leur martyr commun vers 212, sous le règne de l'empereur Caracalla. Le préfet romain Cornélius les aurait conduit au supplice. Torturés, ils auraient été décapités devant leur maison en flammes. Une huile sur toile du XVIe siècle, intitulée « Les Saints Félix, Fortunat et Achillée » et exposée au musée d'art de Valence, les représente munie d'une feuille de palme, rappelant leur statut de martyr de l'église.
La première église hors-les-murs de Valence, la basilique Saint-Félix hors-les-murs, aurait été élevée au IIIe siècle sur leur tombeau,. Des fragments de leur sarcophage sont conservés au musée d'Art et d'Archéologie de Valence.
« Cette légende, soigneusement analysée, contient vraisemblablement à côté de fioritures et d'invraisemblance, un fond de vérité» nous rappelle l'historien André Blanc. Au moment où se fige la tradition orale au VIe siècle, l'église de Valence est rattachée à celle de Vienne et non plus à celle de Lyon comme ce fut le cas aux IIe et IIIe siècles. La filiation entre Valence et Lyon apparaît comme totalement oubliée. Pour cela, il se base sur l'idée que la qualité modeste des missionnaires (un prêtre et deux diacres) semble accréditer cette idée et correspondre à la réalité. Si la légende avait été inventée, les fondateurs de l'église de Valence auraient été des personnages plus en vue : évêques ou même disciples du Christ.
Toutefois, des interrogations émergent. Les plus anciens martyrologes (recueil de martyrs) ne recensent pas les noms de Félix, Fortunat et Achilée. De plus, nous n'avons peu de sources concernant des martyrs en Gaule sous la dynastie des Sévères, entre 193 et 235 après J.C. Par ailleurs, des traditions orales reprennent les mêmes développements littéraires dans des termes semblables à Saulieu, Dijon, Autun, Langres et Besançon. La tradition orale se serait développé à partir de communes sources d'inspiration avant de prendre leur forme définitive au VIe siècle.

Valence aurait emprunté à la ville d'Aquilée en Vénétie, grand foyer du christianisme, deux de ses martyrs : Félix et Fortunat. Le troisième martyr, le diacre Achilée, ne serait que la transposition du nom de la cité d'Aquilée. Valence aurait, suppose-t-on, reçu lors de l'installation du siège épiscopal au IVe siècle des reliques des deux saints. La tradition populaire, par la suite, aurait superposé les deux évènements : les saints Félix et Fortunat d'Aquilée devinrent, pour les Valentinois, Félix, Fortunat et Achilée. 

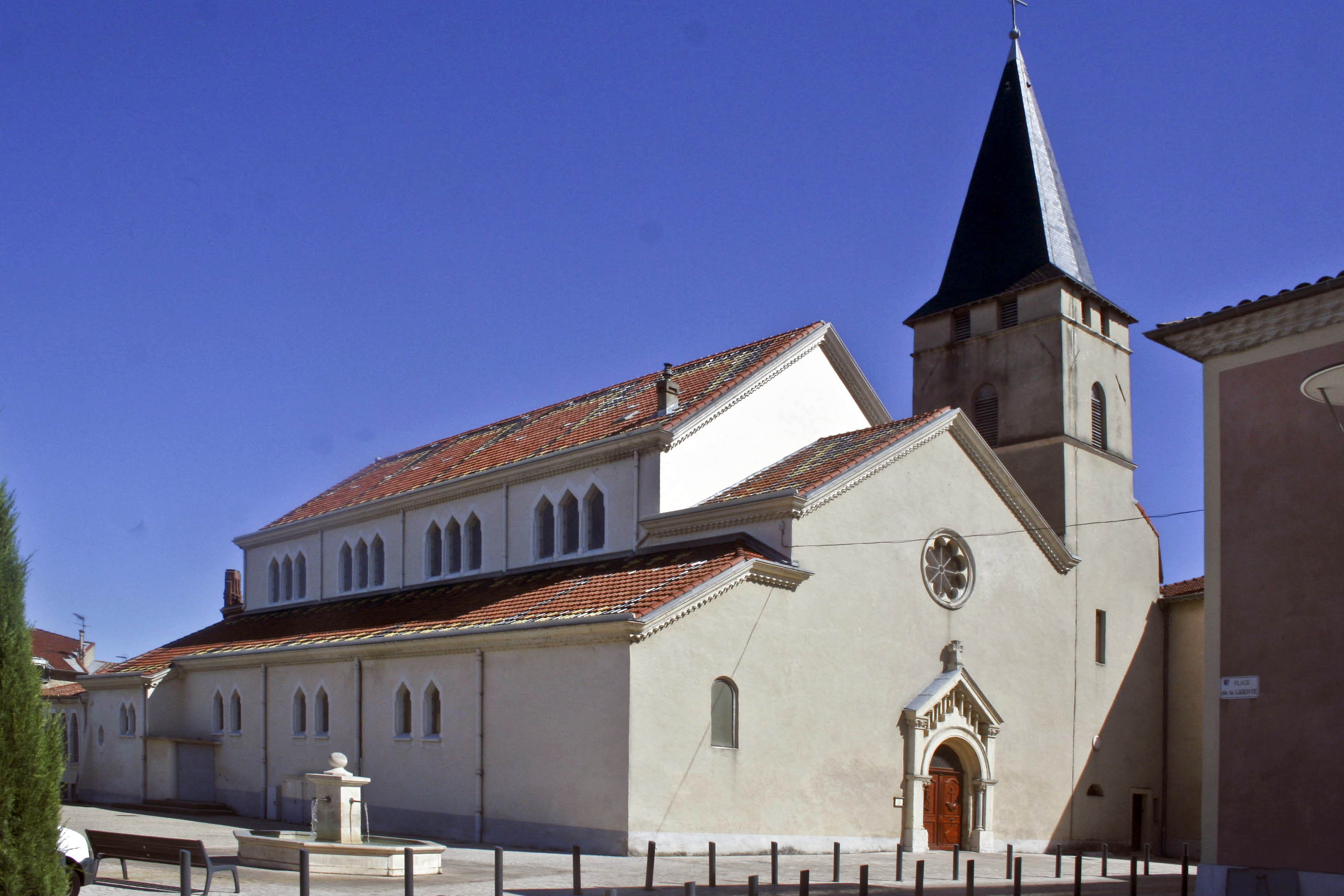
Extérieur de l'église Saint-Pierre (2009).
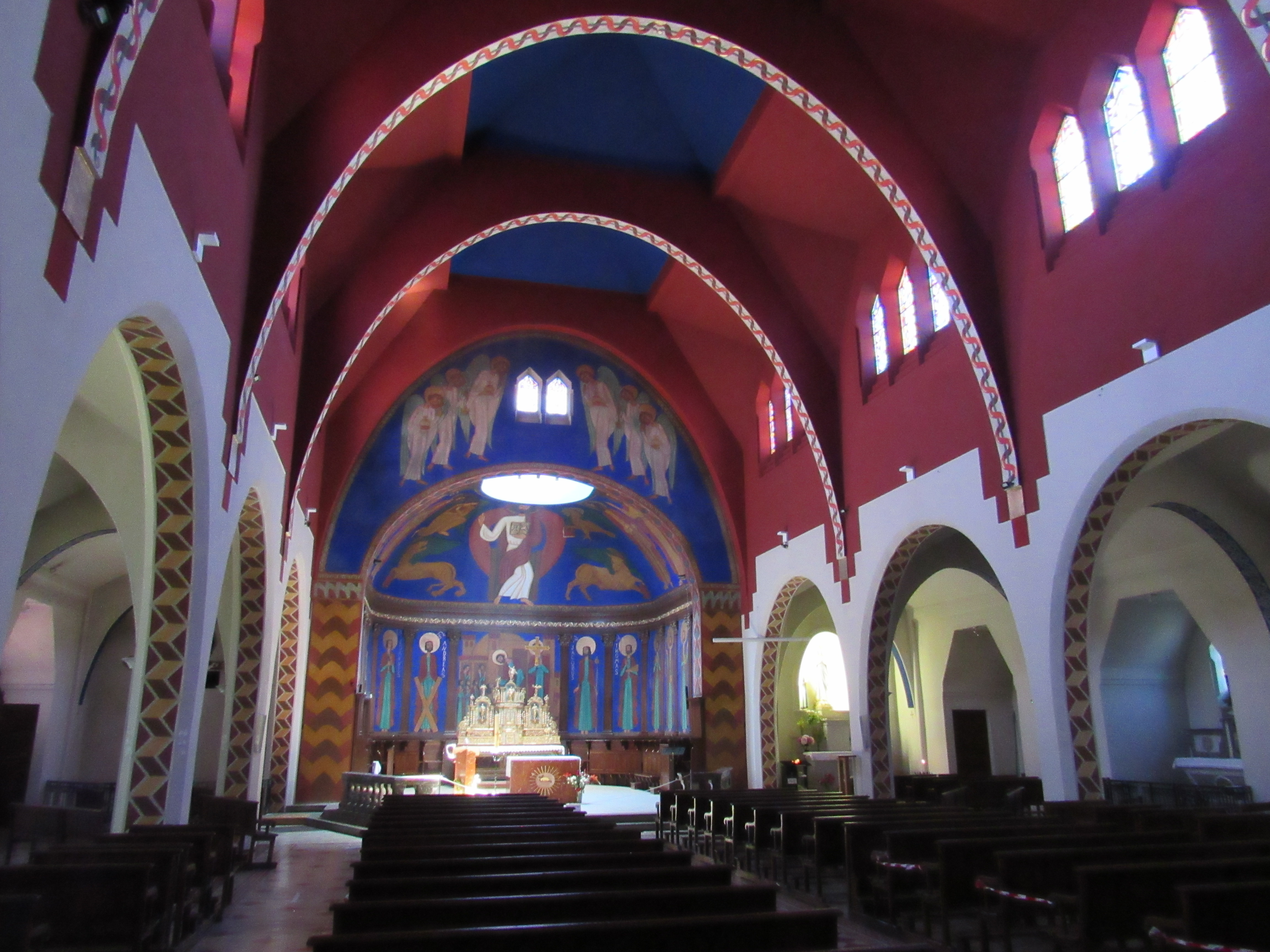
Intérieur de l'église Saint-Pierre (2020).

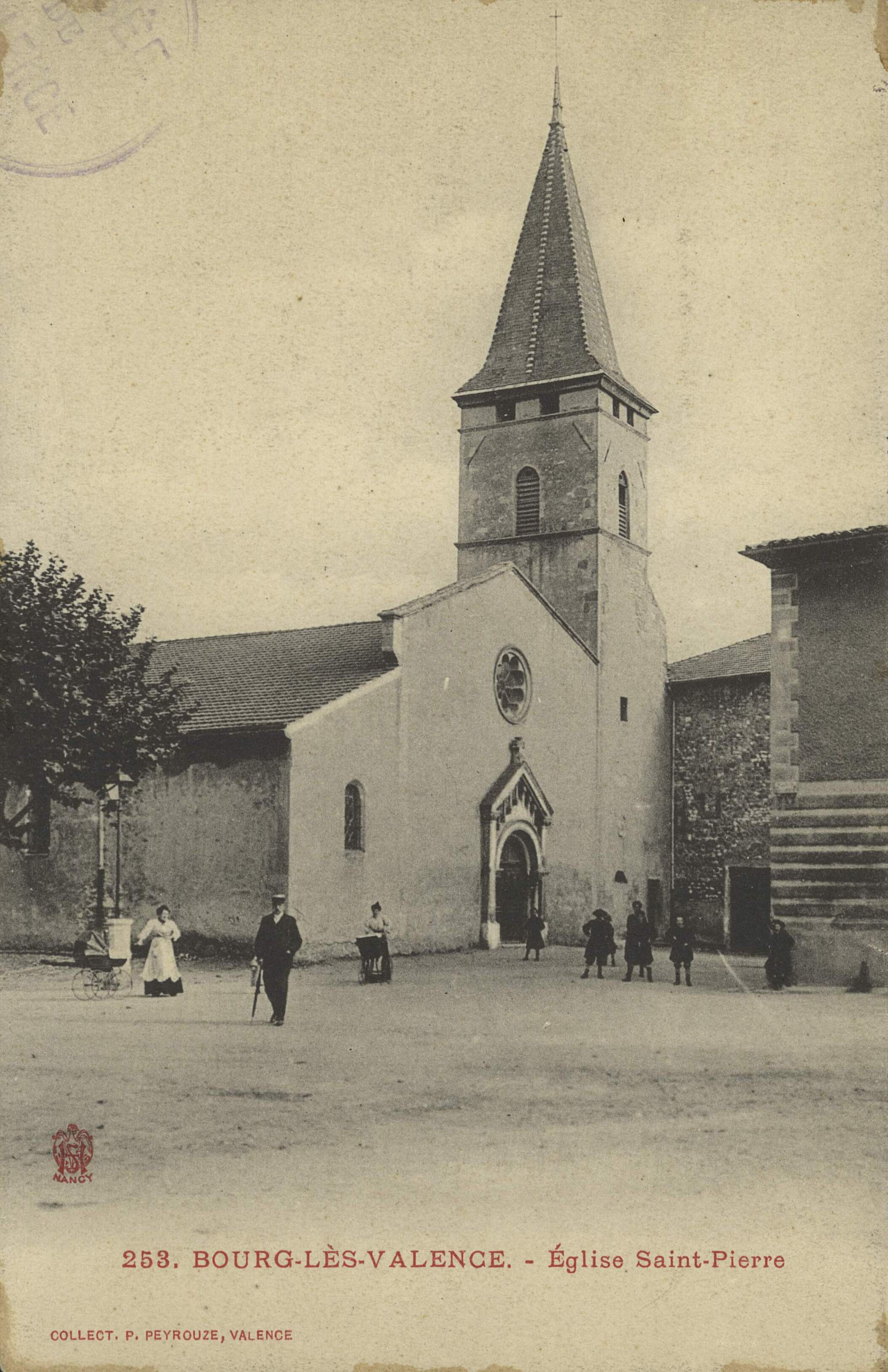
Église Saint-Pierre de Bourg-lès-Valence.

##### L'église Saint-Pierre, premier siège épiscopal valentinois
Ulysse Chevalier, dans sa Notice chronologico-historique sur les évêques de Valence (1867), indique que le diocèse de Valence apparaît vers le milieu du IVe siècle. Émilien est le premier évêque mentionné par le Gallia Christiana, sous le nom de S.Emilianus. Il s'installa dans la basse ville dans une bien modeste cathédrale occupant l'emplacement de l'actuelle église paroissiale qui en a conversé le nom : Saint-Pierre.
En 373, c'est dans la basse ville, dans la basilique Saint-Pierre, que sont rassemblés les pères du IIIe concile inter-provinciale des Gaules. Tous les offices, à l'origine en grec, sont désormais en latin.

« De la primitive basilique Saint-Pierre, il ne reste aujourd'hui aucune trace. En revanche, la grande nécropole qui l'encadrait a livré au cours des siècles des pierres tombales parfaitement datables, grâce aux débris de sarcophage et marbre portant des scènes chrétiennes sculptées. »

— André Blanc (1920-1992), journaliste, historien et archéologue.

### Le Bourg à l'époque médiévale (Ve–XVesiècles)

#### Un long et lent déclin au Haut Moyen Âge (Ve–VIIIesiècles)
La seconde moitié du IVe siècle laisse apparaître au sein de l'empire romain des fragilités structurelles. En 378, la défaite des armées romaines lors de la bataille d'Andrinople face à des armées barbares (Wisigoths et Ostrogoths) fut un véritable coup de semonce. Elle marqua le début du déclin de l'empire romain d'Occident qui s'effondra moins d'un siècle plus tard. Le limes, la zone de frontière de l'empire, est de plus en plus poreuse, notamment au nord et à l'est. Devant la menace, Rome fait des concessions et intègre des populations barbares au sein de son armée. Si la menace ne se faisait pas sentir dans un premier temps, ces premiers signes avant-coureurs ne tardèrent pas à se concrétiser dans la région valentinoise.
Aux alentours de l'année 400, devant la menace grandissante d'une invasion barbare et l'effritement du pouvoir central, la panique s'installa. La ville haute de Valence se fortifia à la hâte en construisant un nouveau rempart. Tout l'urbanisme s'en trouva transformé. Les matériaux nécessaires furent récupérés à proximité, soit aux nécropoles voisines, soit aux monuments publics ou aux temples païens déjà en partie délaissés. Les traditionnelles portes, débouchant sur les grandes routes, furent murées. Les faubourgs furent abandonnés (excepté celui du Nord) et la population concentrée à l'intérieur des murs. Les déplacements s'en retrouvèrent fortement affectés, le commerce fortement limité voire impossible. L'économie glissa de plus en plus vers l'autarcie. Valence, à nouveau protégée par son rempart, retrouva son rôle primitif de place fortifiée.
Loin de connaitre tous les affrontements qui se sont déroulés, on sait toutefois qu'en 407 à Valence, l'armée romaine commandé par le général wisigoth Sarus réussit avec succès à repousser une attaque à la suite d'un siège de sept jours. Trois ans plus tard, en 410, la capitale de l'empire romain d'occident, Rome, est saccagé et pillé (sac de Rome) par les troupes Wisigoths conduits par Alaric Ier. En 413, les Wisigoths s'emparèrent de Valence et ne laissèrent que ruines et décombres. Valence pansa difficilement ses plaies. L'Antiquité s'achève funestement. Dès lors, on assista à une lente et longue agonie du pouvoir romain jusqu'à la déposition du dernier empereur romain d'Occident, Romulus Augustule, en 476.
À la période de paix et de prospérité étalée sur cinq siècles succéda une période plus troublée, enchainant pillages et massacres. Le Haut Moyen Âge voit un effondrement démographique des villes. Le peuple a déserté les zones urbaines, se rapprochant des sources de production alimentaires en se réfugiant dans les campagnes. Dans cette ville de Valence dépeuplée, on survit dans les ruines. L'administration civile s'étant effondrée, les évêques prirent en charge le spirituel et le temporel. Hommes de Dieu, grands personnages riches et instruits, leur but premier fut de renouer avec les anciennes traditions et d'assurer la défense de la ville.
Le plus illustre d'entre eux fut Apollinaire de Valence. Né probablement vers 453, il est issu d'une famille de la noblesse sénatoriale de Vienne. Il est le fils d'Isice Ier et le frère d'Avit, tous deux évêques métropolitains de Vienne en leur temps. Apollinaire de Valence, évêque de Valence entre 491/492 et 520, fut l'initiateur d'un nouveau centre chrétien dans la ville haute qui allait, les siècles passants, abriter d'imposants bâtiments dont la cathédrale et l'ancien évêché (devenu depuis le musée d'Art et d'Archéologie de Valence). La place des Clercs, foyer du nouveau Valence religieux, gagna en importance.
Le Bourg, non protégée par les remparts, fit les frais de ce changement d'époque beaucoup plus instable. Il ne fut pas totalement déserté mais resta à la merci de potentiels assaillants. À l'approche d'armées ennemies, la population prit refuge dans la ville haute, en abandonnant tout sur place. Le Bourg continua donc son existence précaire autour du port et du premier sanctuaire chrétien. La basilique vénérable Saint-Pierre, première église de Valence, avait pour elle un long passé, avec son cortège de légendes mais aussi le souvenir des conciles interprovinciales des Gaules. Malgré le déplacement vers la ville haute du siège épiscopal, on n'en continua pas moins, jusqu'aux Carolingiens, d'enterrer dans sa nécropole les évêques (dont Apollinaire).
Malgré l'effort des évêques, la rupture avec l'Antiquité fut trop grande pour être réparée. La royauté franque, issue du pouvoir militaire, pratiqua la rançon. Si l'Église fut épargnée au départ, elle ne tarda pas à subir les effets des pillages organisés. Les autorités ecclésiastiques durent juguler la soif des pillards de monastères et églises tant bien que mal. Le Bourg et Valence entrèrent dans une phase léthargique qui ne s'achèvera qu'avec l'arrivée de la dynastique carolingienne.

#### Le renouveau romano-occitan (VIIIe–XIesiècles)
L'historien local André Blanc identifie une période de renouveau qu'il qualifie de « romano-occitane ». Débutant à partir du VIIIe siècle avec l'établissement au pouvoir de la dynastie carolingienne, ce renouveau se traduisit de plusieurs manières :
- Une nouvelle prospérité économique avec un renouveau du commerce fluvial.

La sécurité revenue, le négoce reprit. Le port du Bourg est de nouveau en pleine activité après des siècles de léthargie. Le Bourg, intrinsèquement lié au Rhône, eut un rôle à jouer dans ce domaine. Le port occupait les actuels quais Thannaron et Saint-Nicolas à la suite d'un déplacement vers le sud.

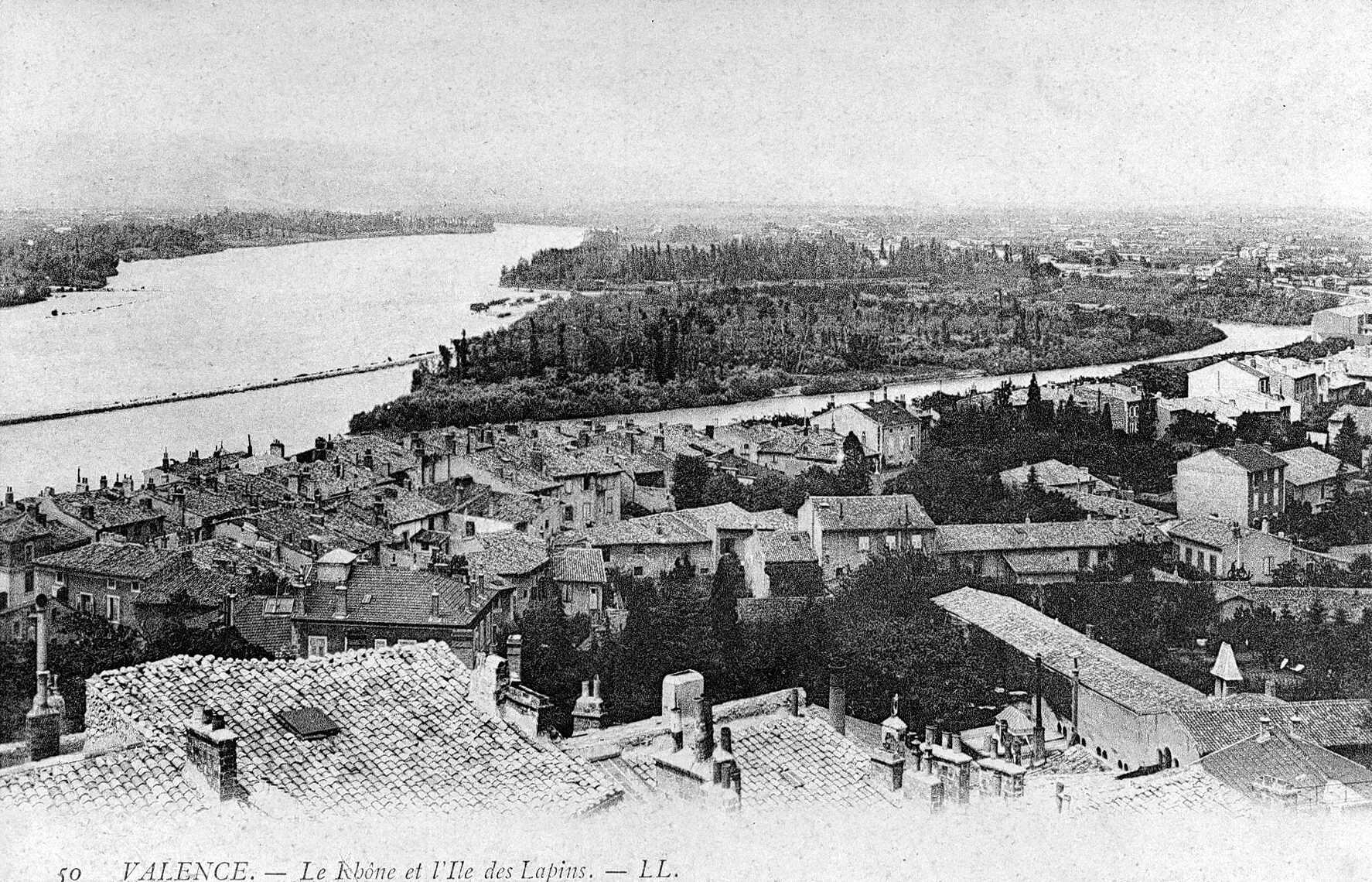
Sur cette carte postale du début du XXe siècle, le photographe situé dans la haute ville de Valence montre le Vieux Bourg en contrebas ainsi que l'Île aux Lapins (actuel île-parc Girodet). On aperçoit bien le bras oriental du Rhône (depuis asséché et remplacé par l'autoroute A7). C'est le long de ce bras oriental que se situait le vieux port fluvial bourcain.

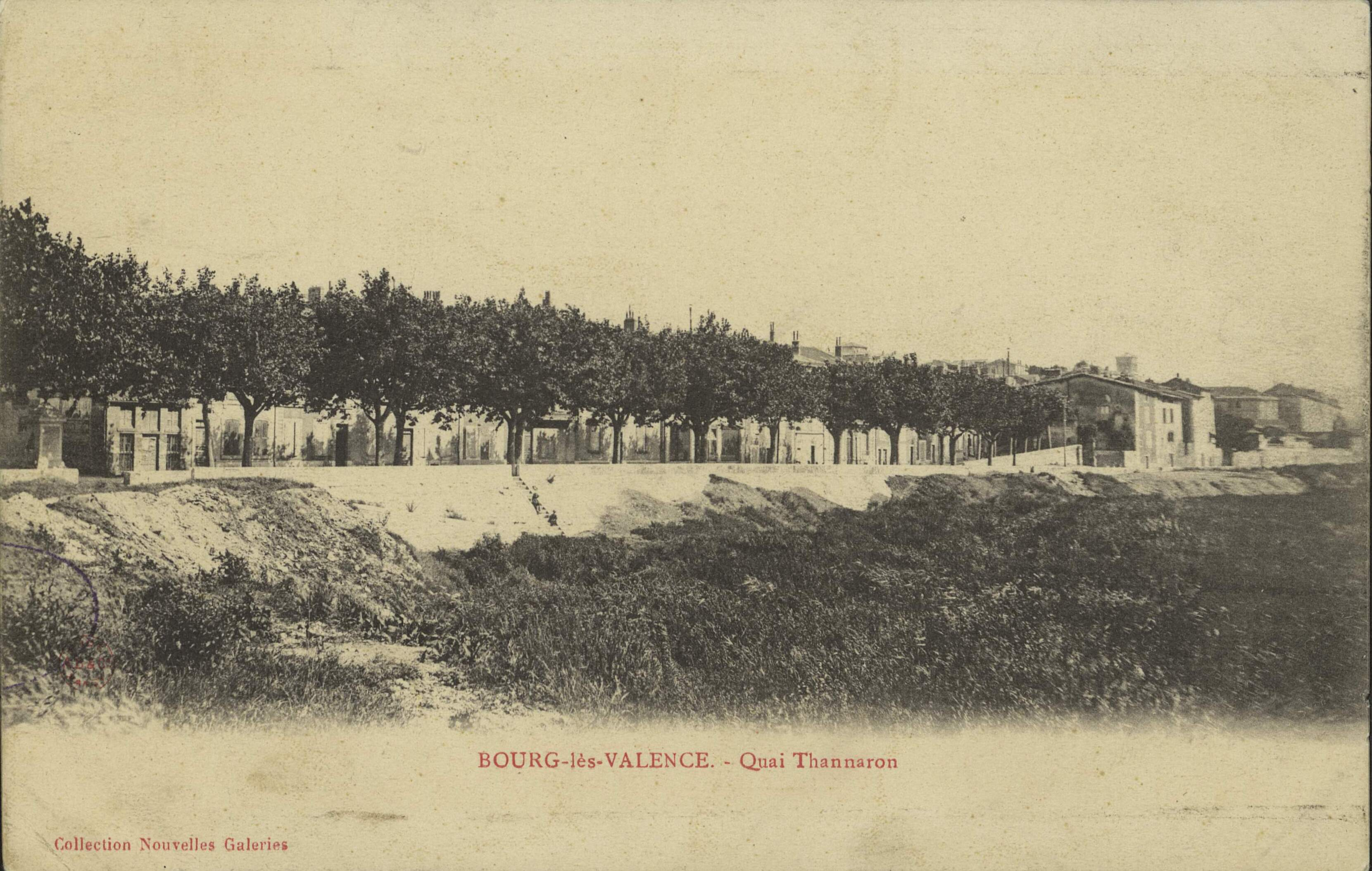
Le quai Thannaron (ici au début du XXe siècle) servit de port fluvial pendant l'époque médiévale. Des barques acheminaient les matériaux lourds et des passagers ayant besoin de traverser le Rhône.

En effet, le bras oriental du Rhône s'ensablait, conséquence directe des multiples crues du Mialan, ce ruisseau venu de Saint-Péray (Sant Pèire en occitan). Cet alluvionnement était souhaité par les Bourcains parfois craintifs des crues régulières du Rhône et des risques d'inondation. L'ensablement progressif rendait de plus en plus difficile la navigation sur le bras du fleuve. Le port ne possédait plus le tirant d'eau suffisant et obligea les bateliers à descendre un peu plus vers le sud, coulissant du quai de la Libération aux quais Saint-Nicolas et Thannaron.
Cette nouvelle donne économique amena l'évêque de Valence à faire frapper, dans ses ateliers, au quartier de la Farnaria (rue Farnerie, dans la ville haute) l'une des monnaies fortes du moment. Elle fut parmi les six reconnues parmi les Croisés.
- Un élan rénovateur et constructeur

Dans le Bourg, la vénérable basilique Saint-Pierre, alors dans un état de délabrement fort avancé, aurait été restaurée selon la légende grâce à l'empereur Charlemagne.

« Ses murs furent plaqués de marbre, le sol pavé en mosaïque et la toiture soutenue par un nombre considérable de colonnes de marbre et de porphyre... »

L'église Saint-Pierre-du-Bourg, très proche du port, continuait une tradition pluricentenaire. La première cathédrale de Valence prospérait grâce à la générosité de ses habitants et de quelques (rares) subsides impériaux. Cette basilique vivait encore dans le souvenir de son passé glorieux mais ne tarda pas à perdre de son éclat avec les nouvelles constructions dans la ville haute.
Selon François Deshoulières (1861-1948), historien d'art et archéologue, le baptistère Saint-Jean (actuel parvis de la cathédrale Saint-Apollinaire), construit en forme de croix grecque et remontant peut-être au IVe siècle, fut agrandi. Des fouilles pratiquées en 1866 permirent de révéler des fragments de deux mosaïques superposées à 50 cm d'intervalle. Citant le chanoine Jules Perrot, la première daterait du IVe siècle et l'autre du VIIIe siècle. S'appuyant sur des textes, il croit qu'à l'époque de Charlemagne, le baptistère Saint-Jean fut agrandi et transformé pour devenir la nouvelle cathédrale San Esteve (Saint-Étienne). Beaucoup plus grande, beaucoup plus riche que la primitive basilique de Saint-Jean l'Evangéliste et surtout que la vénérable basilique de Saint-Pierre du Bourg, la cathédrale Saint-Étienne (à nouveau fouillée entre 1952 et 1954) avait, quelques décennies avec l'an mil, dépouillé Saint-Pierre-du-Bourg de ses antiques reliques des martyrs locaux : Félix, Fortunat et Achilée, de Galle de Bagenum (Ste Galle) et surtout, ce qui fut très grave, du tombeau vénéré de l'évêque Apollinaire.
Mais l'évènement déterminant de ce renouveau romano-occitan se concrétisa par la construction à partir des années 1060, et ce pendant une trentaine d'années, d'une vaste cathédrale romane, la cathédrale Saint-Apollinaire de Valence, à côté de celle de Saint-Étienne (devenue dès lors la chapelle des Pénitents). Résultat grandiose de la volonté de l'évêque Gontard, la cathédrale - souligne André Blanc - « matérialisait l'épanouissement d'un art roman monumental de par ses dimensions et très intellectuel par les divers messages évoqués par ses sculptures ». Elle est consacrée le 5 août 1095 sous le triple nom de saints Cyprien, Corneille et Apollinaire par le pape Urbain II qui se rendait au concile de Clermont pour prêcher la première croisade. On peut toujours voir la pierre de dédicace dans le mur sud de la cathédrale.
- L'occitan, langue de prestige

Au début du IXe siècle, les fidèles des Gaules ne comprenaient plus le latin des lettrés et des clercs. Lors du concile de Tours de 813, l'Église demanda donc aux prêtres de faire leurs sermons de manière que le peuple puisse les comprendre. Les évêques rassemblés par Charlemagne décidèrent que les homélies ne devaient plus être prononcées en latin, mais en « langue rustique romane » ou en « langue tudesque » (germanique), selon le cas.
Si le toponyme de la ville (Bourg) est d'origine germanique (de burg), la langue de ces habitants n'était plus le latin mais l'occitan, une langue néo-latine qui couvrait une longue bande au sud de la Loire, des vallées italiennes à l'Atlantique (voir Occitanie (région culturelle)). Cette langue était vecteur de particularismes locaux, de petites différences de prononciation qui évoluaient en fonction des terroirs. Elle commençait à fournir à cette époque une littérature fort originale et très importante dont les troubadours, poètes lyriques, furent les plus brillants usagers.
Les très nombreux lettrés de l'époque communiquaient entre eux en utilisant ces dialectes méridionaux, une langue de prestige qui connut son apogée à compter du XIe siècle. Le Bourg (Lo Borg en occitan, le « o » occitan se prononçant « ou » en français) vit pleinement cette renaissance romano-occitane qui éclipsa les tentatives centralisatrices et unificatrices des Carolingiens. De cette langue occitane subsiste dans la toponymie locale notamment dans le quartier du Vieux-Bourg la rue Pompéry (Pont Péri, le pont en pierre en occitan).

#### L'époque féodale (IXe–XVesiècles)
Avec la division de l’empire carolingien à partir de 843 (Traité de Verdun) et l'effritement du pouvoir impérial, une nouvelle ère féodale se mit en place dans laquelle la relation de fidélité d'un suzerain à son vassal prit une nouvelle dimension. On vit l'émergence de petits seigneurs locaux jurant fidélité à un suzerain dont le pouvoir, sans être contesté, était affaibli.

Territoire du royaume d'Arles (933) puis du Saint-Empire (1032), le fief du Valentinois finit par intégrer le royaume de France à partir de 1446 avec son incorporation dans le Dauphiné.

C'est à cette époque, vers la fin du IXe siècle, qu'apparurent les premiers comtes de Valence. L'origine des comtes Adalelme, Odilon, Gelin, Lambert, Adhémar et leurs descendants est débattue par les historiens. Dans le Bourg, il est bien certain que la vie des plus déshérités se trouva peu concernée par la renaissance économique. Dans l'indifférence générale, les maitres avaient souvent changé. Boson de Provence fut proclamé roi d'Arles et de Vienne en 879, ce qui rétablissait le royaume de Bourgogne. En 890, un concile réuni à Valence octroya à son fils Louis III l'Aveugle la couronne royale, qui fut remise solennellement le lendemain dans la cathédrale Saint-Étienne de Valence. De Louis, la couronne échoua après quelques décennies (et plusieurs rois) à Rodolphe III de Bourgogne, qui à sa mort en 1032 légua son royaume à Conrad-le-Salique, empereur du lointain Saint-Empire romain germanique.
Dans les faits, le suzerain restait lointain. Sur le terrain, l'évêque de Valence régnait en maitre, sous réserve d'hommage au roi (ou à l'empereur). Son pouvoir se heurtait cependant au comte de Valence et aux seigneurs locaux.
À compter du XIIe siècle, le comte-évêque de Valence qui contrôlait la ville et sa banlieue immédiate partageait le pouvoir avec le comte laïque du Valentinois-Diois (le Diois est intégré à partir de 1280), titre qui échoua à la Maison de Poitiers. Agissant toujours sous l'orbite du Saint-Empire romain germanique, les deux pouvoirs s'affrontèrent bec et ongles au cours des successions de guerres féodales.
Un des principaux points de discordes entre seigneurs féodaux était l'établissement arbitraire des péages. Le chanoine Jules Chevalier cite le cas du comte Aymar II de Poitiers-Valentinois (comte de 1189 à 1239) en conflit permanent avec les évêques de Valence, de Die et de Viviers. À la suite d'une plainte de Didier, évêque de Die, auprès de l'empereur Frédéric II, l'évêque diois obtint un « diplôme » (un rescrit impérial) lui confirmant entre autres ses privilèges d'établir et de lever des péages. Passant outre aux interdictions impériales à l'instar de ses prédécesseurs, le comte Aymar se fait sérieusement rabrouer par l'empereur dans les termes suivants :

« Nous vous enjoignons de vous abstenir des extorsions illicites que vous pratiquez sous forme de péages ; nous vous interdisons d'élever des fortifications sur la voie publique ; nous vous ordonnons de fournir satisfaction à l'évêque pour les droits que vous avez injustement perçus et de vous conduire de telle façon que nous n'ayons pas lieu de vous en écrire une seconde fois. »

Cette mise en garde prouve bien la difficulté voire l'incapacité des suzerains à faire appliquer leurs volontés aux seigneurs locaux.
Ce n'est qu'avec la mort sans héritier en 1419 du dernier membre de la maison de Poitiers, Louis II (comte du Valentinois et du Diois), que la succession du Valentinois fut ouverte, démarrant une nouvelle ère pour le Bourg.

##### La maitrise du Rhône, source de profit
Le port, situé dans le Bourg, est bien fréquenté avec la reprise de l'activité économique. Voix de communication très fréquenté, le passage du Rhône rapportait gros à ses possesseurs : les chanoines de l'église de Saint-Pierre-du-Bourg et les seigneurs de Crussol (dont la forteresse est le fameux château de Crussol) sur la rive droite du Rhône à Saint-Péray (Sant Pèire d'Ai en occitan). Le premier d'entre eux, Giraud (ou Gérold / Gérald / Girard) de Crussol, petit par la taille, reçut le sobriquet de Bastet, nom qui passa à la famille.

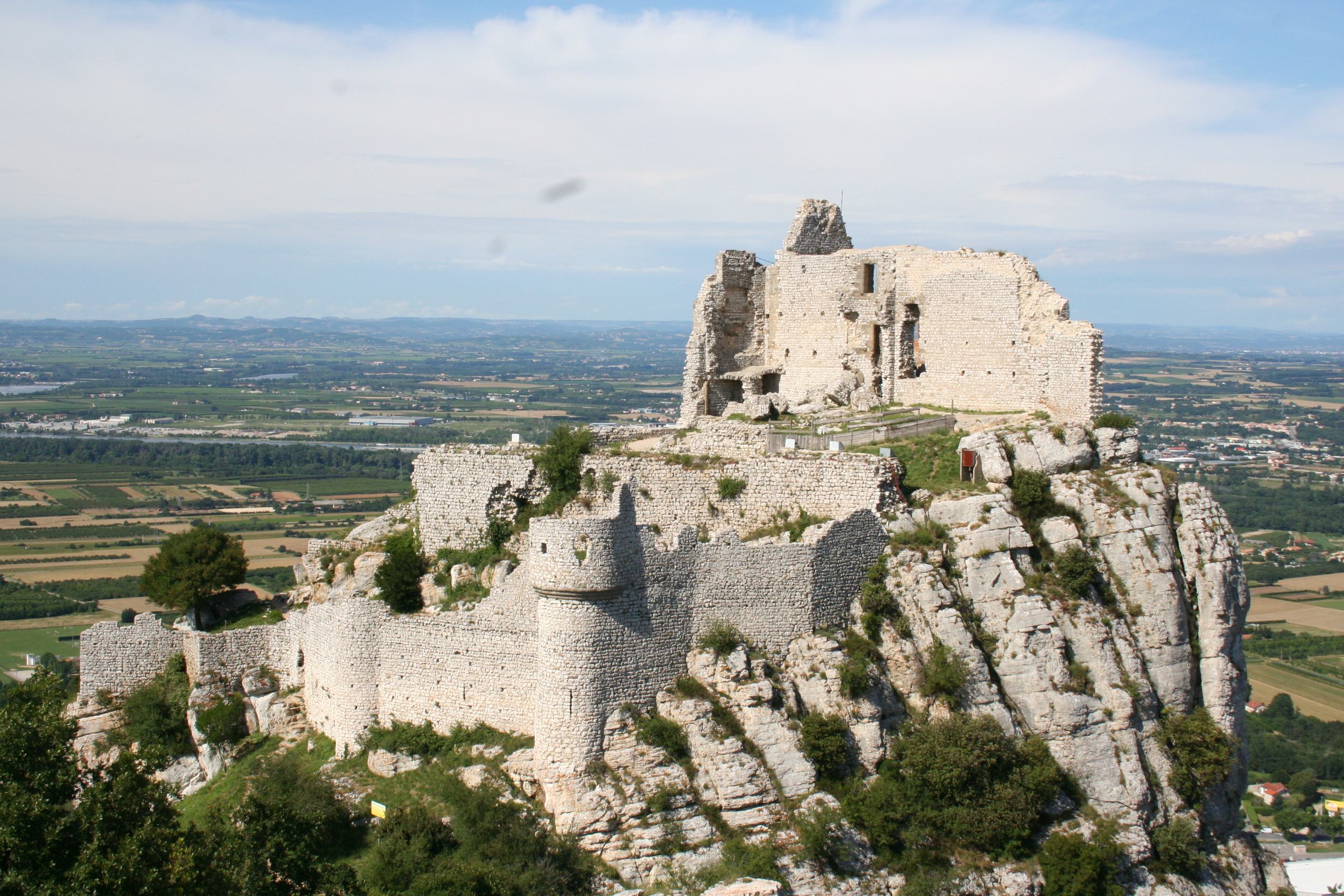
Les seigneurs de Crussol (à Saint-Péray) et les chanoines de l'église de Saint-Pierre du Bourg se partageaient au Moyen Âge les bénéfices du commerce fluvial de part et d'autre du fleuve.

Le port occupait à cette époque les actuels quais Thannaron et Saint-Nicolas à Bourg-lès-Valence, c'est-à-dire au nord de ce qui avait été le pont en bois romain. Ce dernier reliait le Bourg (en face de la rue Pompéry de Bourg-lès-Valence) aux quartiers des Noniers à Guilherand-Granges (dans la continuation de la rue Henri Dunant). Selon la légende, le pont fut construit par l'empereur romain Constantin. Dans les années 1960, les travaux de dragage du fleuve entrepris par la compagnie nationale du Rhône ont permis de retrouver les pieux de fondation de l'ancien pont romain. Face aux assauts répétés du fleuve et confronté à une succession de crises (sécuritaire, économique, démographique) qui sont légions durant tout le Haut Moyen Âge, le pont finit, avec le temps, par ne plus être entretenu et disparut. La date exacte nous est inconnue.
La disparition de l'antique pont romain eut pour conséquence un développement de la traversée du Rhône par bac. Désormais, les services de bateliers s'avérèrent indispensables pour transporter les rares voyageurs et marchandises volumineuses de part et d'autre du fleuve, entre les terres du royaume de France (en Ardèche actuel) et de l'Empire (en Drôme actuel). Mentionné pour la première fois en 1192, le premier bac de Valence se trouvait au nord de la cité médiévale, à l'emplacement même du pont antique désormais disparu. La basse ville de Valence et le Bourg formèrent des quartiers pleins de vie et d'animation dont l'activité principale était le commerce du sel, denrée recherchée notamment dans la conservation des aliments. Le débarquement, le stockage, la distribution et le transport du sel occupaient une foule de travailleurs.

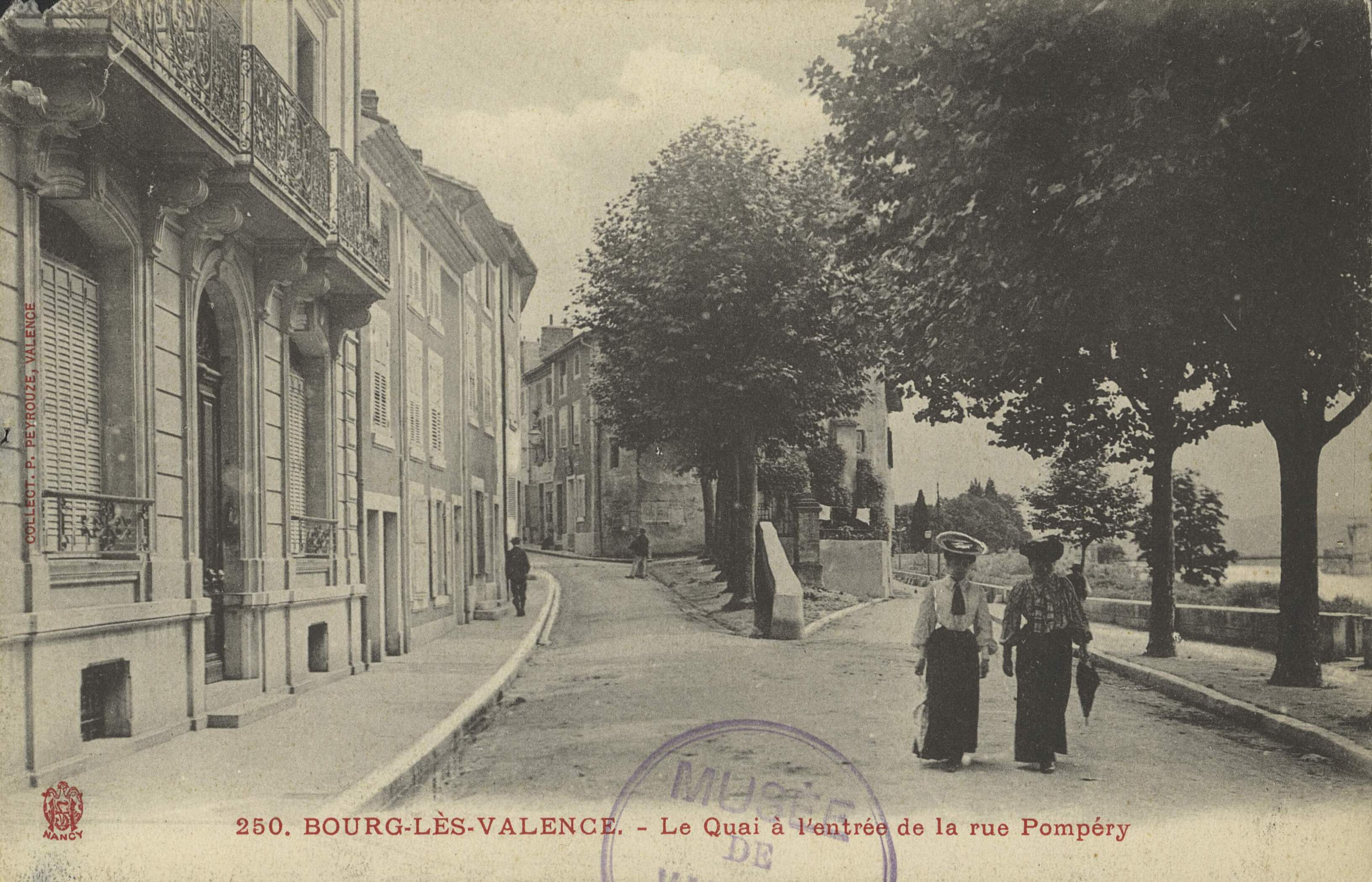
Quartier du Vieux-Bourg, début du XXe siècle. À gauche, la rue Pompéry (de l'occitan pont de pèira, le pont en pierre) où selon la légende commençait le vieux pont en pierre antique romain. À droite, le quai Saint-Nicolas suit le quai Thannaron.

Les Valentinois, jaloux des retombées économiques du grand port bourcain, décidèrent de construire un nouveau pont au débouché de la rue Pêcherie dans la basse ville de Valence. Ils firent appel à l'ordre des frères pontifes, ordre religieux ayant regroupé à partir de la fin du XIIe siècle des moines constructeurs de ponts. La présence d'un pont en pierre avec un hôpital installé sur l'une des piles (ou en tout cas à proximité) est mentionnée à plusieurs reprises à partir de 1214 et jusqu'au XVIe siècle. Le toponyme même à Bourg-lès-Valence de Pompéry (de l'occitan « pont péri ») signifie le pont en pierre. L'existence du pont en pierre semble se confirmer comme en témoigne la présence d'un massif de maçonnerie servant de base au pont dans le quartier des Granges côté Ardèche, à Guilherand-Granges. Toutefois, des questions subsistent quant à l'achèvement du pont. Certains historiens pensent que l'ouvrage ne fut jamais achevé quand d'autres pensent que le pont a été endommagé par la crue de 1219, peu de temps après son édification.
Son existence éphémère profita aux chanoines du Bourg qui étaient financièrement intéressés. Si la construction du pont fut un échec, les Valentinois toujours dans la volonté de concurrencer le port bourcain lancèrent leur propre quai : « le petit port », à l'usage exclusif de la population. Ce port de pêche laissa son nom à la rue Pêcherie dans la basse ville de Valence. Au XVe siècle, la traversée du fleuve était assurée par un bac à traille entre la rue des Pêcheurs (Granges) et la rue de la Pêcherie (Valence).
L'économie du Bourg restait tributaire des voies d'eau. Le 1er avril 1372, l'évêque de Valence, Louis de Villards, pris un arrêté sur les marchands de sel. Il fut désormais obligatoire de décharger le sel au Bourg, de le peser pour en payer un péage et de le transporter par voie de terre jusqu'au petit port de Confolin, situé à la confluence de l'Isère et du Rhône, au nord-ouest de Bourg-lès-Valence. Là-bas, un château datant de 1151 était chargé d'encaisser un péage nécessaire pour remonter le Rhône vers Lyon.

  
Le château de Confolin (également écrit Confolens) appartint à des propriétaires prestigieux. En 1151, la famille noble de Clérieu, originaire du Dauphiné, obtint de l'empereur Conrad III de Hohenstaufen, roi des Romains, le droit d'établir un péage sur terre et sur eau à La Voulte (Volta) et également à Confolin (Confolentia en latin). Plus tard, le château a appartenu également à Humbert II, dernier dauphin de Viennois dont le territoire et le titre fut transmis aux rois de France. Désormais, le fils ainé du roi de France hérita du titre de Dauphin. Puis, il fut la propriété du clan des Saint-Vallier et en 1533 celle de Guillaume III de Poitiers. Ce château, dont on retrouve certaines photographies au début du XXe siècle, fut détruit en février 1966 lors de la canalisation du Rhône et de la construction du barrage hydro-électrique de Bourg-lès-Valence (1965-1968). 

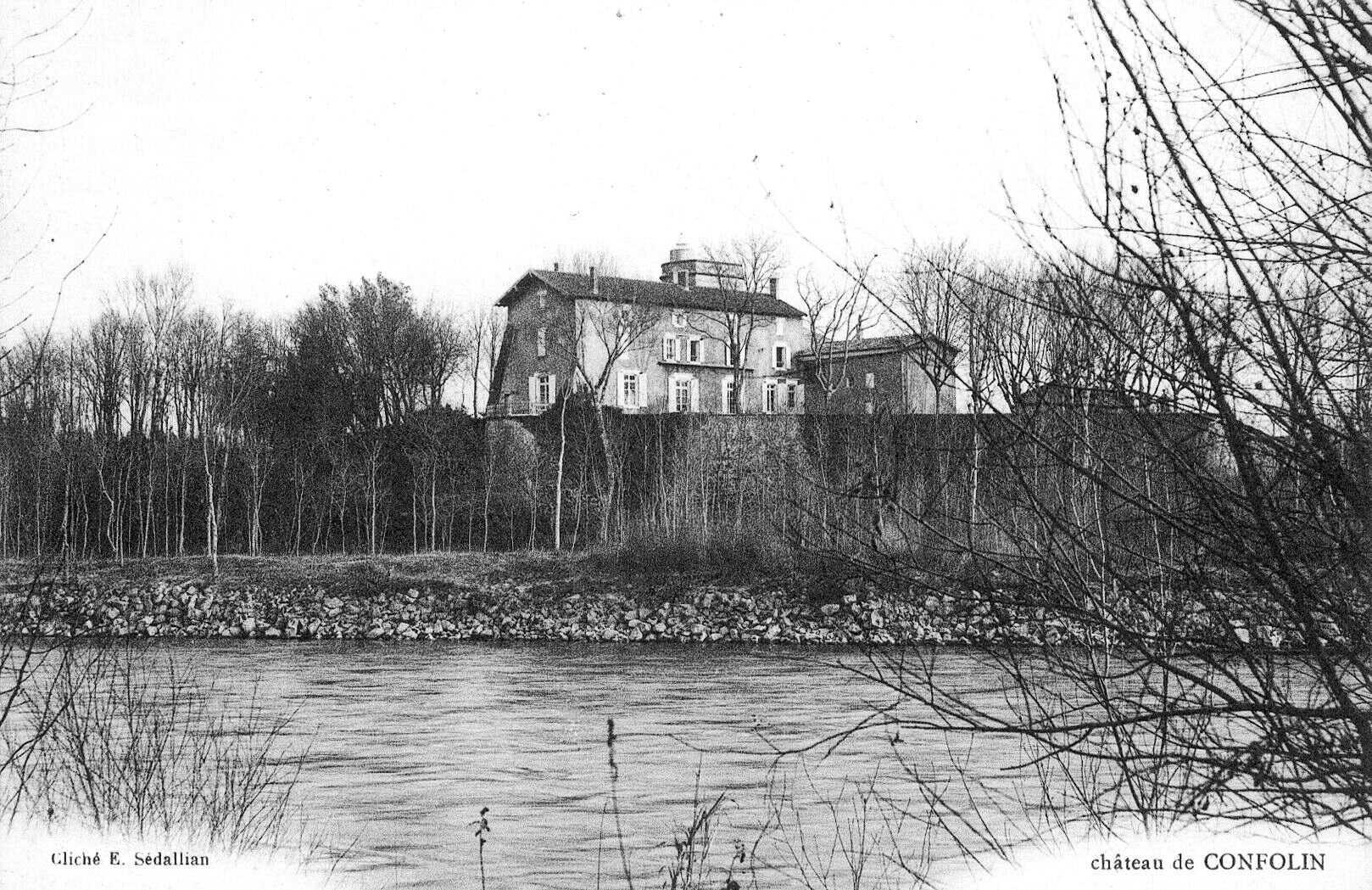
Le château de Confolin au début du XXe siècle. À la période médiévale, il était chargé d'encaisser un péage pour remonter le Rhône. Le château fut détruit en février 1966 lors de la canalisation du Rhône et la construction du barrage hydro-électrique.

Cette dernière mesure engendra de très grandes répercussions économiques sur le Bourg au XVe siècle.

##### Les conséquences des croisades (XIIe–XIIIesiècles)
À partir du XIIe siècle, les croisades vers la Palestine eurent des retombées économiques qui touchèrent directement le Bourg et son port par où passait le plus gros du commerce.
Vers la fin du XIIe siècle, la région de Valence vit l'installation de deux ordres nouveaux de moines-chevaliers issus des Croisades. Les Hospitaliers (ou Chevaliers de Saint-Jean-de-Jérusalem) et les Templiers, créés pour la défense de la Terre-Sainte et des pèlerins, étaient implantés dans la région valentinoise. Selon André Blanc, les Hospitaliers de Saint-Jean-de-Jérusalem construisirent en 1170 un couvent et une église dédiée à Saint Vincent. Les Templiers créèrent, quelques années plus tard, leur commanderie, près de la rue de la Farnerie, qui portait le nom du premier évêque de Valence : Saint-Émilien. Leur présence est attesté en 1183 sous le nom latin de Fratres Templi Solomonis dans le cartulaire de Bourg-lès-Valence. Ces établissements recevaient d'anciens croisés et rendaient d'immenses services. C'est sans doute pour cette raison et avec la bénédiction de l'Église que fut construit en 1183 le premier hôpital de Bourg-lès-Valence, le premier hôpital civil de l'agglomération valentinoise. En 1312, après la suppression de l'Ordre du Temple, la maison du Temple fut unie aux biens des Hospitaliers de Saint-Jean-de-Jérusalem.
C'est une tout autre croisade que virent au tout début du XIIIe siècle les Bourcains et les Valentinois : la croisade des albigeois. Le pape Innocent III décida d'organiser une expédition contre les Cathares hérétiques, considérés comme ennemis de la papauté. Le roi de France Philippe II Auguste, sans prendre part à la croisade, autorisa certains barons de son royaume à participer à l'expédition punitive. Partis de Lyon, le gros de l'armée (entre 20 000 et 30 000 hommes selon les différentes estimations d'historiens contemporains, cavaliers, piétons et pèlerins) descendit la vallée du Rhône et soumit Valence. Cette masse de guerriers et de religieux se concentra en juin 1209 sur les terres au nord et à l'est du Bourg et se placèrent sous les ordres du légat apostolique Arnaud Amaury et de Simon IV de Montfort. Ils s'exprimaient pour la plupart dans des langues d'oïl incompréhensibles aux locaux. Ce fut le premier contact avec le français. Ces mêmes guerriers furent à l'origine du massacre de Béziers le 22 juillet 1209 où périrent plusieurs centaines voire milliers d'occupants (cf. Siège de Béziers).
Le début du XIIIe siècle vit l'installation de deux ordres mendiants : les Franciscains (appelés également Cordeliers) et les Dominicains. Bien que concurrents, ces deux ordres furent les auxiliaires généreux des évêques de Valence dans la répression des hérésies et dans la propagation de la doctrine orthodoxe. Selon André Blanc, les Franciscains s'installèrent vers 1230 en bordure de la terrasse (au-dessus du Boulevard du Cire). La chapelle des Cordeliers (Valence), à côté de l'actuelle cité administrative Brunet, en est l'héritage. Les Dominicains, quant à eux, s'établirent vers 1125-1226 (ou 1234 selon les sources) dans la basse ville (appelée également « la Rivière de Valence ») à l'emplacement de l'ancienne piscine Jean Bouin et du hall des sports.

##### Des tensions sporadiques envers l'évêque de Valence, les premières volontés de libertés municipales
La population bourcaine au cours du Moyen Âge s'émancipait doucement. Elle n'avait pas cessé de sentir la lourde chape peser sur ses épaules, le poids de cette féodalité qui, sur le terrain, est celle de l'autorité du seigneur, évêque de Valence. Les oppositions se présentèrent sous deux types : une opposition religieuse et une opposition civile.
- Une opposition religieuse

Comme nous avons déjà pu le voir dans le chapitre consacré à la maitrise du Rhône, les chanoines de la collégiale de Saint-Pierre du Bourg tiraient parti du commerce fluvial (et notamment du sel) pour s'enrichir.
L'archéologue, journaliste et historien André Blanc (1920-1992) et le prêtre, historien et bibliographe Ulysse Chevalier (1841-1923) nous rappellent que la communauté canoniale du Bourg n'avaient pas que les revenus de la navigation rhodanienne. Elle faisait exploiter des terres labourables et des pâturages issus de donations qui furent solennellement reconnues par le pape Alexandre II dans une bulle datée du 27 janvier 1065.

« Latran, 27 janvier 1065
Bulle du pape Alexandre II en faveur de l'église de St-Pierre du Bourg : il la prend sous la défense du siège apostolique, confirme les biens que Gontard, évêque de Valence, et autres lui ont donnés, annule les injustes coutumes dont elle est grevée et interdit de l'inquiéter. »

L'église Saint-Pierre possédait également des terres sur la rive droite où avait été enlevée, au débouché de l'antique pont de pierre, une vaste chapelle appelée Saint-Apollinaire-sur-la-Rive. Ses ruines étaient encore visibles au XXe siècle dans le quartier des Nonières, aux Granges.
Au Moyen Âge, peu d'établissements religieux en France avaient obtenu la protection directe du Saint-Siège. Les bulles de privilèges accordaient aux monastères par les papes les exemptaient de la juridiction épiscopale ordinaire et les soumettaient directement au Saint-Siège. Elles avaient pour but de confirmer leurs dotations, d'empêcher leur spoliation et de prévenir leur relâchement. Mais à partir du XIIe siècle, les évêques contestèrent ces privilèges, devenus des obstacles à leur autorité et au gouvernement des paroisses, et querellèrent souvent les abbés à cet égard.
Des rivalités de plus en plus vives s'élevaient entre le clergé de Valence et celui du Bourg. L'historien André Blanc mentionne le fait qu'il n'était pas impossible que ces antagonismes dégénèrent souvent en bagarres entre religieux. « Les petits clercs n'étaient pas les derniers à jouer du bâton quand ils ne participaient pas aux batailles rangées à coups de cailloux. » Il cite le cas de Théobaldo Visconti, petit chanteur de la maitrise de la cathédrale, qui joua à ces jeux virils vers 1225 et qui monta plus tard en 1271 sur le siège de Saint-Pierre sous le nom de Grégoire X.
- une opposition civile

L'évêque de Valence, dans son exercice du pouvoir, suscita également des oppositions de la part du peuple valentinois.
Le cas de l'épiscopat d'Eustache (1107-1141) est intéressant à ce sujet. Chanoine du Puy-en-Velay d'une « naissance illustre » (possiblement apparenté à la famille de Poitiers), il accéda à l'épiscopat valentinois en 1107. Eustache fut très critiqué par ses contemporains. Le chanoine Jules Chevalier relève qu'« à l'exemple de plusieurs de ses collègues, [il] se préoccupait fort peu d'instruire et d'édifier son peuple ». Ulysse Chevalier quant à lui souligne qu'il mène « une vie peu édifiante », d'où les reproches faits par Bernard de Clairvaux dans sa lettre 185. J. Chevalier (1897) résume ainsi cette lettre : « une lettre admirable de zèle apostolique qu'il lui adressa, saint Bernard nous le montre, avec une indignation à peine contenue, oubliant jusque sous les cheveux blancs ses devoirs les plus saints, opprimant les fidèles dont il était le pasteur et s'entourant de gens avides qui savaient le flatter et à qui il distribuait les richesses de son Église. »
Ce comportement dispendieux ne tarda à déchainer l'ire du Saint-Siège. Le pape Innocent II le prive de sa dignité lors d'un concile se tenant à Pise, le 30 mai 1135. Eustache refuse la décision papale, recevant quelques soutiens locaux. La ville de Valence est dès lors frappée d'interdit pendant sept ans. L'archevêque de Vienne convoque ses suffragants pour leur exposer l'état de désolation du diocèse de Valence. Est nommé en 1441 Jean, abbé de Bonnevaux, pour le remplacer. Lors des fêtes de Pâques de l'an de grâce 1441, l'évêque Eustache, qualifié de « tyran », est expulsé « à main armée ». Tout prête à croire que la révolte populaire (sans doute ourdie par la bourgeoisie locale) s'est montré décisive dans cette expulsion.
André Blanc mentionne un autre exemple d’opposition au joug seigneurial que représente l’autorité de l’évêque. Cette fois-ci, la foule venue en nombre tenta en 1178 à l’occasion de la visite à Valence du nouvel empereur Frédéric Barberousse (couronné quelques jours auparavant dans l’église métropolitaine d’Arles le 8 août) d’espérer d’obtenir quelques faveurs impériales. Jules Chevalier dit que le nouvel empereur s’est « enquis des différends entre l’évêque de Valence avec les habitants de cette ville ». André Blanc raconte que « l’empereur écouta les plaintes des habitants, en fait des bourgeois » avant de se rendre à Vienne où il fit connaitre sa réponse le 13 août. Il limita la possibilité pour l'évêque et ses successeurs de lever la taille (l'impôt) et en contrepartie bloqua toute volonté autonomiste, toute liberté municipale.
Si les archives ne font pas de mention spécifique pour le Bourg, on sait que les « émotions » (à comprendre les révoltes) se succédèrent à Valence sporadiquement. En 1238, l'évêque Guillaume de Savoie lui aussi fut chassé de la ville par ses habitants. Les habitants de Valence et du Bourg se révoltèrent et mirent en place une confrérie avec des assemblées démocratiques. Valence et le Bourg sont assiégés. Après intervention du seigneur de Crussol désigné comme arbitre du conflit, la révolte est matée : la confrérie est détruite et une amende est infligée en échange du retour à l'ordre préétabli.
Le 30 juillet 1331, le nouvel évêque Aymar de La Voulte signa une concession aux habitants de Valence et du Bourg leur accordant les libertés communales et des franchises.

### Du rattachement au royaume de France (XVesiècle) aux guerres de Religion (XVIesiècle)

#### Une nouvelle ère politique auXVesiècle

##### Le long cheminement vers l'intégration dans le royaume de France (1374-1447)
Bourg-lès-Valence, limité au Vieux-Bourg, n'est pas encore une commune à part entière. Son destin est lié à celui du comté du Valentinois-Diois dont les rois Capétiens, en quête d'agrandissement du domaine royal, lorgnent le territoire. Non loin de là à Romans-sur-Isère, depuis le 30 mars 1349, le Dauphiné à la suite de querelles féodales finit par être annexé par la France. Les pouvoirs locaux, jaloux de leur indépendance, voyaient l'étau des rois de France se resserrer.
En 1374, Louis II de la maison de Poitiers, dite de Valentinois, est désigné comme l'héritier des terres et accède au pouvoir à l'âge de 20 ans. Il est fait comte du Valentinois et du Diois. Rapidement, le jeune comte semble mal armé face aux pressions familiales d'un autre clan : les Saint-Vallier. Criblé de dettes, pressé par ses puissants voisins (Savoie, Comtat Venaissin et Dauphiné), emprisonné un temps par le clan rival des Saint-Vallier et sans héritier légitime, il finit par signer quelques années avant sa mort un accord remettant son comté entre les mains du roi de France. En l’absence de conclusion à ces réserves, le comté ira au duc de Savoie, aux mêmes conditions, enfin à l’Église par défaut.
En 1419, le dernier membre de la maison de Poitiers décède sans héritier légitime. Le comté de Valentinois intègre temporairement le duché de Savoie mais la situation resta en suspens car les conditions du testament ne furent toujours pas exécutées. Dans ce jeu de pouvoir opposant le clan des Saint-Vallier, le duché de Savoie, le Comtat Venaissin (État pontifical) et le dauphin du roi de France, c'est ce dernier, le jeune dauphin Louis XI plein d'idée et d'ambition, qui finit qui s'imposer en 1447.
En quelques années, la situation politique et économique va basculer pour le Valentinois.

##### Le Bourg et Valence sous l'administration du dauphin Louis (1447-1456)
En 1447, le jeune dauphin Louis et futur roi Louis XI, âgé de 24 ans, est chassé de la cour par son père, le roi de France Charles VII, après une conspiration contre Agnès Sorel et Pierre de Brézé et se réfugie alors dans le Dauphiné. Rapidement, le dauphin écarta les Saint-Vallier, trompa le pape et prit le titre de comte de Valentinois-Diois. Si Grenoble restait la capitale historique du Dauphiné, Valence en était sa plus grande ville et la résidence favorite du dauphin Louis.
Entre 1447 et 1456, il renforça le pouvoir du royaume de France à travers une série de réformes :
- Interdiction des guerres féodales et obligation pour les nobles de rendre hommage au dauphin ;
- Obligation pour l'archevêque de Vienne, les évêques de Grenoble et Valence et la collégiale Saint-Barnard de Romans-sur-Isère de lui rendre hommage ;
- Simplification de l'administration territoriale (remodelage et suppression de fiefs) ;
- Acquisition de Montélimar en 1447 auprès du pape Nicolas V et de la principauté d'Orange ;
- Création de l'université de Valence en 1452 ;
- Création du parlement du Dauphiné en 1453 (remplaçant le conseil delphinal), le troisième du Royaume après celui de Paris et Toulouse ;
- Création de foires commerciales franches dans différentes villes : deux foires par an à Valence (le premier juillet et le lendemain de la Purification. Par ailleurs, Louis XI a accordé à Valence en 1457 l'existence d'un marché tous les samedi[143]. ;
- Réparation des voies de communication ;
- Encouragement de l'exploitation des mines de fer ;
- Attraction d'une main d'œuvre étrangère et de banquiers juifs malmenés par Humbert II de Viennois ;
- Mise par écrit de l'histoire du Dauphiné, le registre delphinal, par le juriste Mathieu Thomassin ;
- Mise en place de nouvelles taxes, dont la Gabelle du sel, un impôt jusque-là inconnu dans la région.

Les réformes du XVe siècle amorcèrent une transformation profonde dans le Valentinois que décrit l'historien André Blanc :
Le roi Louis XI suivit la politique du dauphin Louis, ce coup de pouce royal donné au moment où s'amorçait la grande mutation, prélude de la Renaissance, devait avoir de grandes répercussions économiques sur toute l'agglomération. Les deux générations suivantes verront Bourg doté d'une industrie manufacturière qui nous laisse encore rêveur aujourd'hui. 

##### La fin du particularisme valentinois (1457) et la création du duché du Valentinois (1498)
Doué d’un formidable appétit politique, le dauphin continua de comploter contre son père, Charles VII. Tant et si bien que celui-ci envoie une armée récupérer la province. Le dauphin dut s'enfuir en 1456 en Brabant, chez les Bourguignons. Le roi reprit alors l'administration de la province en main. Il souhaitait qu'on lui prête serment. Les États parlementèrent, sachant que leur autonomie était en jeu. Mais Charles VII insista et les États s'inclinèrent en 1457. Ils prêtèrent le serment demandé, marquant la fin de l'autonomie provinciale.
L'intégration du Dauphiné dans le royaume de France n'a pas arrêté les ambitions papales. L'Église romaine ne renonçait pas à faire valoir les droits que lui donnaient les clauses du testament du dernier membre de la maison de Poitiers, comte du Valentinois-Diois. En 1498, l'ensemble du Valentinois fut élevé en duché-pairie et octroyé à César Borgia, fils du pape Alexandre VI. Le pape allié au nouveau roi de France, Louis XII, qui poursuivait les guerres d'Italie, espérait en tirer profit pour obtenir le trône de Naples. Toutefois, le Valentinois très rapidement revint dans le giron français.
Dès lors, la situation politique pour le Valentinois et le Bourg ne changea guère. Le destin de la région suit celui du royaume de France jusqu'à la Révolution par l'intermédiaire du Dauphiné.

#### Un essor économique inédit dans le Bourg (XVesiècle-XVIesiècle)
Pour asseoir la mainmise du royaume de France sur le Valentinois, le roi Louis XI et ses successeurs s'attaquèrent à leurs adversaires, notamment l'évêque de Valence, et s'appuyèrent et protégèrent la bourgeoisie locale avide de s'enrichir par le négoce.

##### Une activité portuaire débordante
Le commerce du sel, déjà prépondérant depuis le Moyen-Âge, fut monopolisé par quelques familles, comme celle des Génas, dont les énormes profits furent souvent investis sur place à travers la construction, entre autres, d'hôtels particuliers dans la ville haute. Le « cadastre de Plèche », le plus ancien cadastre connu de Valence datant de 1547 et réalisé par Jean Plèche en 1917, révèle la présence d'une rue entière dédiée au commerce du sel, dénommée « rue de la porte du portalet du sel ». Les berges du Rhône hébergèrent de très nombreux entrepôts de sel qui représentèrent l'essentiel des revenus venant du commerce fluvial,. André Blanc les situe notamment proche de la rue Pêcherie dans la basse ville de Valence, autour du couvent des Jacobins.
Provenant directement du port (à l'actuel quai Thannaron), les matières premières approvisionnaient les ateliers environnants. Le bois, arrivant par flottaison sur l'Isère et le Rhône, servit aux scieurs et fustiers (de l'occitan fusta signifiant le bois ou une pièce de bois) : charpentiers, menuisiers, tonneliers, tourneurs etc. L'actuelle place Laënnec, anciennement nommé la rue des Planches dans le quartier de la Fusterie, en conservait le souvenir.

L'historien André Blanc souligne que le fer brut débarquait également sur le port bourcain, venu directement des mines de fer et des forges d'Allevard et des Chartreux (dans l'actuel département de l'Isère). L'ancien couvent des Capucins, devenu hôpital au XIXe et XXe siècles puis un bâtiment administratif désormais, abritait, en plus d'un grand moulin à huile, des forges.
Les forgerons de ce quartier, comme leurs collègues de la Comète, transformaient les ballons de fer de qualité moyenne en outils aratoires, charronnerie, petite quincaillerie, serrurerie et surtout en grilles et mauclairs, l'une des spécialités depuis le XIVe siècle.

André Blanc (1920-1992), journaliste, historien et archéologue.

##### Les premières manufactures le long des canaux
Le Bourg voit s'établir au XVIe siècle, le long du canal de Flavie ou de Curière, trois grandes manufactures de draps et une foule d'artisan sous-traitants dans le quartier des Encloses, le long d'une voie qui allait devenir la rue de la Manutention. La rue des Encloses dans le Vieux-Bourg témoigne de ce souvenir. L'eau des canaux s'avère indispensable à de nombreuses activités économiques. D'ailleurs, le canal de Flavie était nommée à l'époque le canal des teinturiers.
- La première manufacture fut celle de Pierre Garinot. Ce lyonnais acheta au début du XVIe siècle à Pompéry la Vénus lubrique, la plus grande des maisons closes qui parsemaient le quartier. La première draperie valentinoise, établi à cheval sur le canal au débouché de la Côte des Chapeliers, rencontra un fort succès qui fut rapidement suivi.
- La deuxième manufacture, couvrant 2000 mètres carré, fut construite par le provençal Jaume Mervelhoux (parfois francisé en Jacques Merveilleux). Elle fut utilisée occupée plus tard par un entrepôt des tabacs puis par la manutention militaire. Rasé, ce bâtiment se situait à l'actuelle tour des archives des archives départementales de la Drôme.
- La troisième manufacture, fondée par le milanais Vincent Zappelon (Zappeloni), fut un immense bâtiment sur trois niveaux, occupant la plus grande partie d'une parcelle de 160m de long sur 60m de large. Le bâtiment connut maintes fonctions pour devenir la manufacture Rochette, les « Grandes Boutiques », l'hôpital général de Louis XIV à Napoléon Ier puis une hospice et couvent des Clarisses. Traversant les siècles, le bâtiment légèrement amputée est désormais le foyer des jeunes travailleurs.

Selon André Blanc, les trois manufactures de draperie (Garinot, Mervelhoux et Zappelon) employèrent près de 3 000 ouvriers et jusqu'à 5 000 en saison. Des sous-traitants artisans, comme les nombreux teinturiers (et autres tanneurs et parcheminiers), venaient grossir les rangs.

##### Un quartier grouillant et tenue à l'écart
Le Bourg, ancêtre de l'actuel ville de Bourg-lès-Valence, abrita une foule de travailleurs, des « déracinés des campagnes qui viennent périodiquement en zone urbaine offrir leurs bras ». Ces besogneux logeaient là où ils le pouvaient, souvent fort mal, dans des constructions vétustes, un habitat précaire. L'historien André Blanc parle même d'un véritable bidonville entre la porte Tourdéon, la porte au nord de la ville, et le canal de Flavie.
Bateliers, brassiers, ouvriers des manufactures, teinturiers, tanneurs, forgerons, scieurs, charpentiers, menuisiers et autres travailleurs journaliers faisaient tourner des tavernes, caboulots, gargotes et lupanars établis sur les berges du Rhône.
La différence sociologique entre la haute et la basse ville, déjà existante à l'époque romaine, perdure. Ce clivage, perceptible non seulement par la dénivellation, se matérialise également par la présence d'une muraille percée de poternes évitant un trop grand brassage. Bien que participants à l'essor économique de ces activités manuelles, les bourgeois et notables valentinois, concentrés dans la ville haute, ne souhaitaient pas attirer cette « population flottante » indigne de leur statut social.

#### Des guerres de Religion à la Révolution
Les guerres de Religion freinent l'essor du bourg et vont provoquer la destruction de l'église Saint-Pierre et des édifices religieux de Valence[réf. nécessaire].
1693-1695 : Les Veynes, ayant acquis en 1693 la plupart des droits seigneuriaux dans cette terre, obtiennent en 1695 l'élévation de la seigneurie du Bourg-lès-Valence en marquisat, qu'ils ont conservé jusqu'à la Révolution. Originaire du Gapençais, la famille de Veynes s'établit en région valentinoise avec Claude (vers 1665-1730), seigneur de Veynes, de Chichilianne et du Prayet, qui acquiert les terres du Valentin et de l'Île-Adam à Bourg-lès-Valence. Le marquisat de Bourg-lès-Valence est créé pour lui en 1695.
Le bourg est une possession du chapitre de Valence jusqu'au XVIIe siècle.
XVIIe siècle : l'évêque de Valence, Daniel de Cosnac, partisan de la révocation de l'édit de Nantes (1685) va construire une demeure d'agrément au lieu-dit Saint-Barthélemy. C'est aujourd'hui le domaine du Valentin[réf. nécessaire].
En 1789, la commune avait 458 chefs de famille.
Avant 1790, Bourg-lès-Valence était une communauté de l'élection, subdélégation et bailliage de Valence. Elle formait une paroisse du diocèse de Valence, dont l'église, dédiée à saint Pierre, était celle d'une antique abbaye qui, sécularisée au IXe siècle, fut alors convertie eu un chapitre, qui fut uni à celui de la cathédrale de Valence en 1727.

### De la Révolution à nos jours
En 1790, Bourg-lès-Valence devient le chef-lieu d'un canton du district de Valence, comprenant Bourg-lès-Valence, Châteauneuf-d'Isère et la Roche-de-Glun. La réorganisation de l'an VIII (1799-1800) en fait une simple commune du canton de Valence.
L'ancien curé de la paroisse de Marbos devient maire de la commune de Bourg-lès-Valence[réf. nécessaire].
XIXe siècle : Bourg-lès-Valence connaît une importante croissance industrielle[réf. nécessaire].
1850 : la nouvelle commune de Saint-Marcel-lès-Valence fait perdre une partie de son territoire à la commune de Bourg-lès-Valence[réf. nécessaire].
En 1930, un cinéma, L'Idéal, est ouvert à Bourg-lès-Valence. Programme de la semaine du 24 au 30 septembre : Moulin rouge, Loulou et des films muets[réf. nécessaire].
Dans les années 1940-1960, Bourg les Valence possédait deux salles de cinéma :
- l'ABC, équipé en 35 mm. Il était situé rue du Docteur Ponsoye (la façade est encore visible). Il avait pris la suite de l'Eden dont l'entrée était rue du Gaz. Il a été fermé en 1968.
- le Familia, équipé en 16 mm et cinémascope. Il était situé rue Dériard à l'emplacement de l'actuel immeuble Le Charlemagne construit dans les années 1980 sur l'emplacement de l'école privée de garçons et de la salle de cinéma. Il a été fermé en 1963.

Dans les années 1960, le Rhône, qui longeait la commune, est scindé en deux à partir de la confluence Rhône-Isère. Un grand canal est creusé en parallèle sur le territoire de la commune. Une écluse est mise en service en 1969 (déclaration d’utilité publique : 1964). De cette époque date la disparition des petites îles de graviers et de sédiments que les enfants d'après-guerre prenaient le risque de rejoindre.

## Politique et administration

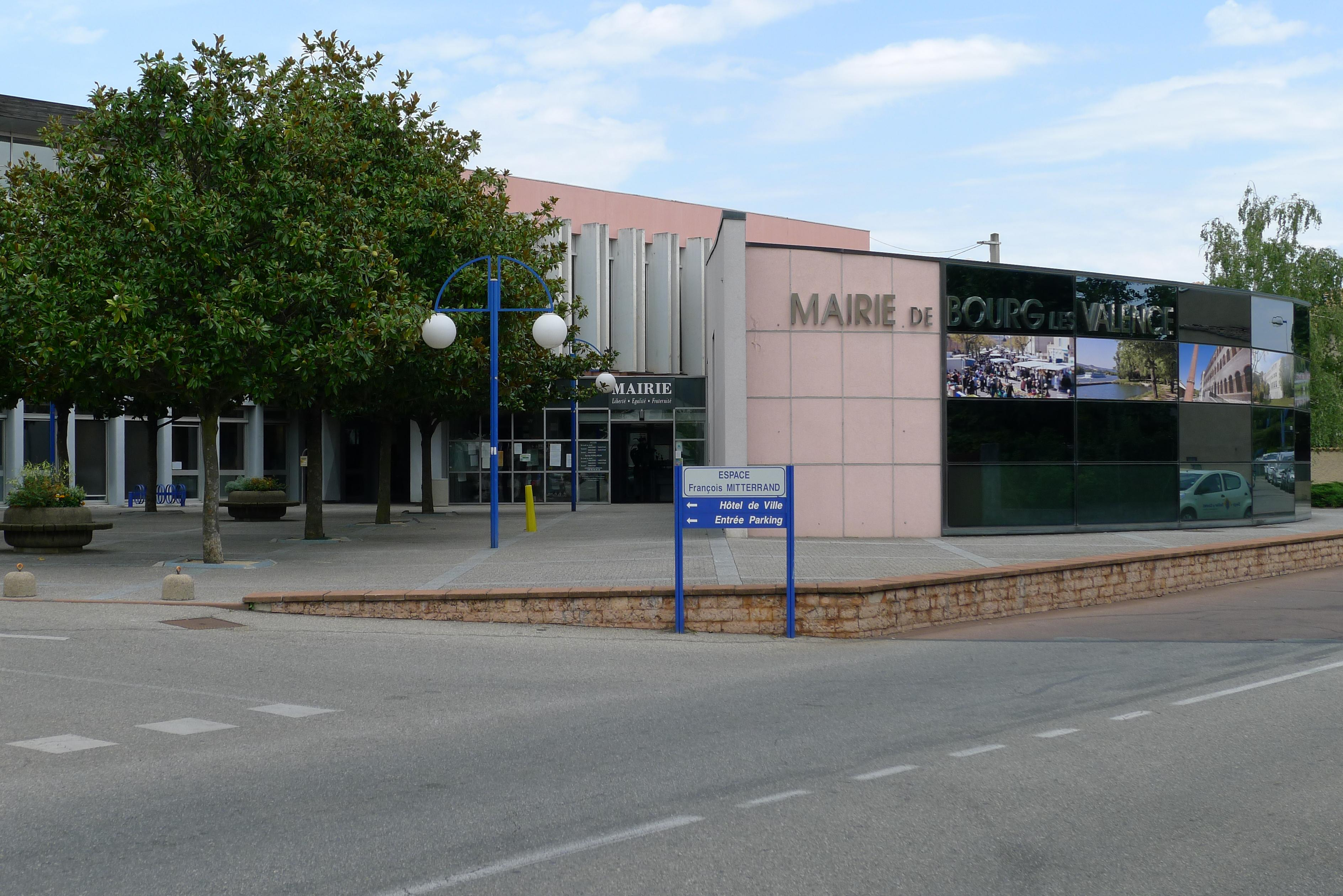
La mairie rue des jardins depuis 1977.

### La mairie
En 1832, le conseil municipal prit possession de la mairie de Bourg-lès-Valence située au 15 rue Pompéry dans le Vieux-Bourg. C'est une maison donnant rue Pompéry côté Valence et sur le quai du Rhône de l'autre côté. Avant de devenir l'hôtel de ville, le bâtiment fut la résidence d'Albin Pierre Thannaron. La rue de Pompéry fut le lieu de résidence de plusieurs maires de Bourg-lès-Valence : Alexandre Blein, François Chabert, Antoine Gaspard Senez, Jean-Philippe Mayousse, Antoine Chabert et Eugène Alexandre Perrier.
Toutefois, le fort développement de la ville au cours du XXe siècle poussa la municipalité à chercher de nouveaux locaux, plus grands et plus modernes, dans ce qui allait devenir le nouveau centre urbain de Bourg-lès-Valence. Le déménagement se fit sous le mandat de Gérard Gaud le 24 janvier 1977.

« Avant d'aborder l'ordre du jour, M. Revol, adjoint, tout en se félicitant du transfert des services communaux dans la magnifique construction qui vient d'être édifiée, et de l'installation des conseillers municipaux autour de cette table dessinée en fer à cheval qui, acceptons-en l'augure, doit porter chance aux Bourcains, exprime ses regrets avec beaucoup d'émotion, d'abandonner la vieille mairie rue Pompéry où se géraient les affaires de la ville depuis 145 ans et qui avait vu passer 19 maires. »

— Gérard Gaud à l'occasion de l'inauguration de la nouvelle mairie en 1977.
Sous le mandat de Jacques Reynaud de 1981 à 2001, la commune fit l'acquisition et démolit des immeubles occupés par la CNR et la gendarmerie, sept villas et les entreprises Renault avenue de Lyon. Le nouvel espace obtenu permit de réaménager complètement le quartier qui est depuis lors le véritable centre de la ville. L'hôtel de ville fut agrandi lors du réaménagement du quartier.

### Tendances politiques et résultats

#### Tendances politiques
Bourg-lès-Valence a été un fief socialiste durant 85 ans entre 1929 et 2014.

« L'histoire de Bourg-lès-Valence est liée au socialisme depuis 1929. C'est une histoire importante à la fois pour la commune et pour son département. D'Emile Barthelon en 1929 en passant par Joseph Mayet en 1934, Jean-Louis Vacher en 1939, Gérard Gaud en 1965, Jacques Reynaud en 1981, puis Bernard Piras en 2001, Bourg-lès-Valence est la seule commune de cette importance dans la Drôme à avoir présenté une constance dans ses choix politiques »

L'élection de Marlène Mourier en 2014, issue des rangs de la droite, marque un tournant politique pour la commune. C'est également la première femme élue maire de la commune.
Les dix mandats les plus longs sont :
- Albin-Pierre Thannaron : 37 ans (13 + 22 + 2) ;
- Jean-Louis Vacher : 23 ans (2 + 21) ;
- Jean-Louis Duclaux : 21 ans (6 + 15) ;
- Jacques Reynaud : 20 ans ;
- Gérard Gaud : 16 ans ;
- François Romeyer : 14 ans ;
- Bernard Piras : 13 ans ;
- Marc-René Urtin : 11 ans ;
- Marlène Mourier : 11 ans (en cours en 2025);
- Alexandre Perrier : 10 ans.

Les cinq mandats inférieurs à douze mois sont :
- Philippe Mayousse : 28 jours en 1815 (sous les Cent-Jours) ;
- Joseph Clément : 31 jours en 1815 ;
- Antoine Senez : 38 jours en 1815 ;
- Louis Berger : 70 jours en 1941 ;
- Alexandre Venance Dupont : 8 mois en 1808.

#### Résultats des élections municipales

##### Mode de scrutin et méthode appliquée
La loi du 5 avril 1884 est considérée comme l'acte fondateur de la démocratie municipale en France, instituant un régime juridique uniforme pour toutes les communes (à l'exception de la ville de Paris). Elle affirme l'élection des membres du conseil municipal (les conseillers municipaux) au suffrage universel direct et l'élection du maire par le conseil municipal. Le mandat est fixé à quatre ans, il est porté à six ans en 1929.
Le mode de scrutin retenu est le scrutin majoritaire plurinominal à deux tours avec panachage. Il reste en vigueur pour toutes les communes jusqu'aux élections de 1947, où un scrutin proportionnel s'applique aux communes de plus de 9 000 habitants.
L'ordonnance du 4 février 1959 rétablit le scrutin majoritaire pour les communes de moins de 120 000 habitants. Pour les autres, le scrutin est un scrutin proportionnel de liste à un tour. Mais dès 1964, une loi supprime totalement la proportionnelle.
A Bourg-lès-Valence, commune de moins de 30 000 habitants, le scrutin majoritaire avec panachage est maintenu. Cela signifie que les voix sont décomptées par candidat, et non par liste. Au premier tour, sont élus les candidats ayant obtenu la majorité absolue des suffrages exprimés (plus de la moitié) à condition que le nombre de voix recueillies soit supérieur à 25 % des électeurs inscrits. Pour les sièges restant à pourvoir, il est procédé à un second tour où les candidats obtenant le plus grand nombre de voix sont élus quel que soit le nombre de votants. En cas d'égalité des suffrages entre deux candidats, l'élection est acquise au plus âgé.
Dans les résultats affichés ci-dessous, pour toutes les élections où le scrutin majoritaire est avec panachage (pour la dernière fois en 1977), nous avons procédé à une moyenne de liste des candidats.
La loi du 19 novembre 1982 instaure le mode de scrutin actuel. À Bourg-lès-Valence, commune de plus de 3 500 habitants, un scrutin proportionnel de liste est instauré avec une prime majoritaire correspondant à la moitié des sièges à pourvoir pour la liste gagnante. L'opposition entre dans les conseils municipaux à partir des élections municipales de 1983.

##### Historique des élections municipales à Bourg-lès-Valence
| Scrutin           | 1er tour | 1er tour | 1er tour | 1er tour | 1er tour     | 1er tour | 1er tour  | 1er tour  | 1er tour  | 1er tour  | 1er tour  | 1er tour  | 1er tour  | 1er tour  | 1er tour  | 2d tour        | 2d tour        | 2d tour        | 2d tour        | 2d tour        | 2d tour        | 2d tour        | 2d tour        | 2d tour        | 2d tour        | 2d tour        | 2d tour        |
| Scrutin           | 1er      | 1er      | %        | 2e       | 2e           | %        | 3e        | 3e        | %         | 4e        | 4e        | %         | 5e        | 5e        | %         | 1er            | 1er            | %              | 2e             | 2e             | %              | 3e             | 3e             | %              | 4e             | 4e             | %              |
| ----------------- | -------- | -------- | -------- | -------- | ------------ | -------- | --------- | --------- | --------- | --------- | --------- | --------- | --------- | --------- | --------- | -------------- | -------------- | -------------- | -------------- | -------------- | -------------- | -------------- | -------------- | -------------- | -------------- | -------------- | -------------- |
| Municipales 1971  |          | PS       | 77,43    |          | PCF          | 21,54    | Pas de 3e | Pas de 3e | Pas de 3e | Pas de 4e | Pas de 4e | Pas de 4e | Pas de 5e | Pas de 5e | Pas de 5e | Pas de 2d tour | Pas de 2d tour | Pas de 2d tour | Pas de 2d tour | Pas de 2d tour | Pas de 2d tour | Pas de 2d tour | Pas de 2d tour | Pas de 2d tour | Pas de 2d tour | Pas de 2d tour | Pas de 2d tour |
| Municipales 1977  |          | PS       | 57,86    |          | DVD          | 22,63    |           | PCF/PSU   | 19,08     | Pas de 4e | Pas de 4e | Pas de 4e | Pas de 5e | Pas de 5e | Pas de 5e | Pas de 2d tour | Pas de 2d tour | Pas de 2d tour | Pas de 2d tour | Pas de 2d tour | Pas de 2d tour | Pas de 2d tour | Pas de 2d tour | Pas de 2d tour | Pas de 2d tour | Pas de 2d tour | Pas de 2d tour |
| Municipales 1983, |          | PS       | 54,36    |          | RPR/UDR/CNIP | 42,07    |           | PCF       | 3,57      | Pas de 4e | Pas de 4e | Pas de 4e | Pas de 5e | Pas de 5e | Pas de 5e | Pas de 2d tour | Pas de 2d tour | Pas de 2d tour | Pas de 2d tour | Pas de 2d tour | Pas de 2d tour | Pas de 2d tour | Pas de 2d tour | Pas de 2d tour | Pas de 2d tour | Pas de 2d tour | Pas de 2d tour |
| Municipales 1989, |          | PS       | 68,91    |          | DVD          | 31,09    | Pas de 3e | Pas de 3e | Pas de 3e | Pas de 4e | Pas de 4e | Pas de 4e | Pas de 5e | Pas de 5e | Pas de 5e | Pas de 2d tour | Pas de 2d tour | Pas de 2d tour | Pas de 2d tour | Pas de 2d tour | Pas de 2d tour | Pas de 2d tour | Pas de 2d tour | Pas de 2d tour | Pas de 2d tour | Pas de 2d tour | Pas de 2d tour |
| Municipales 1995, |          | PS       | 43,95    |          | DVG          | 21,26    |           | RPR       | 13,47     |           | FN        | 10,73     |           | UDI       | 10,59     |                | PS             | 44,88          |                | DVG            | 25,96          |                | RPR            | 19,59          |                | FN             | 9,57           |
| Municipales 2001, |          | PS       | 36,92    |          | DVD          | 32,05    |           | DVG       | 31,03     | Pas de 4e | Pas de 4e | Pas de 4e | Pas de 5e | Pas de 5e | Pas de 5e |                | PS             | 36,48          |                | DVD            | 33,99          |                | DVG            | 29,53          | Pas de 4e      | Pas de 4e      | Pas de 4e      |
| Municipales 2008, |          | PS       | 51,34    |          | UMP          | 42,76    |           | MODEM     | 5,90      | Pas de 4e | Pas de 4e | Pas de 4e | Pas de 5e | Pas de 5e | Pas de 5e | Pas de 2d tour | Pas de 2d tour | Pas de 2d tour | Pas de 2d tour | Pas de 2d tour | Pas de 2d tour | Pas de 2d tour | Pas de 2d tour | Pas de 2d tour | Pas de 2d tour | Pas de 2d tour | Pas de 2d tour |
| Municipales 2014  |          | PS       | 48,67    |          | UMP          | 46,51    |           | UDI       | 4,81      | Pas de 4e | Pas de 4e | Pas de 4e | Pas de 5e | Pas de 5e | Pas de 5e |                | UMP            | 50,92          |                | PS             | 49,08          | Pas de 3e      | Pas de 3e      | Pas de 3e      | Pas de 4e      | Pas de 4e      | Pas de 4e      |
| Municipales 2020  |          | LR       | 48,43    |          | DVG          | 36,64    |           | DVG       | 14,92     | Pas de 4e | Pas de 4e | Pas de 4e | Pas de 5e | Pas de 5e | Pas de 5e |                | LR             | 52,81          |                | DVG            | 47,18          | Pas de 3e      | Pas de 3e      | Pas de 3e      | Pas de 4e      | Pas de 4e      | Pas de 4e      |

### Administration municipale

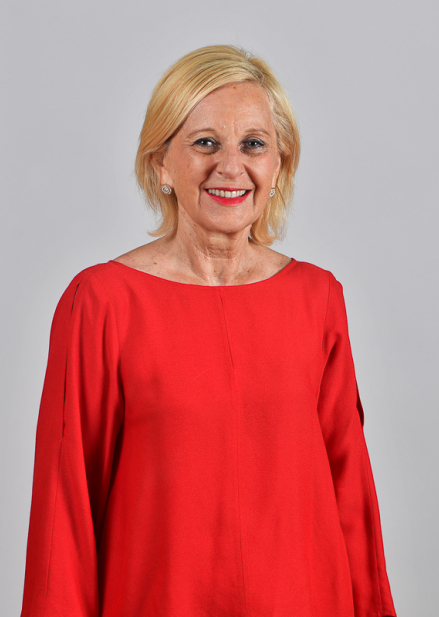
Marlène Mourier, maire de Bourg-lès-Valence (depuis 2014), 3e vice-présidente de Valence Romans Agglo chargée de la culture et du patrimoine culturel et conseillère régionale.

Le nombre d'habitants au dernier recensement étant compris entre 10 000 et 19 999, le nombre de membres du conseil municipal est de 33.
La commune de Bourg-lès-Valence est administrée par un maire et ses adjoints (pouvoir exécutif) et un conseil municipal (pouvoir législatif) dont les membres sont élus pour six ans.
À la suite des élections municipales françaises de 2020, le conseil municipal est composé de la maire, de 9 adjoints et de 23 conseillers municipaux (15 de la majorité et 8 de l'opposition),.
| Majorité municipale       | Majorité municipale |
| ------------------------- | --- |
| Marlène Mourier           | Maire |
| Éliane Guillon            | 1re adjointe déléguée aux finances, à la commande publique, à la voirie (circulation, stationnement), au personnel municipal et aux affaires patriotiques                   |
| Aurélien Esprit           | 2e adjoint chargé des sports et événements sportifs |
| Dominique Gential         | 2e adjointe déléguée à l’urbanisme, aux grands travaux, à l’écologie urbaine, à l’environnement, à la transition énergétique, à l’agriculture et aux mobilités douces       |
| Geneviève Audibert        | 2e adjointe déléguée à l’éducation et à la culture et au conseil municipal des jeunes                                                                                       |
| Grégoire Tafankejian      | 2e adjoint délégué aux relations internationales, à la francophonie, à la coopération européenne et au jumelage                                                             |
| Audrey Renaud             | 2e adjointe déléguée aux solidarités, aux seniors, à la santé, à l’animal en ville et aux violences intra-familiales                                                        |
| Florian Reverdy           | 2e adjoint délégué à l’événementiel, au théâtre le Rhône et à la vie associative                                                                                            |
| Danièle Payan             | 2e adjointe déléguée aux animations (marché de Noël, illuminations, festivités seniors) et aux « Dames de cœur »                                                            |
| Thierry Belle             | Conseiller municipal délégué aux commerces, à la vitalité des marchés |
| Tanguy Gerland            | Conseiller municipal délégué aux relations avec le tissu économique local, les nouvelles entreprises et la cellule emploi                                                   |
| Vincent Fugier            | Conseiller municipal délégué à l’innovation technologique, à la fibre optique et aux esports                                                                                |
| Agnès Lapeyre             | Conseillère municipale déléguée aux espaces verts, à la biodiversité, au développement durable, au patrimoine « eau » (canaux) et à la valorisation des produits du terroir |
| Stéphanie Marillat        | Conseillère municipale déléguée aux associations culturelles et animations culturelles                                                                                      |
| Paolino Tola              | Conseiller municipal délégué à la cohésion sociale, à la vie des quartiers et aux associations sportives                                                                    |
| Rachel Vaque              | Conseillère municipale déléguée aux aînés, aux liens intergénérationnels et associations sportives et aux animations sportives                                              |
| Manuel Jamakorzian        | Conseiller municipal |
| Chantal Billiet           | Conseillère municipale déléguée à la vie scolaire et aux cimetières |
| Mamadou Diallo            | Conseiller municipal délégué à la tranquillité publique |
| Rosaline Aslanian-Habrard | Conseillère municipale déléguée à la coopération pour l’Arménie |
| Alexandre Baillet         | Conseiller municipal |
| Nancy Guiboud             | Conseillère municipale déléguée à l’administration générale, à la modernisation du service public, au guichet unique, aux centres de loisirs et à la jeunesse               |
| Patrick Pagnoux           | Conseiller municipal délégué aux personnes en situation de handicap et à la vie patriotique                                                                                 |
| Martine Imbert            | Conseillère municipale déléguée à la propreté urbaine |
| L'opposition municipale   | |
| Wilfrid Pailhès           | Conseiller municipal |
| Christiane Ranc           | Conseillère municipale |
| Alexandre Pothain         | Conseiller municipal |
| Georges Ishacian          | Conseiller municipal |
| Frédéric Tremblay         | Conseiller municipal |
| Maria Carlomagno          | Conseillère municipale |
| Denis Cluzel              | Conseiller municipal |
| Marie-Hélène Miramont     | Conseillère municipale |
| Christian Rozo            | Conseiller municipal |

En janvier 2021, l'adjoint à la sécurité Christian Rozo est contraint à la démission sans qu'aucune explication ne soit donnée. Christian Rozo reste néanmoins conseiller municipal,,.

### Liste des maires
| Période                             | Période                             | Identité                   | Étiquette                                                | Qualité |
| ----------------------------------- | ----------------------------------- | -------------------------- | -------------------------------------------------------- | --- |
| 7 février 1790                      | 21 novembre 1791                    | François Marbos            |                                                          | Curé de Bourg-lès-Valence depuis 1765 et élu évêque constitutionnel de la Drôme le 21 février 1791. |
| 21 novembre 1791                    | 21 nivôse an III (10 janvier 1795)  | Alexandre Blein            |                                                          | Chirurgien-major au régiment d'Île-de-France. Réquisitionné pour l'hôpital militaire de Valence en 1794. |
| 21 nivôse an III (10 janvier 1795)  | 28 germinal an VIII (18 avril 1800) | François Chossy            |                                                          | Fabricant d'indiennes de coton à Bourg-lès-Valence puis propriétaire. |
| 28 germinal an VIII (18 avril 1800) | 22 septembre 1806                   | François Chabert           |                                                          | Notaire impérial. |
| 22 septembre 1806                   | 29 décembre 1808                    | Pierre Billion-Durousset   |                                                          | Garde-magasin des subsistances militaires en 1802 puis propriétaire, contrôleur des droits de navigation et des péages sur le Rhône et l'Isère. Il devient ensuite négociant et fabricant de bière.                             |
| 29 décembre 1808                    | 20 juillet 1809                     | Alexandre Venance Dupont   |                                                          | Fils de Mathieu Dupont, propriétaire de la Manufacture royale des cotonnades et toiles peintes. |
| 20 juillet 1809                     | 27 avril 1815                       | Jean-Louis Duclaux         |                                                          | Capitaine d'infanterie (au Royal la Marine en 1789) puis propriétaire. 1er mandat |
| 27 avril 1815                       | 4 juin 1815                         | Antoine Senez              |                                                          | Fabricant de toiles peintes (coloriste). |
| 4 juin 1815                         | 2 juillet 1815                      | Philippe Mayousse          |                                                          | Négociant rue Pompéry. |
| 2 juillet 1815                      | 2 août 1815                         | Joseph Clément             |                                                          | Ancien capitaine sous les guerres napoléoniennes, chevalier de la légion d'honneur en 1809, demeurant quartier de l'Allet. |
| 2 août 1815                         | 21 novembre 1831                    | Jean-Louis Duclaux         |                                                          | 2e mandat |
| 21 novembre 1831                    | 24 septembre 1843                   | Albin-Pierre Thannaron     |                                                          | Dirigeant de la Société d'agriculture de la Drôme et du Jardin botanique de Valence. 1er mandat |
| 24 septembre 1843                   | 4 octobre 1846                      | Antoine Chabert ainé       |                                                          | Propriétaire rentier demeurant rue Pompéry. |
| 4 octobre 1846                      | 19 août 1848                        | Jacques Gontier            |                                                          | Propriétaire, quartier du Colombier. |
| 19 août 1848                        | 12 septembre 1870                   | Albin-Pierre Thannaron     |                                                          | 2e mandat |
| 12 septembre 1870                   | 29 janvier 1872                     | Louis Barthélémy Deriard   |                                                          | Droguiste puis directeur de l'usine de verrerie. |
| 29 janvier 1872                     | 6 décembre 1874                     | François Romeyer           |                                                          | Propriétaire demeurant quai Thannaron. |
| 6 décembre 1874                     | 29 mai 1876                         | Albin-Pierre Thannaron     |                                                          | 3e mandat |
| 29 mai 1876                         | 4 mai 1890                          | François Romeyer           |                                                          | 2e mandat |
| 4 mai 1890                          | 8 mai 1892                          | Éloi Françon               |                                                          | Propriétaire, puis rentier. |
| 8 mai 1892                          | 3 mai 1903                          | Marc Urtin                 |                                                          | Avocat à Valence de 1886 à 1902 & propriétaire rentier. |
| 3 mai 1903                          | 10 mai 1908                         | Amédée Thomassini          |                                                          | Incorporé au 3e régiment d'infanterie de marine à Rochefort (1876 à 1882), employé à partir de 1882 à la société du canal de la Bourne comme surveillant de travaux puis comme chef de bureau jusqu'en 1905, puis juge de paix. |
| 10 mai 1908                         | 16 mai 1909                         | Laurent Bouvaret           |                                                          | Représentant de commerce, pas d'antériorité politique. Mandat interrompu par le décès brutal du maire. |
| 16 mai 1909                         | 10 décembre 1919                    | Alexandre Perrier          | Parti radical                                            | |
| 10 décembre 1919                    | 18 mai 1929                         | Jules Bochirol             | Parti radical                                            | Négociant en vin et spiritueux & propriétaire demeurant 6 rue Chonier à Bourg-lès-Valence. Pas d'antécédent politique, jamais élu avant 1919.                                                                                   |
| 18 mai 1929                         | 17 mai 1934                         | Émile Barthelon            | SFIO                                                     | Ouvrier mécanicien puis contremaitre à la cartoucherie jusqu'en 1922, secrétaire du syndicat de la cartoucherie en 1903 et 1916 regroupant le personnel de la cartoucherie et celui de l'Arsenal.                               |
| 17 mars 1934                        | 27 mai 1939                         | Joseph Mayet               | SFIO                                                     | Employé à l'usine de pâtes alimentaires Blanc, syndicaliste engagé, puis employé à l'usine de gaz. |
| 27 mai 1939                         | 6 mai 1941                          | Jean-Louis Vacher          | SFIO                                                     | Dessinateur industriel au PLM (devenu plus tard la SNCF) puis chef du service comptabilité. |
| 17 mai 1941                         | 29 juillet 1941                     | Jean Baptiste Louis Berger | Nommé par le préfet de la Drôme, Adelin Pascal Rivalland | Inspecteur retraité de la Compagnie de chemins de fer départementaux (CFD). |
| 29 juillet 1941                     | 31 août 1944                        | Jean Bomel                 |                                                          | Pharmacien. |
| 31 août 1944                        | 26 mars 1965                        | Jean-Louis Vacher          | SFIO                                                     | 2e mandat |
| 26 mars 1965                        | 31 mars 1981                        | Gérard Gaud                | PS                                                       | Aide-dessinateur puis ingénieur à la Compagnie nationale du Rhône. Sénateur de la Drôme (1980-1996). |
| 31 mars 1981                        | 18 mars 2001                        | Jacques Reynaud            | PS                                                       | Directeur du lycée du Valentin, président du SISAV (Valence 5 Major), président délégué de l'association des maires de la Drôme. Maire en 1981 à la mort de Gérard Gaud, il officia pendant 4 mandats jusqu'en 2001.            |
| 18 mars 2001                        | 30 mars 2014                        | Bernard Piras              | PS                                                       | ingénieur agricole. Sénateur de la Drôme (1996-2014). 2 mandats. |
| 2014                                | En cours (au 10 février 2024)       | Marlène Mourier            | UMP puis LR                                              | Employée, ancienne suppléante du député Patrick Labaune (2002-2012). |

### Rattachements administratifs et électoraux

#### Rattachement administratif
Le canton de Bourg-lès-Valence a été créé en 1973 par la scission des anciens cantons de Valence-Nord et Valence-Sud. Entre 1973 et 2015, le canton de Bourg-lès-Valence se situait dans l'arrondissement de Valence. Le canton est supprimé en 2015 à la suite du redécoupage des cantons du département. Bourg-lès-Valence, Saint-Marcel-lès-Valence et une partie de Valence ont rejoint le canton de Valence-1. Depuis le redécoupage cantonal de 2014 en France, les cantons ne sont plus que des circonscriptions électorales, destinées à permettre l'élection des conseillers départementaux.

#### Rattachements électoraux
Pour les élections départementales, Bourg-lès-Valence fait partie depuis 2014 du canton de Valence-1.

Première circonscription législative de la Drôme, dont fait partie Bourg-lès-Valence.

Pour les élections législatives en France, Bourg-lès-Valence a appartenu entre 1958 et 1986 à la première circonscription de la Drôme (sur un total de trois). Après le découpage électoral opéré par la loi no 86-1197 du 24 novembre 1986, Bourg-lès-Valence demeure dans la première circonscription de la Drôme (sur un total de quatre circonscriptions désormais).

#### Intercommunalité

##### Syndicat Intercommunal des Services de l’Agglomération Valentinoise (1990-2009)
Le syndicat intercommunal des services de l'agglomération valentinoise (SISAV), plus connu sous le nom de « Valence Major », était un établissement public de coopération intercommunale (EPCI) créé le 2 mai 1990 et dissout le 13 novembre 2009. Bourg-lès-Valence est l'une des cinq villes fondatrices de Valence Major avec Valence, Portes-lès-Valence, Guilherand-Granges et Saint-Péray. Les communes de Cornas et de Saint-Marcel-lès-Valence rejoignent Valence Major respectivement en 1999 et 2000.
Initialement limitées à la réalisation d'études sur des projets d'intérêt Intercommunal, à la gestion des transports urbains, et au traitement des ordures ménagères, ses compétences ont été étendues en 1991 à l'aménagement de certaines zones économiques, en 1997 à la collecte et au transport des déchets ménagers, en 2001 à l'Opération programmée d'amélioration de l'habitat (OPAH), et en 2002 au Schéma de cohérence territoriale (SCOT), à la politique de la ville, et aux grandes infrastructures routières.
En 2009, cette structure a été dissoute pour laisser place à la communauté d'agglomération de Valence Agglo – Sud Rhône-Alpes.

##### Valence Agglo - Sud Rhône Alpes (2009-2014)
À la suite de la signature du préfet de la Drôme le 13 novembre 2009, Bourg-lès-Valence intégra la première communauté d'agglomération du sud de la région Rhône-Alpes : Valence Agglo – Sud Rhône-Alpes. La création de la communauté d'agglomération fut réalisée grâce à la volonté forte et l'implication de tous les acteurs pour le développement de la région valentinoise et pour répondre aux contraintes financières qui pèsent sur les collectivités. Sous l'impulsion d'Alain Maurice, alors maire de Valence, onze communes constituèrent la nouvelle structure : Beaumont-lès-Valence, Bourg-lès-Valence, Chabeuil, La-Baume-Cornillane, Malissard, Montélier, Montmeyran, Portes-Lès-Valence, Saint-Marcel-lès-Valence, Upie et Valence.

##### Valence Romans Sud Rhône Alpes (2014-2016) puis Valence Romans Agglo (depuis 2017)

Bourg-lès-Valence est la troisième plus grande ville de la communauté d'agglomération de Valence Romans Agglo.

Bourg-lès-Valence se retrouve dans la nouvelle structure, résultat de la fusion de quatre intercommunalités : Valence Agglo – Sud Rhône-Alpes, la Communauté d'agglomération du pays de Romans, la Communauté de communes du canton de Bourg-de-Péage et la Communauté de communes des Confluences Drôme Ardèche, étendue à la commune d’Ourches. La Communauté d'agglomération Valence-Romans Sud Rhône-Alpes, créée par un arrêté du préfet de la Drôme pris le 3 juin 2013 et entrée en vigueur le 1er janvier 2024, compte 51 communes.
À la suite de la loi NOTRe et du schéma de coopération intercommunale établi par le Préfet de la Drôme, la communauté d’agglomération Valence-Romans Sud Rhône-Alpes (51 communes) fusionne avec la communauté de communes de la Raye (5 communes) pour former au 1er janvier 2017 la communauté d'agglomération Valence Romans Agglo. Avec près de 20 000 habitants, Bourg-lès-Valence est la troisième plus grande ville de la communauté d'agglomération de Valence Romans Agglo (derrière Valence et Romans-sur-Isère). Située au cœur de la Drôme, la communauté d'agglomération compte 54 communes pour 227 000 habitants.
Les compétences de l'agglomération comprennent :
- le développement économique ;
- le transport et mobilités ;
- le développement local, environnement & transition énergétique ;
- les déchets ;
- l'eau et assainissement ;
- l'espace public ;
- l'habitat ;
- l'enfance et jeunesse ;
- les sports ;
- l'action sociale ;
- la culture et patrimoine.

### Politique environnementale
Selon l'Agence de l'environnement et de la maîtrise de l'énergie (ADEME) et le programme Territoire engagé, l'artificialisation des sols (espaces urbanisés) a augmenté de 61,07 hectares à Bourg-lès-Valence entre 2009 et 2022, dont 73 % destinés à l'activité économique, 21 % à l'habitat, 3 % aux routes, 3 % à des utilisations mixtes.
L'ADEME, dans son objectif d'accompagner la transition écologique des collectivités, présente deux barèmes : un premier appelé « climat air énergie », le second appelé « économie circulaire ». Les deux barèmes sont classés sur une échelle de 1 à 5.
L'ADEME a attribué à Valence Romans Agglo (dont Bourg-lès-Valence fait partie) la note de 3 sur 5 pour le critère « climat air énergie » (une note de 64 % en 2023, contre 59 % en 2018) et la note de 2 sur 5 concernant l'économie circulaire (62 % en 2023, non noté en 2018).

#### Espaces verts et fleurissement
En 2014, la commune obtient le niveau « deux fleurs » au concours des villes et villages fleuris.

#### Mur anti-bruit sur l'A7 dans le quartier des Chirouzes

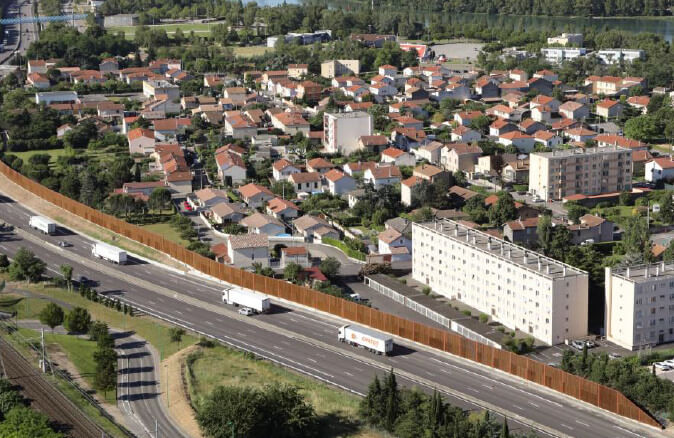
Mur anti-bruit sur l'autoroute A7 dans le quartier des Chirouzes.

En 2017 et 2018, la société concessionnaire de l'autoroute A7, Vinci Autoroutes, a construit dans le quartier des Chirouzes un mur anti-bruit sur une longueur de 656 mètres de long pour une hauteur de 3 à 5 mètres. Le chantier a coûté 3,1 millions d'euros, entièrement pris en charge par Vinci Autoroutes. Le mur anti-bruit est composé de lattes de bois à l'intérieur desquelles a été installé de « la laine de roche qui absorbe le bruit », explique Frédéric Gottlib-Zeh, conducteur d'opération chez Vinci autoroute. Selon Yann Cocheril, conducteur de travaux chez Vinci construction, le « bruit est réduit d'au moins trois décibels » pour les 200 riverains. En revanche, selon les propos rapportés par Nathalie Rodrigues, journaliste chez France Bleu, les habitants sont plus ou moins convaincus des effets du mur anti-bruit,,.

### Finances locales
Finances locales de Bourg-lès-Valence de 2000 à 2020.

### Jumelages
Fondé en 1980, le comité de jumelage de la ville de Bourg-lès-Valence était une association chargée de la promotion, la coordination et l'organisation des échanges entre Bourg-lès-Valence et ses villes jumelles, avec le soutien de la ville de Bourg-lès-Valence. Le 15 septembre 2023, lors du conseil municipal, après 43 ans d'existence, l'association est dissoute. Les jumelages sont désormais confiés à l'office de tourisme de Valence Romans Agglo,,.
- Ebersbach an der Fils (Allemagne) depuis 1983
- Ebersbach-Neugersdorf (Allemagne) depuis 1991
- Talin (Arménie) depuis 2004

| Ville | Ville                 | Pays | Pays      |
| ----- | --------------------- | ---- | --------- |
|       | Ebersbach an der Fils |      | Allemagne |
|       | Ebersbach-Neugersdorf |      | Allemagne |
|       | Talin                 |      | Arménie   |

## Population et société

### Démographie
L'évolution du nombre d'habitants est connue à travers les recensements de la population effectués dans la commune depuis 1793. Pour les communes de plus de 10 000 habitants les recensements ont lieu chaque année à la suite d'une enquête par sondage auprès d'un échantillon d'adresses représentant 8 % de leurs logements, contrairement aux autres communes qui ont un recensement réel tous les cinq ans,.

En 2022, la commune comptait 19 872 habitants, en évolution de −1,03 % par rapport à 2016 (Drôme : +2,64 %, France hors Mayotte : +2,11 %).
| 1793  | 1800  | 1806  | 1821  | 1831  | 1836  | 1841  | 1846  | 1851  |
| ----- | ----- | ----- | ----- | ----- | ----- | ----- | ----- | ----- |
| 2 072 | 2 086 | 1 900 | 2 647 | 2 820 | 2 898 | 3 059 | 3 110 | 2 870 |

| 1856  | 1861  | 1866  | 1872  | 1876  | 1881  | 1886  | 1891  | 1896  |
| ----- | ----- | ----- | ----- | ----- | ----- | ----- | ----- | ----- |
| 3 057 | 3 276 | 3 615 | 3 536 | 3 757 | 3 572 | 3 995 | 3 928 | 4 336 |

| 1901  | 1906  | 1911  | 1921  | 1926  | 1931  | 1936  | 1946  | 1954  |
| ----- | ----- | ----- | ----- | ----- | ----- | ----- | ----- | ----- |
| 4 436 | 4 750 | 5 072 | 5 241 | 5 869 | 6 471 | 6 772 | 7 662 | 8 348 |

| 1962   | 1968   | 1975   | 1982   | 1990   | 1999   | 2006   | 2011   | 2016   |
| ------ | ------ | ------ | ------ | ------ | ------ | ------ | ------ | ------ |
| 10 856 | 12 812 | 15 616 | 16 033 | 18 230 | 18 347 | 18 420 | 19 013 | 20 078 |

| 2021   | 2022   | - | - | - | - | - | - | - |
| ------ | ------ | - | - | - | - | - | - | - |
| 19 581 | 19 872 | - | - | - | - | - | - | - |

### Services et équipements

#### Médico-social
- centre médico-social de Bourg-lès-Valence.
- La Croix-Rouge française, délégation locale (urgence, secourisme, formations, aide sociale, etc.).
- REMAID (service d’aide aux victimes et de médiation pénale et aide en cas de procédure contentieuse enclenchée).
- Resto du Cœur insertion.
- SAO (service d’accueil et d’orientation et traitement de l'urgence afin de trouver un toit pour une ou plusieurs nuits).
- L'Escale (centre d’hébergement et de réinsertion sociale) (CHRS).

#### Cimetières
Il y a trois cimetières dans la commune pour un total de 3 860 concessions :
- le cimetière Gay Lussac, le plus ancien de la ville, est situé rue Gay Lussac : 1 850 concessions ;
- le cimetière Pavillon, situé dans le quartier des Chirouzes chemin du Pavillon : 1 460 concessions[194] ;
- le cimetière Talavard, inauguré le lundi 29 octobre 2012 par le maire Bernard Piras, d'une superficie de 5 hectares pour 550 concessions[195]. Situé rue Marcel Vivier, le cimetière présente un concept paysager innovant « à l'américaine » selon le journal régional Le Dauphiné libéré[196],[197],[198].

### Enseignement
La commune relève de l’académie de Grenoble.

#### Enseignement primaire

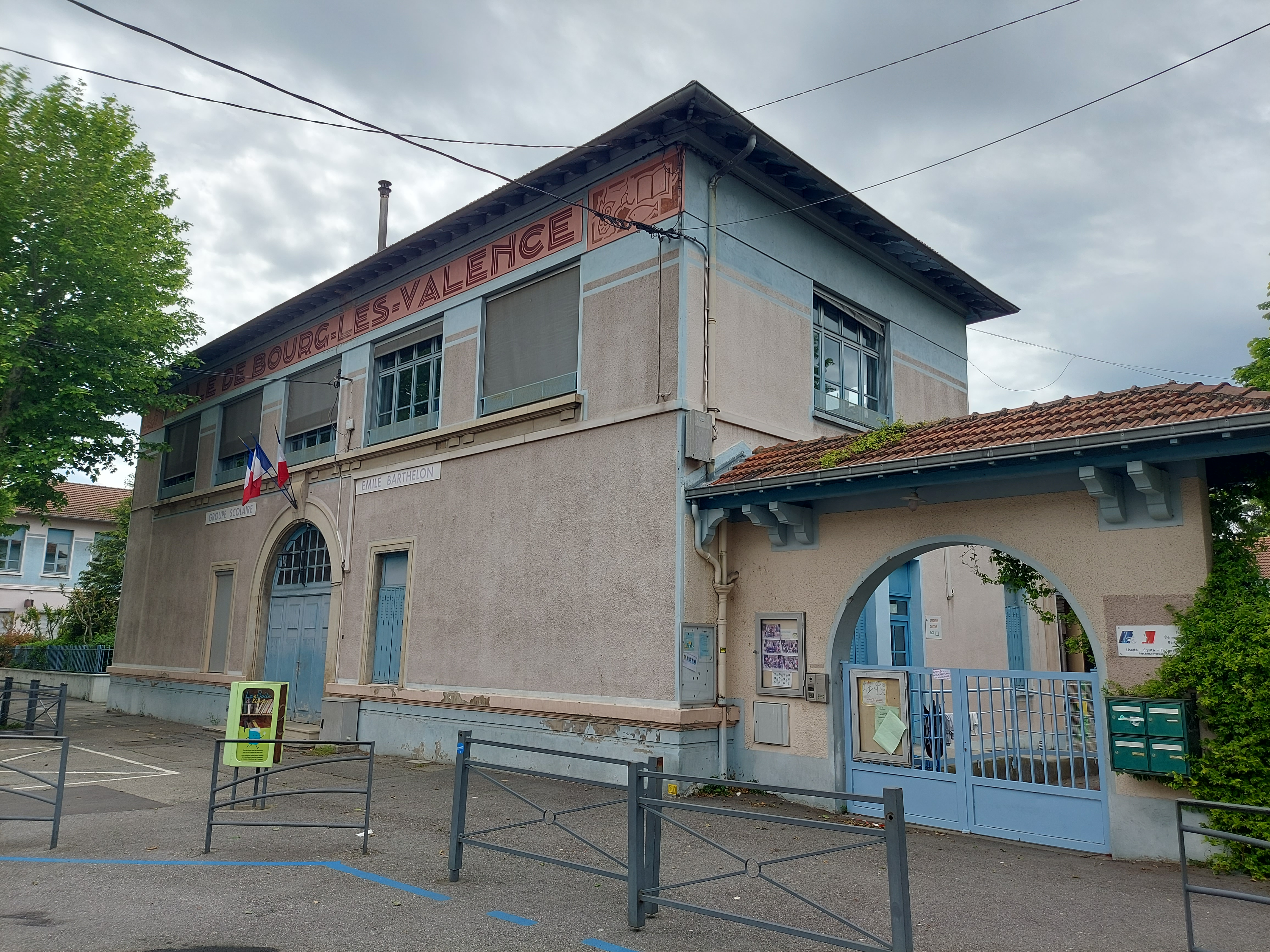
En 1933 fut créée la première école laïque mixte, filles d'un côté et garçons de l'autre, dans le quartier du Vieux-Bourg. Elle est l'œuvre de l'architecte drômois Henri Joulie. C'est l'actuel groupe scolaire Émile Barthelon.

Au XIXe siècle, la ville abritait une école primaire privée gérée par les frères des écoles chrétiennes à l'Armailler. Seuls les garçons dont les parents pouvaient financer les frais de scolarité y étaient admis.
La première école de filles fut créée à côté de l'église Saint-Pierre dans la maison du chapitre collégial tandis que celle des garçons, plus importante en taille, fut aménagée de l'autre côté, place de la Liberté. L'immeuble présente toujours un fronton avec la mention « École communale » et une fresque représentant la première école de garçons de la commune. C'est en 1933 que la première école mixte, filles d'un côté, garçons de l'autre, voit le jour quai Thannaron. Appelée d'abord école de l'Esplanade, cette construction de l'architecte drômois Henri Joulie a pris ensuite son nom actuel d'école Émile Barthelon en hommage au maire socialiste de Bourg-lès-Valence de 1928 à 1934.
La commune de Bourg-lès-Valence dispose de 8 groupes scolaires maternelles et élémentaires publiques :
- groupe scolaire Jacques Reynaud ;
- groupe scolaire de l'Armailler ;
- groupe scolaire Barthelon ;
- groupe scolaire Germain-Fraisse ;
- groupe scolaire Chony / Gilbert Pestre ;
- groupe scolaire Jean Moulin ;
- groupe scolaire Moulin d’Albon ;
- groupe scolaire Robert Monnet.

Il existe une école primaire privée :
- école Sainte-Thérèse.

#### Enseignement secondaire
- Le collège Gérard Gaud (anciennement collège du Moulin d'Albon) a été construit en 1973. Il porte le nom de l'ancien maire de Bourg-lès-Valence et sénateur de la Drôme depuis la fin des années 1990.
- Le lycée des Trois Sources est aménagé dans l'ancien château du Valentin[200].
- Le lycée agricole du Valentin, situé avenue de Lyon sur un domaine de 50 hectares, fait partie des EPLFPA (établissements publics locaux d’enseignement et de formation professionnelle agricoles).

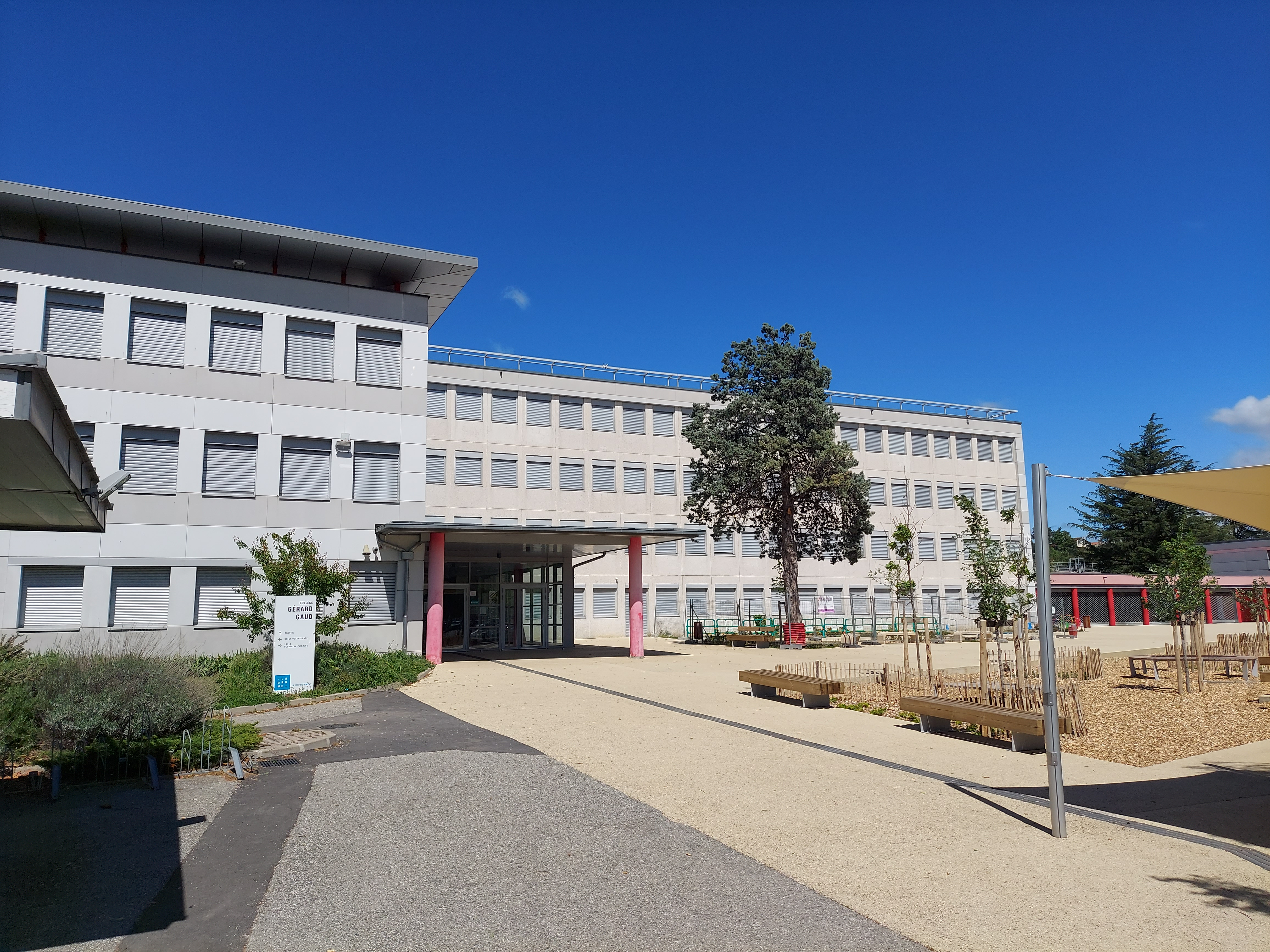
Collège Gérard Gaud.
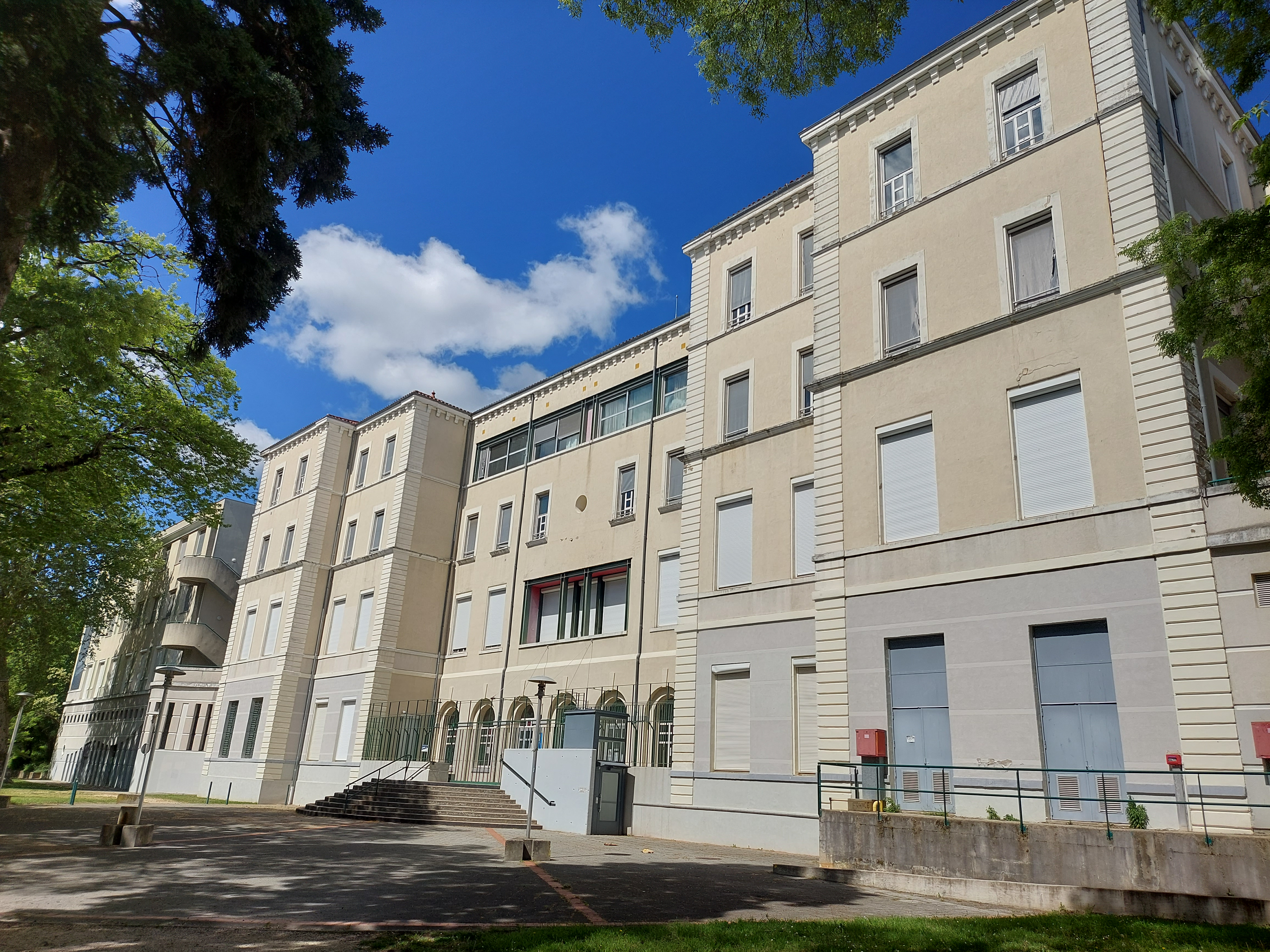
Lycée général et technologique Les Trois Sources.

### Santé
La commune de Bourg-lès-Valence fait face à un problème de désertification médicale (avec une moyenne de 2 praticiens pour 10 000 habitants). Le département de la Drôme a lancé la construction d'un Centre médical départemental de santé (CMDS) dans l'espoir d'attirer la venue de quatre médecins généralistes. Alors que l'ouverture était prévue à l'automne 2023, le chantier a pris du retard,. L'établissement situé route de Lyon devrait finalement ouvrir courant 2024.

### Loisirs
- Randonnées : GR 422[4].
- Rives du Rhône : pêche[128].
- Une voie verte est proposée le long du Rhône[4].

### Sports

#### Joutes nautiques
« L'origine des joutes nautiques, la plus vieille manifestation sportive bourcaine se perd dans la plus haute antiquité. C'est une forme des célèbres naumachies dont étaient friands les romains. Ce rite à l'origine d'inspiration religieuse comme bien d'autres, fut au cours des siècles codifié et simplifié. »

— André Blanc, archéologue, journaliste et historien local
En France, les premiers témoignages de cette pratique remontent en 1270 à Aigues-Mortes (Bouches-du-Rhône). Les témoignages se multiplièrent à partir du XVe siècle mais ce n'est qu'en 1960 que les joutes nautiques furent officiellement reconnu comme un sport.
Au XIXe siècle, les souffleurs de verre de l'usine Dériard apportèrent des règles empruntées à leur cité d'origine de Givors (Loire) en 1843. Le premier bassin de joutes fut installé sur le Rhône entre ladite verrerie et l'île aux Lapins (actuel île-parc Girodet), à l'emplacement de l'ancien port fluvial romain qui débutait en amont, face à l'emplacement de la verrerie pour se terminer en aval au début du quai Thannaron sous l'actuel groupe scolaire Barthelon.
En 1910 fut créée officiellement à Bourg-lès-Valence une société de sauvetage possédant une équipe de jouteurs. L'association « Espérance nautique » fut donnée Joseph Mayet qui fut élu plus tard maire de la commune de 1934 à 1939.
Chaque année, pendant les fêtes du Rhône lors du premier week-end du mois de juillet, des challenges de joute ont lieu à l'île-parc Girodet,.

#### Football
Bourg-lès-Valence dispose de trois terrains de football.
- Le stade municipal Joseph Claret accueille le siège social du Football Club Bourg-lès-Valence (FCBLV), club historique de la ville créé en 1937, et des matchs de l'Athletic Club de l'Allet (A.C.A).
- Le stade de l'île Girodet accueille des matchs du FCBLV ainsi que de l'Association sportive Homenetmen Bourg-lès-Valence (branche locale de l'organisation pan-arménienne de la diaspora consacrée au sport et au scoutisme).
- Le stade des Combeaux sert de terrain d'entrainement au FC Bourg-lès-Valence et à l'Athletic Club de l'Allet.

#### Tennis et padel
Créé en 1976, l'association sportive de tennis et padel a ses locaux au 15 rue des Loisirs. Elle bénéficie de 13 terrains : 9 terrains tennis, 5 terrains poreux, 4 terrains résine dont 3 couverts, et de 4 terrains padel dont 1 couvert.

#### Rugby
L'Union sportive Rhône XV a son siège au 78 avenue de Lyon et joue ses matchs au stade municipal Joseph Claret.

#### Sports de glisse
Le bowl en béton (hors-sol) a été inauguré en 2012 et construit à côté de l'ancien skatepark situé sur le parking de la Halle des sports des trois sources.

#### Pétanque
La pétanque bourcaine est basée au boulodrome Léon Moulins situé sur l'île-parc Girodet.

#### Handball
Le HandBall Bourg-lès-Valence (HBBLV) joue ses matchs au hall des sports des trois sources situé 106 chemin du Valentin.

#### Basketball
Le club de Valence Bourg Basket, basé au 300 avenue Jacques Brel, joue ses matchs au gymnase du COSEC (complexe sportif évolutif couvert).

#### Tennis de table
Le Valence Bourg Tennis de Table (VBTT) joue au COSEC.

#### Judo
Bourg-lès-Valence Judo, club fondé en 1969, est basé au dojo situé au 300 avenue Jacques Brel.

#### Escalade
Le gymnase du Valentin doté d'une structure artificielle d’escalade.

#### Athlétisme
La ville dispose de deux pistes d'athlétisme, l'une située au COSEC, l'autre située à côté du hall des sports des trois sources, chemin du Valentin.

#### Tir sportif
Le Cercle de tir sportif Bourg-lès-Valence (CTSBLV) est situé route des Combeaux.

#### Golf
Le golf des Chanalets héberge un parcours de 18 trous, un bar/restaurant, un practice, une école de golf, un putting green (zone d'entrainement au putt) et une salle de conférence.

#### Natation
La commune de Bourg-lès-Valence dispose d'une piscine municipale rue des Loisirs à proximité du collège Gérard Gaud.

### Médias

#### Presse écrite

L'hebdomadaire L'Agriculture drômoise, fondé en 1952, a son siège social basé à Bourg-lès-Valence.

- Le Dauphiné libéré, quotidien de la presse écrite régionale en France, dans son édition de Valence / Rhône Crussol / Vallée de la Drôme, traite l'actualité bourcaine. Le siège est situé 8 rue Baudin à Valence.
- Drôme Hebdo (Peuple libre) est un journal hebdomadaire catholique couvrant l'actualité de tout le département de la Drôme. Il possède son siège social au 7 rue Verdun à Valence.
- L'Écho Drôme-Ardèche (anciennement L'Écho le valentinois) est un journal économique fondé en 1976. Il couvre les deux départements précités. Son siège est au 45 place Jean Jaurès à Romans-sur-Isère.
- L'Agriculture drômoise, hebdomadaire agricole et rural, retrace chaque semaine l'actualité agricole et rurale du département de la Drôme. Fondé en juin 1952, l'hebdomadaire, dont le siège est implanté à Bourg-lès-Valence au 145 avenue Georges Brassens, tire à 3 000 exemplaires.

#### Radios
Deux radios associatives sont basées à Bourg-lès-Valence :
- Radio BLV est une radio associative locale non commerciale née en 1982 portée par l’Association pour la communication et l'information locale. La gouvernance de l’association est assurée par une équipe de bénévoles. Radio BLV émet sur le territoire de Valence Romans Agglo et un peu au-delà ainsi qu’autour de Saint-Péray (Ardèche). Son siège est au 18 rue Gay-Lussac. Radio BLV émet sur la bande FM 93.6[209].
- Radio A, la radio franco-arménienne de Drôme-Ardèche est l'une des premières radios de la diaspora arménienne. La radio a été fondée en 1982 à Bourg-lès-Valence. Elle émet sur la bande FM 97.8. Son siège est au 32 rue Pompéry à la Maison de la culture arménienne (MCA)[210].

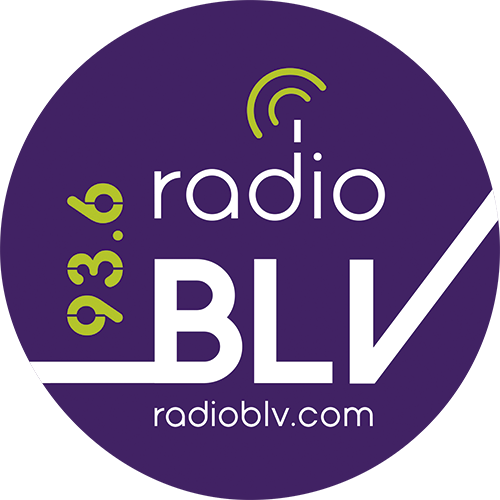
Radio BLV, une radio associative locale non commerciale fondée en 1982.
Radio A, la radio franco-arménienne en Drôme-Ardèche fondée en 1982.

#### Télévision
Un émetteur de télévision TDF (Télédiffusion de France) est installé à Bourg-lès-Valence dans le quartier de Talavard. Les autres émetteurs permettant de capter les chaines de la télévision numérique terrestre à Bourg-lès-Valence sont l'émetteur du mont Pilat, l'émetteur du mont Ventoux et l'émetteur de Saint-Romain-de-Lerps. La chaine de télévision locale est France 3 Auvergne-Rhône-Alpes dont le siège social est à Lyon.

#### Internet
Au deuxième trimestre 2023, 91,33 % des logements de Bourg-lès-Valence ont accès au très haut débit (THD) dont 91,21 % qui ont accès à un débit potentiel de plus de 1 Gbit/s. Le haut débit (entre 8 et 30 Mbit/s) concerne 5 % des Bourcains. 91,2 % des logements bourcains ont potentiellement accès à la fibre optique, déployée depuis 2015 par Orange (FRTE), et 96,76 % sont couverts par le réseau cuivre DSL. 3 % des habitants de la ville ont des difficultés d'accès à internet.

### Cultes

#### Catholicisme
- Église Saint-Pierre située Place de la Liberté

Pèlerinage catholique de Saint-Expédit : dernier dimanche de septembre.

#### Protestantisme

##### Chronologie de la présence protestante

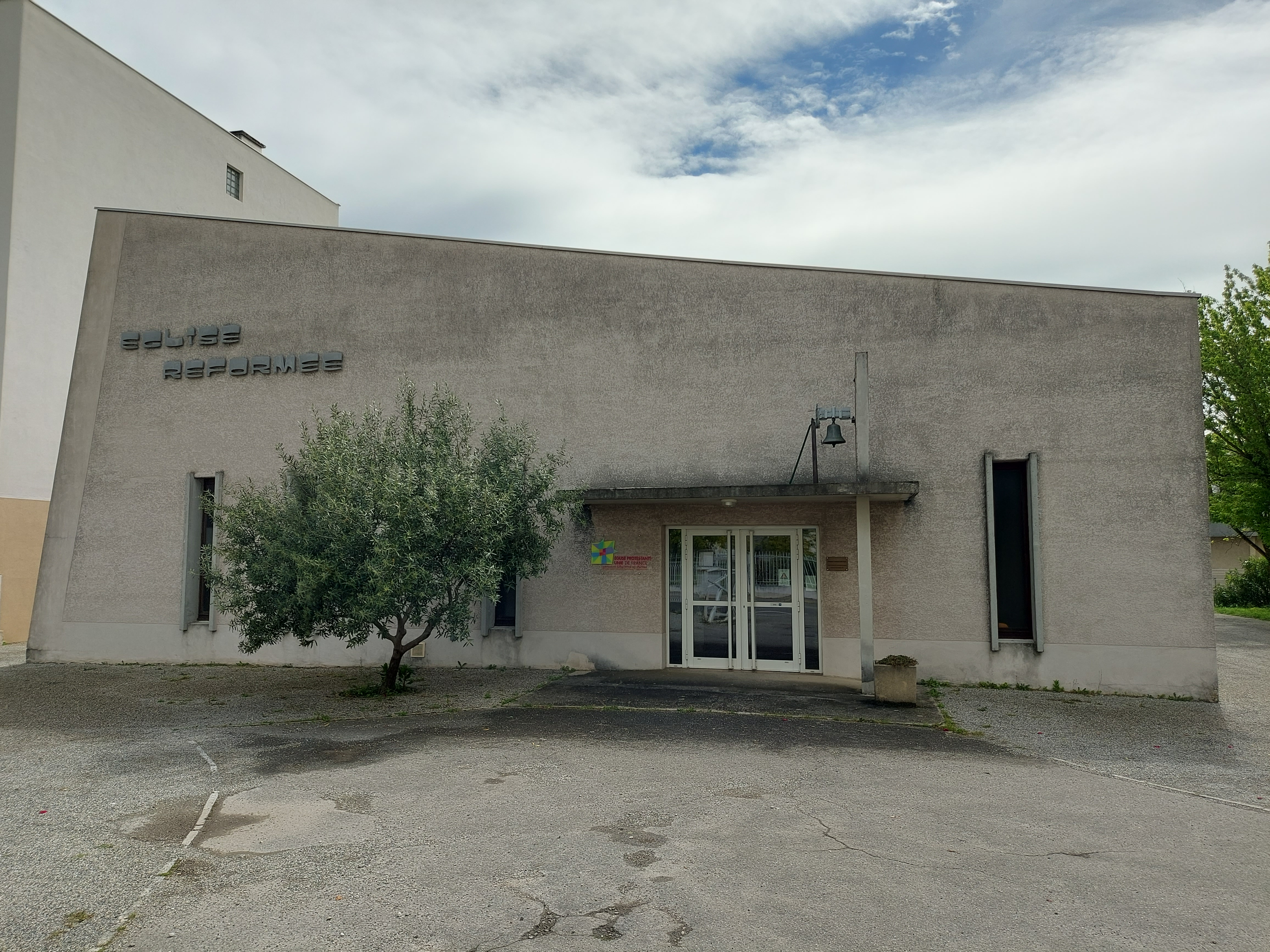
Église réformée de Bourg-lès-Valence située au 22 avenue Jean Moulin (construite en 1974).

- XVIe siècle : La présence protestante est ancienne à Bourg-lès-Valence ; elle remonte sans doute au XVIe siècle. Sur les registres consulaires de l'époque, des dépenses auraient été signées par Hierosme Salvay, ministre de la parole de Dieu.
- En 1860, des réunions commencent à se tenir à Bourg-lès-Valence en plus du culte dominical à Valence.
- En 1894, une salle de culte de 80 places située à la maison Lupano, rue de l'industrie, rassemble les protestants de la commune le jeudi soir.
- En 1900, Michet Mazet, professeur d'histoire, note la présence à Bourg-lès-Valence de 300 protestants recensés dans sa thèse de doctorat « Redressés et réveillés : les protestants de Drôme et d'Ardèche, sous le régime concordataire (1802-1905) ».
- En 1914, la Société centrale d'évangélisation délègue un pasteur pour la desservir la paroisse qui fut reconnut comme paroisse indépendante en 1922.
- En 1924, la salle du culte était située place de la Liberté avant de s'installer rue du Port dans le quartier du Vieux-Bourg.
- Les anciens locaux étant devenus trop exigus et après maintes réflexions quant à l'emplacement, la circonscription ecclésiastique qui englobe aussi Saint-Marcel-lès-Valence et Châteauneuf-sur-Isère lança la construction au 22 avenue Jean Moulin en 1974. Le nouveau temple fut inauguré le 16 novembre 1975[212].

##### Église évangélique arménienne
À la suite du génocide arménien perpétré par les Jeunes-Turcs à partir de 1915, les évangéliques arméniens rescapés et contraints à l'exil ont constitué des églises dans la plupart des pays d'accueil. Bénéficiant du soutien de la mission protestante alsacienne « Action chrétienne en Orient » et de l'Église réformée de France, plusieurs églises sont constituées à partir de 1924. L'église s'implante dans les années 1920 à Valence, déménage plusieurs fois (notamment rue Jonchère). Elle s'installe définitivement en 1978 sur la commune de Bourg-lès-Valence au 20 rue Roger Salengro.

## Économie
Environ neuf cents entreprises se sont installées, représentant des secteurs variés :
- Agroalimentaire : La Valentinoise, CRENO.
- Bâtiment (construction) : Ferreira.
- Énergie : CNR (hydro-électrique), France turbo (bois).
- Industrie : Spit, Imaje, Solystic, Oerlykon, Infologic, Biousse.
- Logistique : Rétif.
- Travaux publics : Giamatteo, Lyon agglos.

Dans le secteur de la création audiovisuelle, la commune figure parmi les principaux centres français de l'animation. L'ancienne cartoucherie de Bourg-lès-Valence a été réaménagée en Cour des Images, présenté comme un pôle d'excellence autour de l'image animée. Sont parmi les implantations sur ce site, le studio TeamTO (depuis 2008) et le studio Folimage (depuis mars 2009).
En 1992, l'agriculture est toujours présente : céréales, vergers, vignes, porcins.
Des marchés de quartier se tiennent chaque semaine :
- avenue Jean-Moulin le mercredi de 7 h 30 à 12 h 30[216] ;
- sur le boulevard Général-de-Gaulle le dimanche de 8 h à 12 h 30[217].

### Tourisme
La commune de Bourg-lès-Valence dispose de 6 établissements hôteliers mais ne dispose pas de camping ou d'autres hébergements collectifs (résidence de tourisme, village vacances - maison familiale, auberge de jeunesse - centre sportif) au 1er janvier 2024.
| Nombre d'hôtels | Hôtels | Chambres |
| --------------- | ------ | -------- |
| Ensemble        | 6      | 295      |
| 1 étoile        | 1      | 31       |
| 2 étoiles       | 2      | 134      |
| 3 étoiles       | 3      | 130      |
| 4 étoiles       | 0      | 0        |
| 5 étoiles       | 0      | 0        |
| Non classé      | 0      | 0        |

Un établissement hôtelier est labelisé clef verte destiné à certifier des hébergements touristiques dans le respect de l'environnement. Cette démarche entre dans la dynamique du tourisme durable.

### Revenus de la population et fiscalité
|                                                                   | 2021   |
| ----------------------------------------------------------------- | ------ |
| Nombre de ménages fiscaux                                         | 8 974  |
| Nombre de personnes dans les ménages fiscaux                      | 19 139 |
| Médiane du revenu disponible par unité de consommation (en euros) | 22 050 |
| Part des ménages fiscaux imposés                                  | 50 %   |

|                 | Taux en % |
| --------------- | --------- |
| Ensemble        | 16        |
| Moins de 30 ans | 21        |
| De 30 à 39 ans  | 20        |
| De 40 à 49 ans  | 21        |
| De 50 à 59 ans  | 16        |
| De 60 à 74 ans  | 11        |
| 75 ans ou plus  | 9         |

|              | Taux en % |
| ------------ | --------- |
| Ensemble     | 16        |
| Propriétaire | 7         |
| Locataire    | 32        |

|                                          | part en % |
| ---------------------------------------- | --------- |
| Ensemble                                 | 100,0     |
| Revenus d'activité                       | 68,9      |
| dont salaires et traitements             | 61,6      |
| dont indemnités de chômage               | 3,3       |
| dont revenus des activités non salariées | 4,0       |
| Pensions, retraites et rentes            | 31,8      |
| Revenus du patrimoine et autres revenus  | 7,4       |
| Ensemble des prestations sociales        | 6,6       |
| dont prestations familiales              | 2,1       |
| dont minima sociaux                      | 3,0       |
| dont prestations logement                | 1,5       |
| Impôts                                   | −14,7     |

|                            | Ensemble | Femmes | Hommes |
| -------------------------- | -------- | ------ | ------ |
| Ensemble                   | 14,5     | 13,1   | 15,5   |
| Cadres*                    | 24,2     | 20,4   | 26,0   |
| Professions intermédiaires | 15,4     | 14,5   | 16,0   |
| Employés                   | 11,5     | 11,3   | 11,9   |
| Ouvriers                   | 11,8     | 10,8   | 12,0   |

* Cadres, professions intellectuelles supérieures et chefs d'entreprises salariés

### Emploi
|                                                    | 2009   | 2014   | 2020   |
| -------------------------------------------------- | ------ | ------ | ------ |
| Ensemble                                           | 11 936 | 12 034 | 11 933 |
| Actifs en %                                        | 72,0   | 73,6   | 74,6   |
| Actifs ayant un emploi en %                        | 62,9   | 62,6   | 64,0   |
| Chômeurs en %                                      | 9,1    | 10,9   | 10,6   |
| Inactifs en %                                      | 28,0   | 26,4   | 25,4   |
| Élèves, étudiants et stagiaires non rémunérés en % | 9,7    | 9,4    | 9,5    |
| Retraités ou préretraités en %                     | 9,6    | 8,3    | 6,5    |
| Autres inactifs en %                               | 8,8    | 8,8    | 9,3    |

|             | Population | Actifs | Taux d'activité en % | Actifs ayant un emploi | Taux d'emploi en % |
| ----------- | ---------- | ------ | -------------------- | ---------------------- | ------------------ |
| Ensemble    | 11 933     | 8 906  | 74,6                 | 7 642                  | 64,0               |
| 15 à 24 ans | 2 249      | 1 024  | 45,5                 | 779                    | 34,7               |
| 25 à 54 ans | 7 118      | 6 394  | 89,8                 | 5 515                  | 77,5               |
| 55 à 64 ans | 2 566      | 1 489  | 58,0                 | 1 347                  | 52,5               |
| Hommes      | 5 877      | 4 528  | 77,0                 | 3 985                  | 67,8               |
| 15 à 24 ans | 1 116      | 542    | 48,5                 | 423                    | 37,9               |
| 25 à 54 ans | 3 477      | 3 239  | 93,2                 | 2 881                  | 82,8               |
| 55 à 64 ans | 1 284      | 747    | 58,2                 | 682                    | 53,1               |
| Femmes      | 6 055      | 4 378  | 72,3                 | 3 657                  | 60,4               |
| 15 à 24 ans | 1 133      | 482    | 42,6                 | 357                    | 31,5               |
| 25 à 54 ans | 3 641      | 3 154  | 86,6                 | 2 635                  | 72,4               |
| 55 à 64 ans | 1 282      | 741    | 57,8                 | 666                    | 51,9               |

Le taux d'emploi des femmes dans la population active (de 15 à 64 ans) est de 7,4 % inférieur à celui des hommes à Bourg-lès-Valence en 2020.
Le taux d'emploi des séniors (55 à 64 ans) est de 52,5 % en 2020.
|                                                   | 2009  | dont actifs ayant un emploi | 2014  | dont actifs ayant un emploi | 2020  | dont actifs ayant un emploi |
| ------------------------------------------------- | ----- | --------------------------- | ----- | --------------------------- | ----- | --------------------------- |
| Ensemble                                          | 8 601 | 7 511                       | 8 852 | 7 538                       | 8 905 | 7 643                       |
| dont                                              |       |                             |       |                             |       |                             |
| Agriculteurs exploitants                          | 44    | 40                          | 29    | 22                          | 32    | 32                          |
| Artisans, commerçants, chefs d'entreprise         | 502   | 415                         | 516   | 467                         | 431   | 374                         |
| Cadres et professions intellectuelles supérieures | 939   | 907                         | 1 145 | 1 090                       | 1 223 | 1 177                       |
| Professions intermédiaires                        | 2 192 | 2 030                       | 2 342 | 2 131                       | 2 276 | 2 080                       |
| Employés                                          | 2 840 | 2 466                       | 2 740 | 2 275                       | 2 781 | 2 318                       |
| Ouvriers                                          | 2 022 | 1 654                       | 1 951 | 1 553                       | 2 048 | 1 662                       |

|                                 | 2009  | 2014  | 2020  |
| ------------------------------- | ----- | ----- | ----- |
| Nombre de chômeurs              | 1 081 | 1 318 | 1 264 |
| Taux de chômage en %            | 12,6  | 14,9  | 14,2  |
| Taux de chômage des 15 à 24 ans | 22,0  | 32,8  | 23,9  |
| Taux de chômage des 25 à 54 ans | 11,3  | 13,8  | 13,7  |
| Taux de chômage des 55 à 64 ans | 10,8  | 8,1   | 9,5   |

|                                                                  | Taux de chômage en % |
| ---------------------------------------------------------------- | -------------------- |
| Aucun diplôme ou certificat d'études primaires                   | 27,0                 |
| BEPC, brevet des collèges, DNB                                   | 24,0                 |
| CAP, BEP ou équivalent                                           | 15,0                 |
| Baccalauréat, brevet professionnel ou équivalent                 | 14,1                 |
| Diplôme de l'enseignement supérieur de niveau bac + 2            | 11,8                 |
| Diplôme de l'enseignement supérieur de niveau bac + 3 ou bac + 4 | 8,5                  |
| Diplôme de l'enseignement supérieur de niveau bac + 5 ou plus    | 6,2                  |

Plus le niveau d'étude est élevé, moins le taux de chômage est important.
|                    | 2009  | %     | 2014  | %     | 2020  | %     |
| ------------------ | ----- | ----- | ----- | ----- | ----- | ----- |
| Ensemble           | 7 483 | 100,0 | 7 237 | 100,0 | 7 140 | 100,0 |
| Salariés           | 6 777 | 90,6  | 6 476 | 89,5  | 6 371 | 89,2  |
| dont femmes        | 2 976 | 39,8  | 2 845 | 39,3  | 2 920 | 40,9  |
| dont temps partiel | 1 325 | 17,7  | 1 267 | 17,5  | 1 232 | 17,2  |
| Non-salariés       | 706   | 9,4   | 760   | 10,5  | 770   | 10,8  |
| dont femmes        | 221   | 3,0   | 248   | 3,4   | 293   | 4,1   |
| dont temps partiel | 90    | 1,2   | 107   | 1,5   | 129   | 1,8   |

En 2020, 6 371 personnes (soit 89,2 % de la population active) avaient un emploi salarié.
|                                                   | Nombre | %     |
| ------------------------------------------------- | ------ | ----- |
| Ensemble                                          | 7 302  | 100,0 |
| Agriculteurs exploitants                          | 45     | 0,6   |
| Artisans, commerçants, chefs entreprise           | 424    | 5,8   |
| Cadres et professions intellectuelles supérieures | 1 420  | 19,5  |
| Professions intermédiaires                        | 2 179  | 29,8  |
| Employés                                          | 1 720  | 23,6  |
| Ouvriers                                          | 1 514  | 20,7  |

|                                                   | 2009 | 2014 | 2020 |
| ------------------------------------------------- | ---- | ---- | ---- |
| Agriculteurs exploitants                          | 0,7  | 0,3  | 0,6  |
| Artisans, commerçants, chefs entreprise           | 6,1  | 6,6  | 5,8  |
| Cadres et professions intellectuelles supérieures | 17,6 | 18,2 | 19,5 |
| Professions intermédiaires                        | 27,1 | 30,0 | 29,8 |
| Employés                                          | 23,8 | 22,8 | 23,6 |
| Ouvriers                                          | 24,6 | 22,0 | 20,7 |

Entre 2009 et 2020, la part d'ouvriers dans la population active a baissé de 3,9 %. Les parts de cadres et de professions intermédiaires ont augmenté respectivement de 1,9 % et de 2,7 %. La part des autres catégories socioprofessionnelles est restée stable.
|                                                              | 2009  | 2009   | 2014  | 2014   | 2020  | 2020             | 2020               | 2020 |
| Nombre                                                       | %     | Nombre | %     | Nombre | %     | dont femmes en % | dont salariés en % |      |
| ------------------------------------------------------------ | ----- | ------ | ----- | ------ | ----- | ---------------- | ------------------ | ---- |
| Ensemble                                                     | 7 567 | 100,0  | 7 244 | 100,0  | 7 302 | 100,0            | 44,6               | 90,2 |
| Agriculture                                                  | 81    | 1,1    | 37    | 0,5    | 73    | 1,0              | 42,7               | 57,2 |
| Industrie                                                    | 2 470 | 32,6   | 2 025 | 28,0   | 1 756 | 24,0             | 29,0               | 95,9 |
| Construction                                                 | 678   | 9,0    | 666   | 9,2    | 534   | 7,3              | 16,6               | 89,4 |
| Commerce, transports, services divers                        | 2 846 | 37,6   | 3 019 | 41,7   | 3 261 | 44,7             | 44,7               | 87,9 |
| Administration publique, enseignement, santé, action sociale | 1 493 | 19,7   | 1 497 | 20,7   | 1 677 | 23,0             | 69,6               | 90,5 |

Entre 2009 et 2020, le secteur de l'industrie a connu une baisse en nombre d'emplois (de 2 470 à 1 756) soit une baisse de 8,6 % en part de la population active pour atteindre 24 % en 2020 (32,6 % en 2009). Durant la même période, la part du commerce, transports et services divers a augmenté de 7,1 % (de 2 846 à 3 261 emplois) et celle de l'administration publique, enseignement, santé et action sociale a augmenté de 4,3 % (passant de 1 493 à 1 677 emplois).
En 2020, la part de femmes dans les secteurs de l'industrie et de la construction est très minoritaire (respectivement 29 % et 16,6 %). À l'inverse, la part de femmes dans l'administration publique, l'enseignement, la santé et de l'action sociale est très majoritaire (69,6 %).

## Environnement

### Émissions de gaz à effet de serre
|                        | Tonnes équivalent CO2 | en pourcentage |
| ---------------------- | --------------------- | -------------- |
| Ensemble               | 69 046                | 100            |
| Routier                | 28 775                | 42             |
| Résidentiel            | 19 561                | 28             |
| Industrie hors énergie | 10 567                | 15             |
| Tertiaire              | 8 281                 | 12             |
| Énergie                | 987                   | 1              |
| Agriculture            | 769                   | 1              |
| Autres transports      | 103                   | 0,15           |

### Qualité de l'air

#### Limitation de la vitesse sur l'autoroute A7

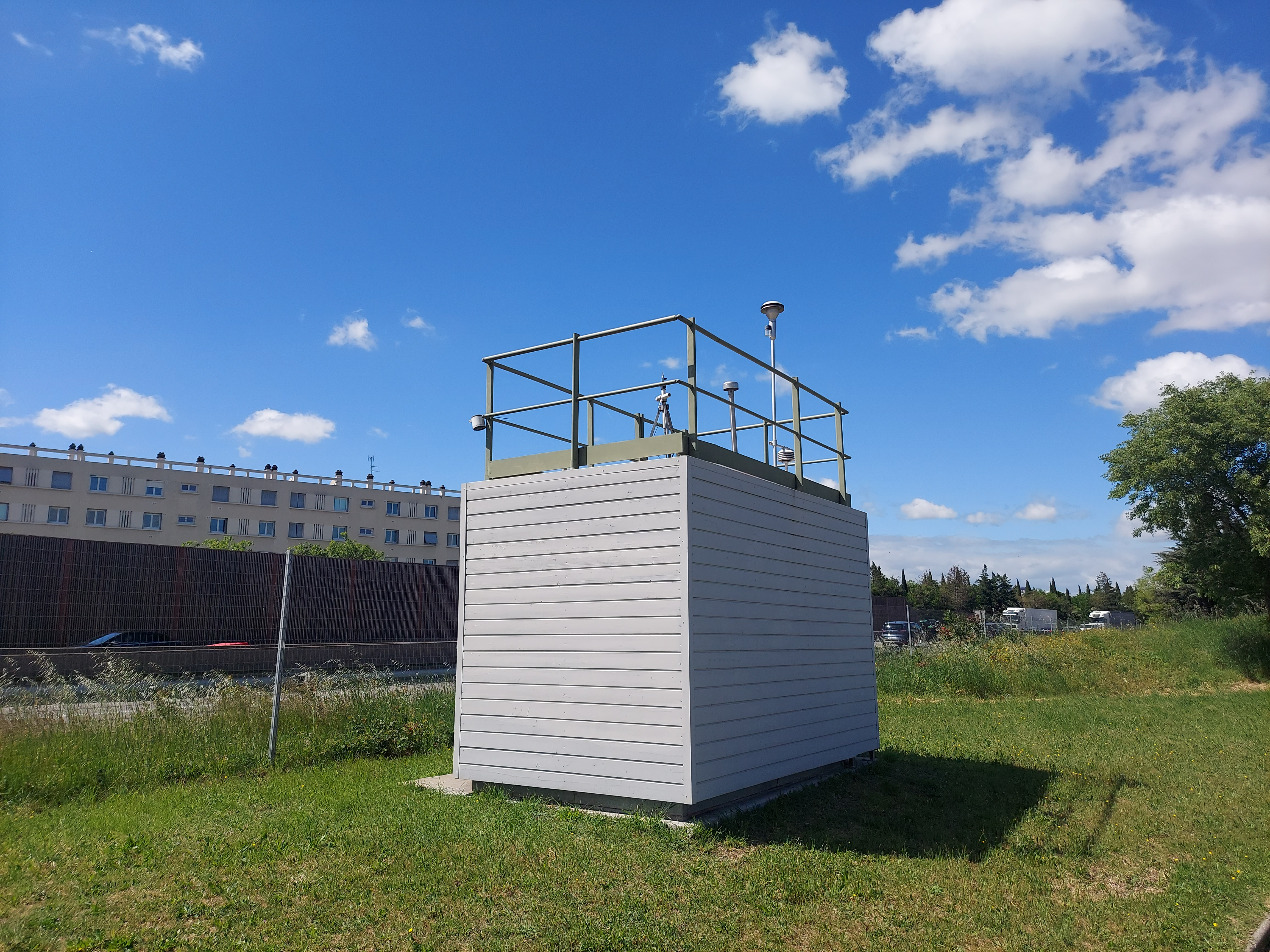
La station de mesure de la qualité de l'air appelée A7 Valence Est est située rue des Corsaires, à Bourg-lès-Valence.

Dans un rapport de mai 2018, l'association Fédération Atmo France note que les seuils réglementaires (de dioxyde d'azote, de particules fines et d'ozone) sont dépassés de manière récurrente. Les zones de proximité routière sont particulièrement touchées par la pollution.
Depuis son installation, la station de mesures de qualité de l’air « Valence trafic » ou « A7 Valence Est » située en bordure de l’autoroute A7 sur la commune de Bourg-lès-Valence dépasse chaque année la valeur limite annuelle fixée dans le cadre européen pour le dioxyde d’azote (NO2). Dans l'agglomération valentinoise, le secteur des transports est responsable des deux tiers des émissions de dioxyde d'azote.
La station de Bourg-lès-Valence mesure également la concentration en particules fines de taille inférieure à 10 μm (micromètres), exprimée en μg/m3 et la concentration en particules fines de taille inférieure à 2,5 μm, également en μg/m3. Dans l'agglomération valentinoise, le secteur des transports est responsable d'un quart des émissions de particules fines (inférieures à 2,5 μm).
L'association Fédération Atmo France rappelle que la France est depuis juin 2015 soumise à une mise en demeure de la commission européenne pour non-respect des valeurs réglementaires pour le dioxyde d'azote sur plusieurs zones de la région Auvergne Rhône-Alpes.
C'est dans ce contexte qu'à la demande du maire de Valence, Nicolas Daragon, la limitation de vitesse sur l'autoroute A7 a été abaissée de 110 à 90 km/h sur une périmètre de six kilomètres sur les communes de Valence et Bourg-lès-Valence en juin 2016. La mesure, d'abord expérimentale, a été reconduite et devient permanente.
Selon les premiers éléments d'analyse, l'abaissement de la vitesse sur l'autoroute A7 a permis une baisse de 13 % des émissions de dioxyde d'azote. En revanche, pour les autres polluants, la diminution est beaucoup plus modeste. Le rapport Atmo conclut que « la mise en place de cette action permet de réduire l’exposition des populations riveraines, mais n’est pas suffisante pour que l’ensemble du territoire respecte la valeur réglementaire de manière pérenne ». Le rapport préconise des mesures pour résorber la pollution due au trafic comme la baisse de limitation de vitesse, la circulation différenciée, l’accélération du renouvellement du parc automobile, ou encore la promotion du covoiturage.

#### L'agglomération Valence-Romans fortement exposée aux polluants
L'association Fédération Atmo France, observatoire de la qualité de l'air en région Auvergne-Rhône-Alpes, a placé Valence Romans Agglo dans la catégorie des agglomérations les plus exposées aux polluants en Auvergne-Rhône-Alpes.

« Dans le détail, l'agglomération lyonnaise reste de loin la plus polluée. Mais Valence est juste derrière Grenoble pour les concentrations de dioxyde d'azote qui est principalement lié à la circulation. 93 % des habitants de l'agglo Valence-Romans sont exposés à des niveaux supérieurs aux recommandations sanitaires de l'Organisation mondiale de la santé. C'est pire pour les particules fines émises surtout par le chauffage au bois : 100 % des habitants y sont surexposés. En été, il faut ajouter des pics de pollution à l'ozone qui touchent l'ensemble de la Drôme et de l'Ardèche. »

— France Bleu Drôme Ardèche, 30 avril 2023

### Qualité de l'eau et du réseau d'eau potable

#### La Barberolle

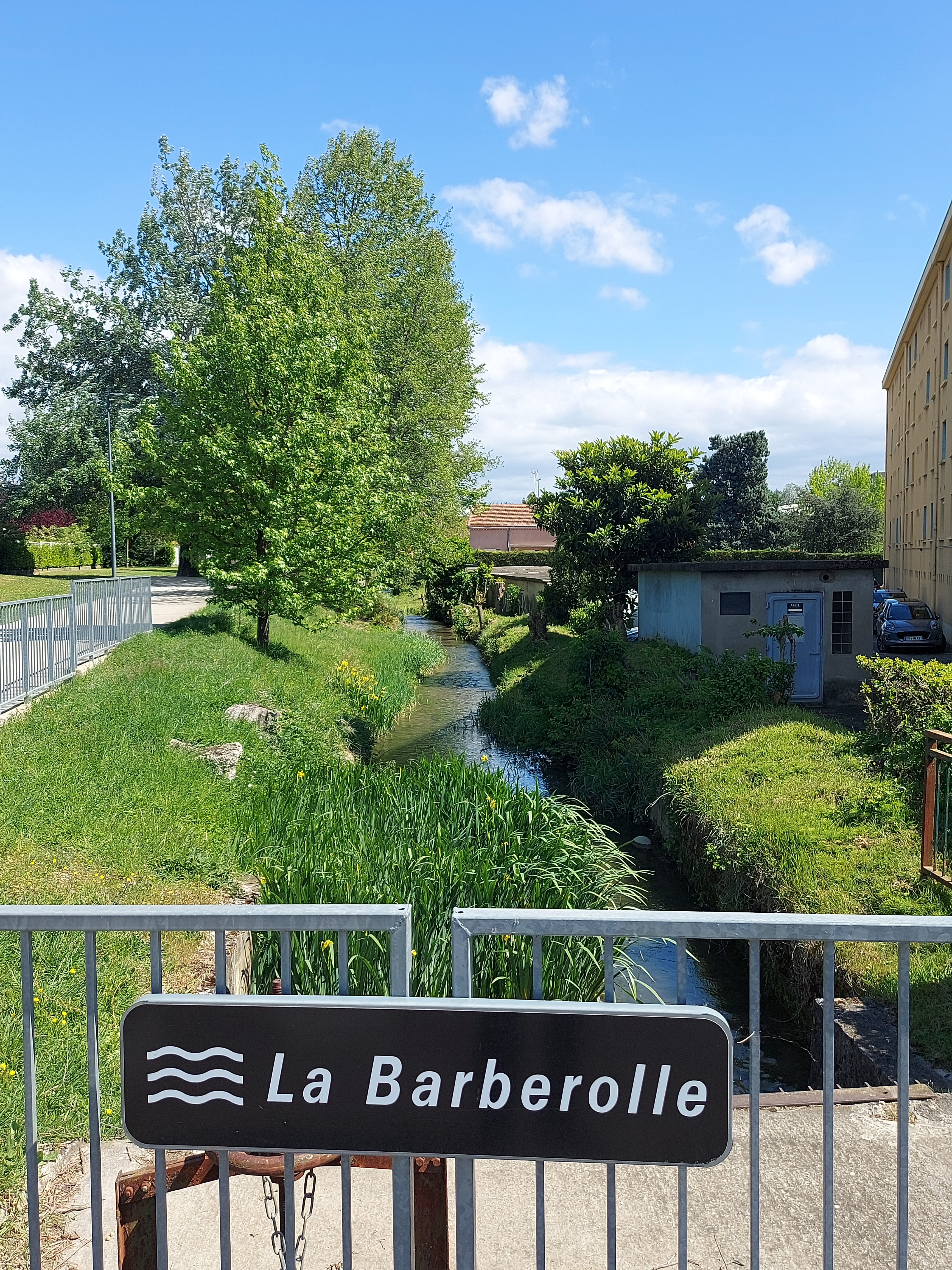
La Barberolle à hauteur du collège Gérard Gaud à Bourg-lès-Valence.

Pour analyser la qualité de l'eau des eaux et milieux aquatiques, il faut prendre en compte deux éléments : l'état chimique et l'état écologique. Selon Eau France, le service public d'information sur l'eau, l’état chimique est déterminé par le respect de normes portant, en 2013, sur 41 substances toxiques. L’état écologique quant à lui prend en compte la faune et la flore aquatique, certaines substances chimiques et l’état physique des cours d’eau (berges, barrages...).
La Barberolle est en mauvaise qualité chimique. En gros, c'est la pollution qui la dégrade. C'est la seule rivière dans la catégorie rouge de la Drôme.

« Avec les élus, nous avons parcouru une grande partie du cours d'eau. Quand l'eau sort tout droit du Vercors, elle est très claire, on peut la boire ! Plus on avance vers l'aval, la partie urbaine, plus la qualité se dégrade. »

— Nathalie Nieson, vice-présidente chargée du cycle de l'eau au sein de l'agglomération, 27 juillet 2021.
Les causes invoquées sont l'eau qui draine certains polluants sur les trottoirs, les combustions, les gaz, certains produits utilisés par les agriculteurs, etc.
Si l'état chimique de la Barberolle est mauvais, l'état écologique s'est en revanche amélioré entre 2018 et 2021, passant de mauvais à moyen.

#### Eau potable
D'après l'agence régionale de santé (ARS), trois captages d'alimentation en eau potable sont implantés sur le territoire communal : le captage des Combeaux et les captages de Tourtelle (I et II). Le premier est en fonctionnement, le second est maintenu en cas de problème, le troisième est abandonné.
Le captage « Les Combeaux »  alimente une grande partie des habitants de la commune de Bourg-lès-Valence. Ce captage est constitué de 4 pompes d'un débit unitaire de 160 mètres cubes par heure. Alternativement, trois pompes fonctionnent simultanément quand la quatrième est au repos. Le captage puise dans deux nappes : la nappe alluvionnaire du Rhône et une nappe provenant du massif du Vercors. L'aire d'alimentation du captage correspond à la zone en surface sur laquelle l'eau qui s'infiltre ou ruisselle alimente le captage. Sa surface est d'environ 648 hectares (zone bleue représentée sur la carte ci-dessous). La zone de protection (zone en rose) est issue du croisement de la vulnérabilité intrinsèque et du diagnostic des pressions agricoles. Sa surface est de 590 hectares.
Une partie au nord de la commune de Bourg-lès-Valence est alimentée par le syndicat intercommunal des eaux de la plaine de Valence (SIEPV) tandis qu'une petite partie au sud est alimentée par la compagnie générale des eaux (CGE) de Valence.
Une station de dénitrification a été construite par Degrémont, actuel Suez. Son débit moyen est de 6 000 mètres cubes par jour.
En janvier 2014, des relevés effectués ont fait état de taux de nitrates supérieurs aux seuils autorisés (50 milligrammes par litre) en raison d'une pollution d'origine agricole. La situation est dénoncée par la fédération Rhône-Alpes de protection de la nature (FRAPNA) qui pointe notamment l'environnement de la station de pompage situé à proximité de champs de maïs. Aucune communication ou mesure de substitution n'ont été réalisées par la municipalité pour prévenir les habitants de la commune que l'eau était impropre à la consommation.
- Captage des Combeaux à Bourg-lès-Valence - La zone bleue représente l'aire d'alimentation du captage tandis que la zone rose représente la zone de protection du captage[240].

Selon les informations publiées par Eau France, deux facteurs sont importants pour la qualité de l'eau potable : la conformité physico-chimique et la conformité microbiologique. L'eau potable à Bourg-lès-Valence est conforme à 100 % pour ces deux facteurs. La protection de la ressource en eau est assurée à 80 %. Cet indicateur traduit l'avancement des démarches administratives et de terrain mises en œuvre pour protéger les points de captage.
En 2022, les pertes en réseau à Bourg-lès-Valence sont de 8,8 mètres cubes par kilomètre par jour (contre 2,3 m3/km/jour en moyenne nationale en 2023).
| 2020  | 2021 | 2022 |
| ----- | ---- | ---- |
| 10,00 | 9,00 | 8,80 |

Le rendement du réseau de distribution est de 72,7 % (contre 75,5 % en moyenne en 2023).
| 2020  | 2021  | 2022  |
| ----- | ----- | ----- |
| 72,00 | 72,50 | 72,70 |

Il faut prendre en compte que 9,1 m3/km/jour des volumes d'eau en 2022 ne font pas l'objet d'un comptage (contre 2,9 m3/km/jour en moyenne en 2023).
| 2020  | 2021 | 2022 |
| ----- | ---- | ---- |
| 10,20 | 9,20 | 9,10 |

En 2022, le renouvellement des réseaux d'eau potable est de 0,23 % (contre 1,16 % en moyenne en 2023).
| 2021 | 2022 |
| ---- | ---- |
| 0,08 | 0,23 |

En 2022, le réseau d'eau potable à Bourg-lès-Valence présente un retard comparé à la moyenne nationale en ce qui concerne les pertes en réseau, le rendement du réseau d'eau potable et les volumes d'eau non comptés.
En revanche, la connaissance et gestion des réseaux d'eau potable à Bourg-lès-Valence est de 105 points en 2022 (contre 101 points en moyenne en 2023).
Cet indicateur évalue, sur une échelle de 0 à 120 points, à la fois :
- le niveau de connaissance du réseau et des branchements ;
- l'existence d'une politique de renouvellement pluri-annuelle du service d'eau potable.

| 2020 | 2021 | 2022 |
| ---- | ---- | ---- |
| 70   | 70   | 105  |

La dureté de l'eau est liée à la nature géologique des sols. Dans les environs de Valence, le sous-sol est calcaire ; l'eau est caractérisée par un titre hydrotimétrique entre 20 et 30 °f, correspondant à une eau dure. En 2024, le titre hydrotimétrique de l'eau de Bourg-lès-Valence est mesuré à 32,28 °f.

## Culture locale et patrimoine

### Lieux et monuments
- Ancienne collégiale Saint-Pierre (romane, du XIIe siècle) : le maître-autel date du XVIIe siècle[128]. C'est l'une des plus anciennes églises du Valentinois : sépulture des évêques. Elle fut détruite au cours des guerres de religion en 1597, plusieurs fois reconstruite, a subi d'importantes modifications aux XIXe et XXe siècles, notamment des peintures murales du peintre et sculpteur André Deluol[réf. nécessaire].
- Château du Valentin[128] : château épiscopal construit en 1668[réf. nécessaire].
- Château de Champrousset[128].
- Château des Chanalets (époque moderne)[réf. nécessaire].
- Ancienne cartoucherie de Bourg-lès-Valence, réaménagée en Cour des Images, centre de création de l'image animée[réf. nécessaire].
- Fontaine Sanial, monument de pierre blanche dans le quartier du Vieux-Bourg. Deux petites fontaines s'élèvent au sud et au nord du socle en calcaire. L'eau sortait de la gueule de deux dauphins dressés pour couler dans des vasques en forme de coquilles. Ces éléments décoratifs sont en bronze[246]. Sur la face Est de la fontaine, il est gravé : « La source Ste Estève, dont les eaux pures et salutaires alimentent les fontaines publiques du Bourg-lès-Valence, a été concédée par M. Noël Sanial, manufacturier en cette commune, suivant acte de donation en date du 29 mars 1853. Souscription publique en 1865. », tandis que sur la face ouest est gravé : « Les travaux d'établissement des fontaines publiques du Bourg-lès-Valence ont été exécutés en 1853 sous l'administration municipale de MM. Thannaron Albin Pierre, maire, Charetier Jean Baptiste, adjoint, Céas Jules, adjoint et sous la direction de M. Fabre Pierre Joseph, agent voyer communal. »

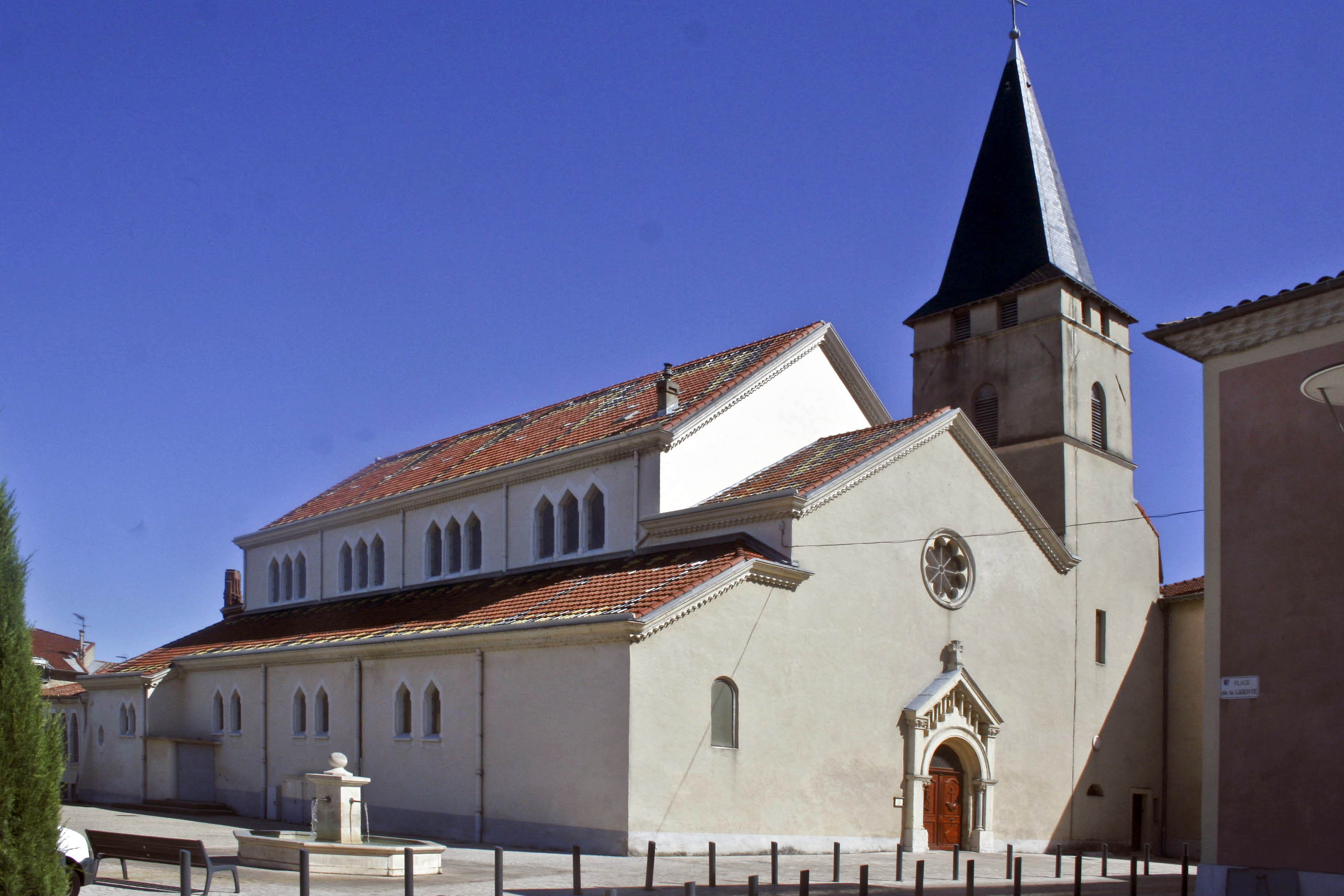
Église Saint-Pierre.
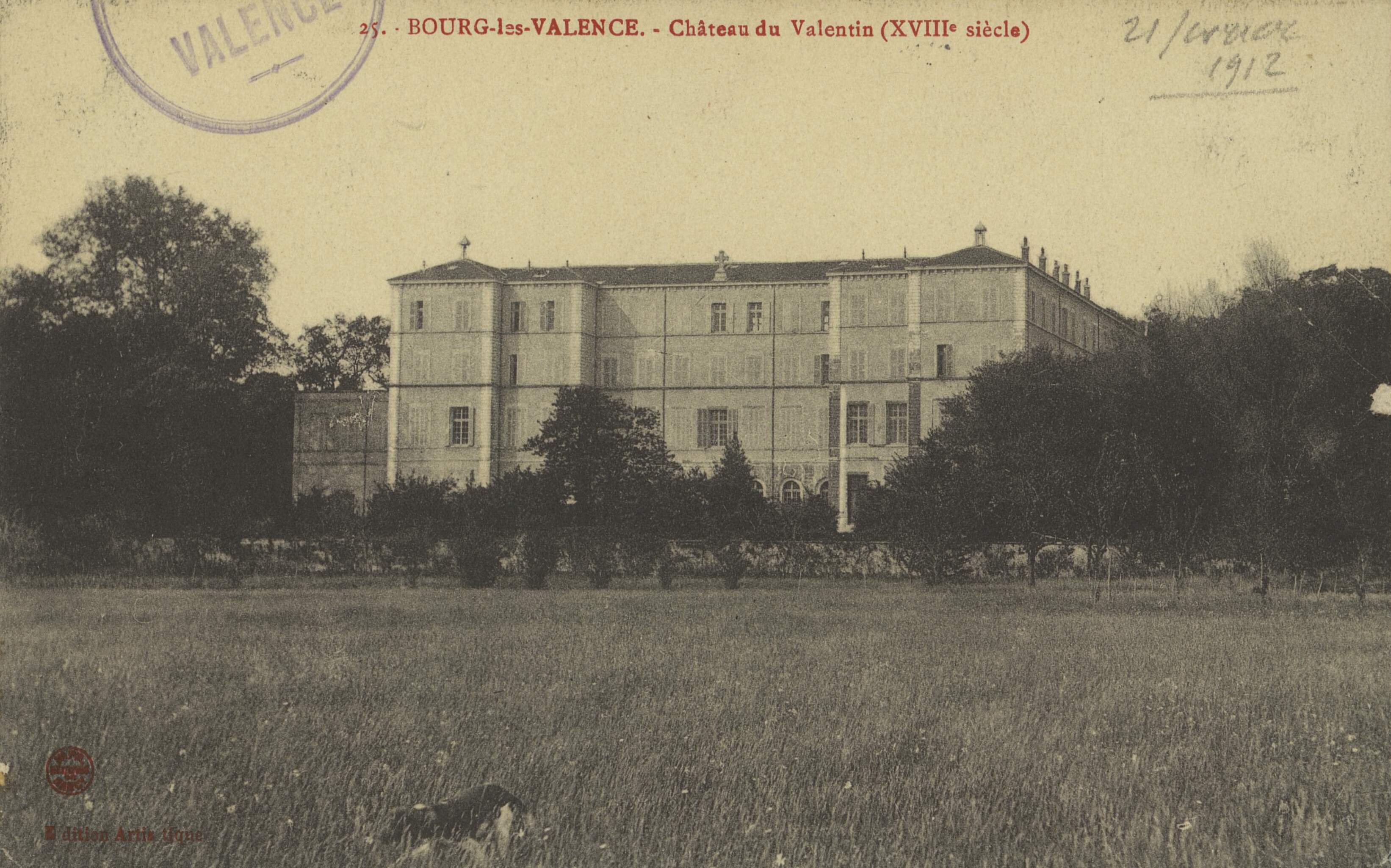
Ancien château du Valentin (XVIIIe siècle).
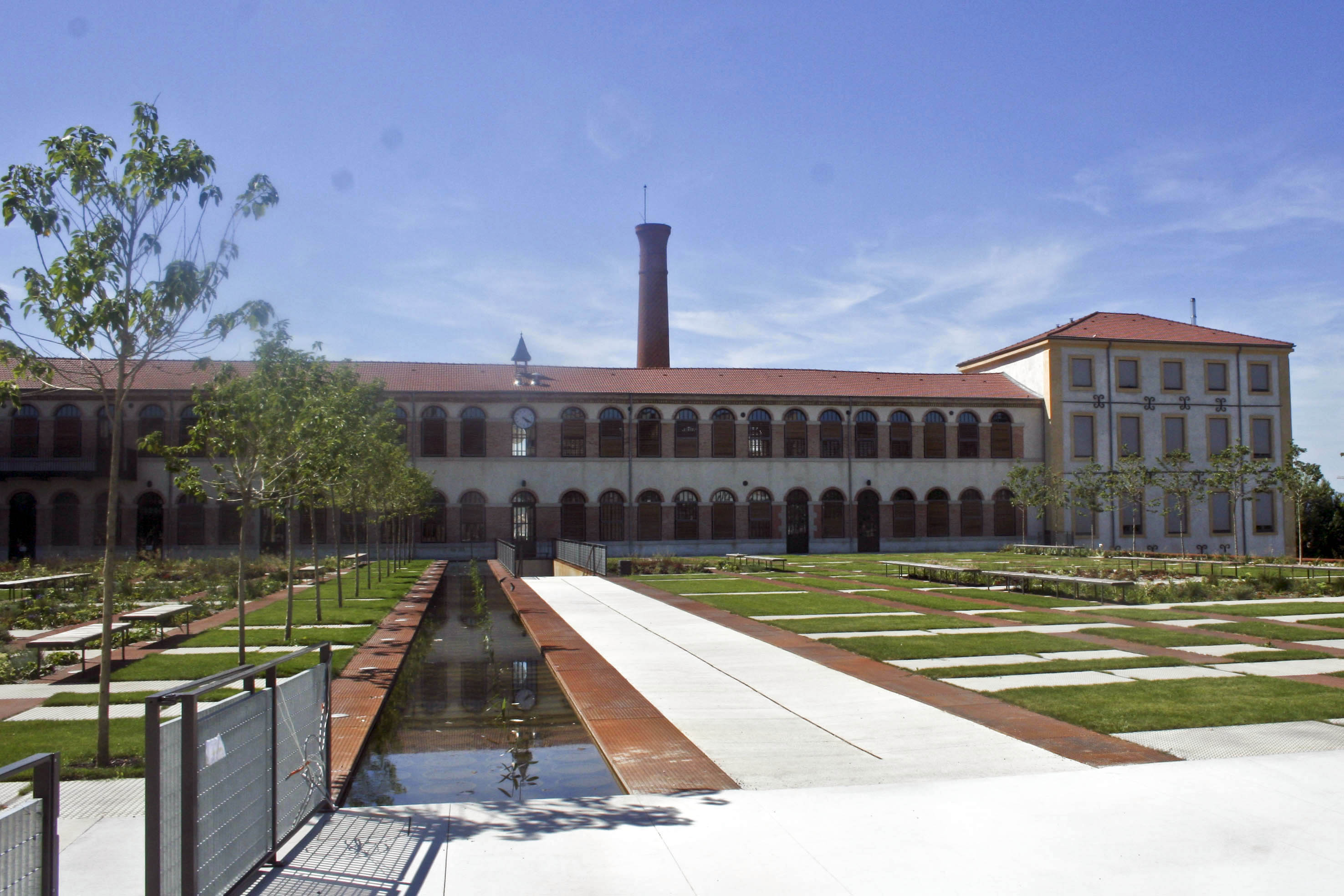
Cartoucherie de Bourg-lès-Valence.
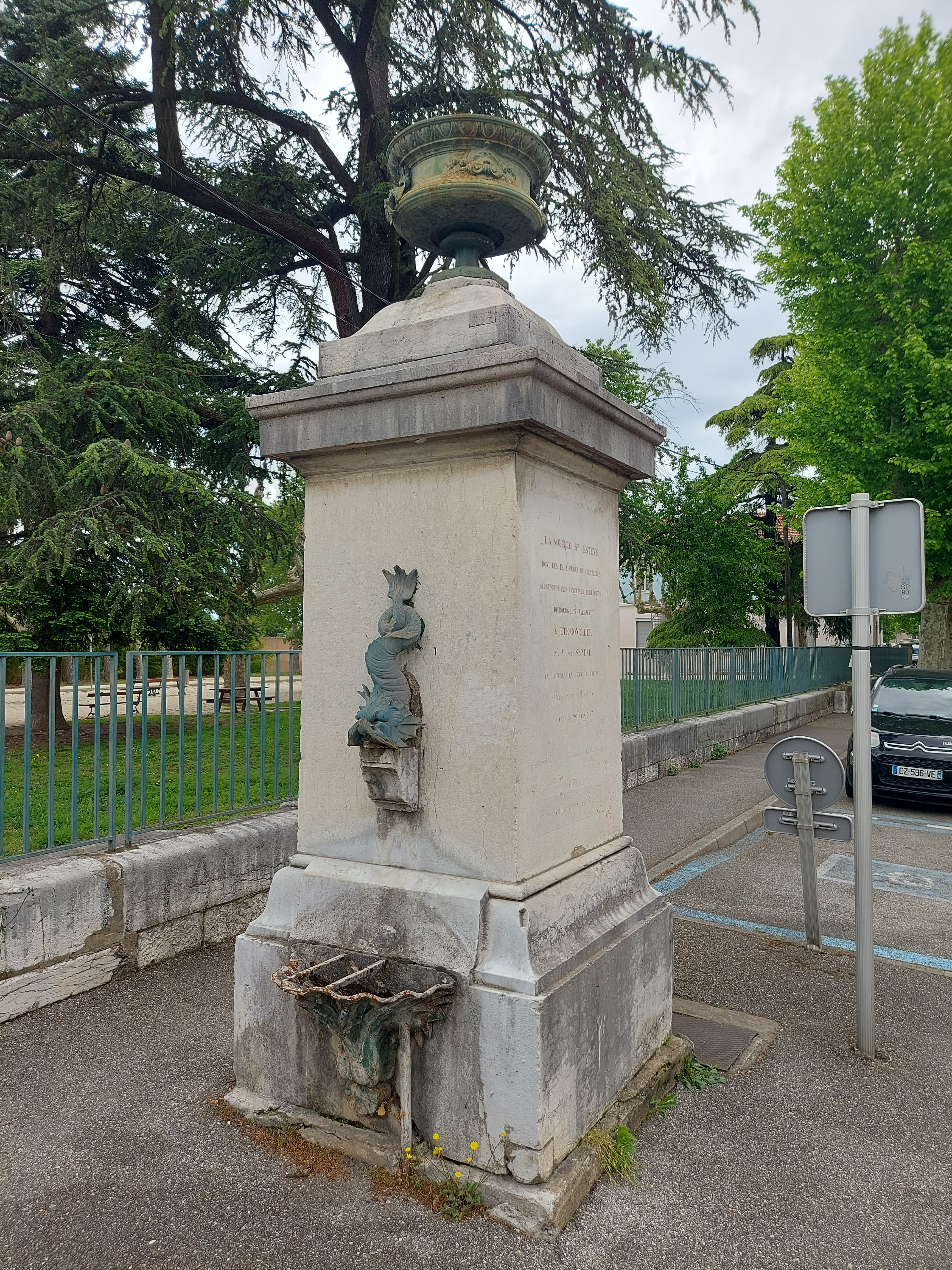
Fontaine Sanial.

### Équipements et évènements culturels

#### Théâtre
Le théâtre Le Rhône, salle de spectacle et d'exposition, offre 830 places et constitue une salle majeure du bassin valentinois. Construit en 1992, le théâtre va fermer ses portes en juin 2024 pour deux ans. Une nouvelle salle de spectacle plus grande est à l'étude. La gestion du théâtre a été transférée à Valence Romans Agglo,.

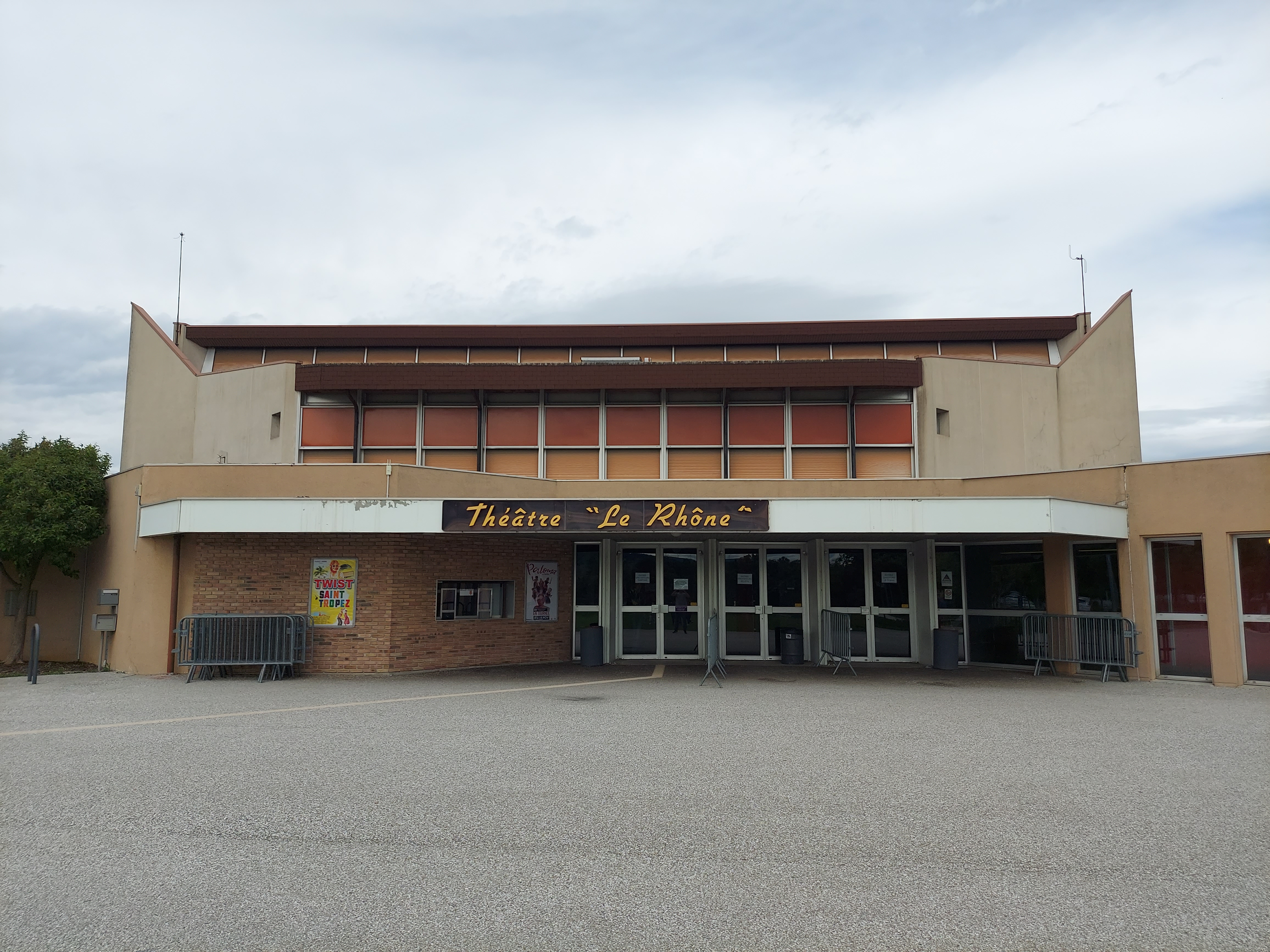
Le théâtre Le Rhône, construit en 1992 et situé sur l'île-parc Girodet, a une capacité de 830 places.

#### Médiathèque
Bourg-lès-Valence dispose de la médiathèque La Passerelle située au 1 place des Rencontres dans le cadre de Valence Romans Agglo. Elle accueille des expositions, ateliers, conférences, spectacles, des rencontres avec des auteurs et une permanence France services. Construite en 2005-2006, la médiathèque a ouvert ses portes en 2007 pour un coût de 2,82 millions d'euros hors taxe. La surface de la médiathèque est de 1 853 mètres carrés.

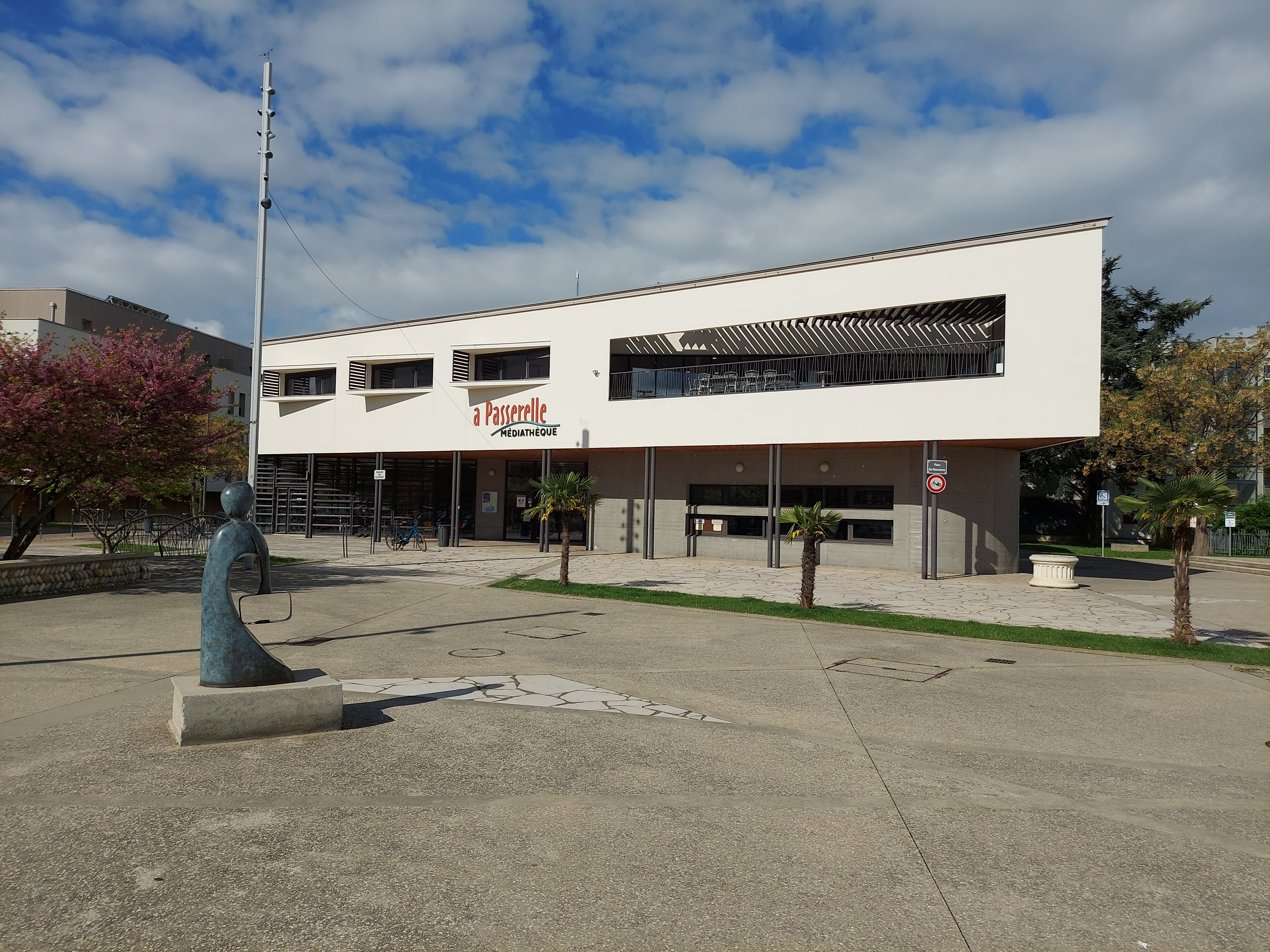
La médiathèque La Passerelle a ouvert ses portes en 2007.

#### Manifestations culturelles et festivités
- Semi-marathon de Bourg-lès-Valence (5, 10 et 21 km) organisé en avril.
- Festival Musikàbourg organisé en juin sur la route de Lyon.
- La fête du jeu (destinée aux familles et enfants) est organisée en juin au centre de loisirs et d'animations Louis Jourdan.
- Les fêtes du Rhône sont organisés le premier week-end de juillet[128] durant plusieurs jours : retraite aux flambeaux, fanfares, challenge de joutes, corso nocturne, tournoi de pétanque, repas karaoké, concert et feu d'artifice. Le feu d'artifice est tiré chaque année le long du Rhône le 4 juillet.
- Festival Vice et Versa.
- Le village de Noël organisé le premier week-end du mois de décembre.

### Patrimoine naturel

#### Zones de biodiversité

##### Zones naturelles d'intérêt écologique, floristique et faunistique
Les zones naturelles d'intérêt écologique, floristique et faunistique (ZNIEFF) sont des territoires intéressants d'un point de vue écologique pour le maintien d'espèces animales ou végétales rares. On distingue deux types de ZNIEFF. Les ZNIEFF de type 1 sont des espaces homogènes d'un point de vue écologique abritant au moins une espèce et/ou un habitat rares ou menacés. Les ZNIEFF de type 2 sont de grands ensembles naturels qui offrent des potentialités biologiques importantes.
Les ZNIEFF sont au nombre de quatre sur la commune de Bourg-lès-Valence :
- « Vieux-Rhône à Bourg-lès-Valence » (de type 1) : ensemble forestier sur la presqu'île du Rhône ;
- « Île sablières et roselières de la basse Isère » (de type 1) : île boisée, ensemble de gravières et de sablières, ainsi que les berges de l'Isère ;
- « Ensemble fonctionnel formé par le moyen Rhône et ses annexes fluviales » (de type 2) ;
- « Zone fonctionnelle de la rivière Isère à l'aval de Grenoble » (de type 2) : cours inférieur de l'Isère, ses annexes fluviales et les zones humides voisines[254].

##### Zones humides
En France, selon l'article 2 de la loi du 3 janvier 1992 sur l'eau, « on entend par zone humide les terrains, exploités ou non, habituellement inondés ou gorgés d'eau douce, salée ou saumâtre de façon permanente ou temporaire ; la végétation, quand elle existe, y est dominée par des plantes hygrophiles pendant au moins une partie de l'année. »
La commune de Bourg-lès-Valence compte 5 zones humides.
| Numéro       | Nom                  |
| ------------ | -------------------- |
| 26SOBENV0014 | Île / Canal d'amenée |
| 26CRENar0057 | La Barberolle T13    |
| 26CRENar0059 | La Barberolle T14    |
| 26CRENar0079 | Les trois sources    |
| 26CRENar0070 | Ru des trois sources |

##### Associations
- Association La Rhodanienne : connaissance du Rhône, sa flore et sa faune[réf. nécessaire].

### Personnalités liées à la commune
- Gabriel-Venance Rey (né en 1763, mort en 1836 à Bourg-lès-Valence) : général des armées de la République.
- Ange François Blein (né en 1767) : général des guerres de la Révolution et de l'Empire (son nom est gravé sur l'Arc de Triomphe).
- René Bérenger (né en 1830 à Bourg-lès-Valence) : avocat, magistrat, criminaliste, ministre des travaux publics puis Sénateur inamovible de 1875 à 1915.
- Fernand Courby (né en 1878) : archéologue et helléniste français spécialiste de la Grèce antique, membre de l'École française d'Athènes (promotion 1905), professeur à la faculté des lettres de l'université de Lyon.
- Élie Cester (né en 1942, mort le 3 janvier 2017 à Bourg-lès-Valence) : joueur de rugby à XV du Valentin sportif et de l'équipe de France. Installé à Bourg-lès-Valence après sa carrière de rugbyman, il a tenu un commerce pendant 18 ans dans la ville. En 2017, la place de l'Allet a été rebaptisée « Place Élie Cester » en présence d'amis, proches et membres de la municipalité[257].
- Gérard Rousset (né en 1953 à Bourg-lès-Valence) : joueur de rugby.
- Alain Maurice (né en 1962) : conseiller municipal de Bourg-lès-Valence (1995-2008), maire de Valence (2008-2014).
- Le Règlement : vidéaste web et streamer français.

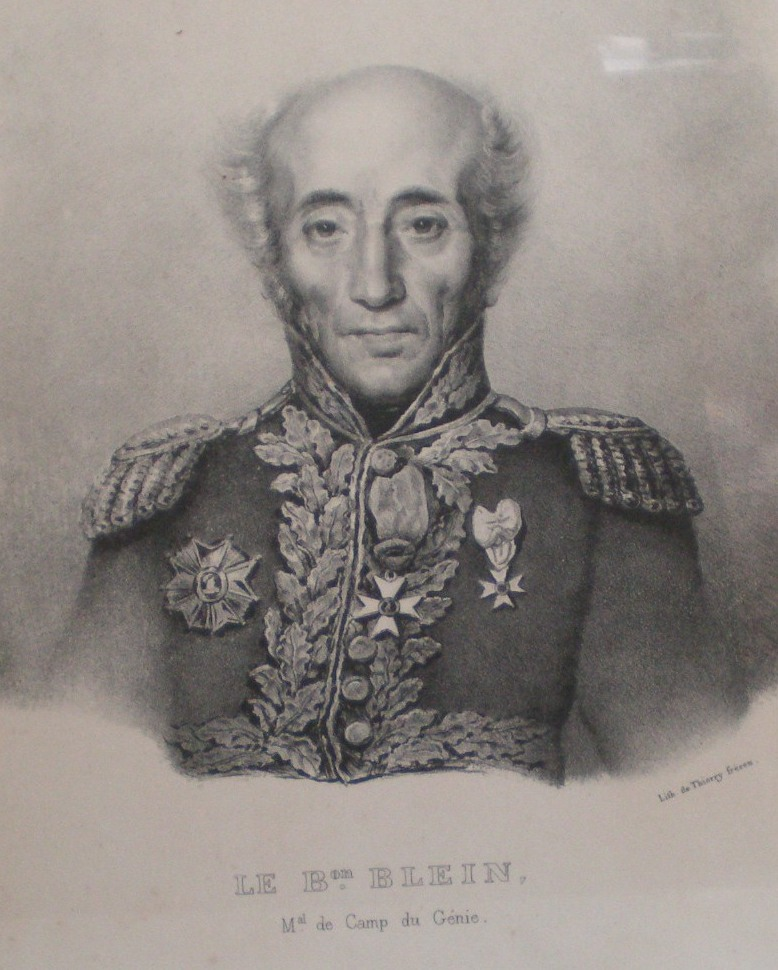
Ange François Blein (né en 1767) : général des guerres de la Révolution et de l'Empire.
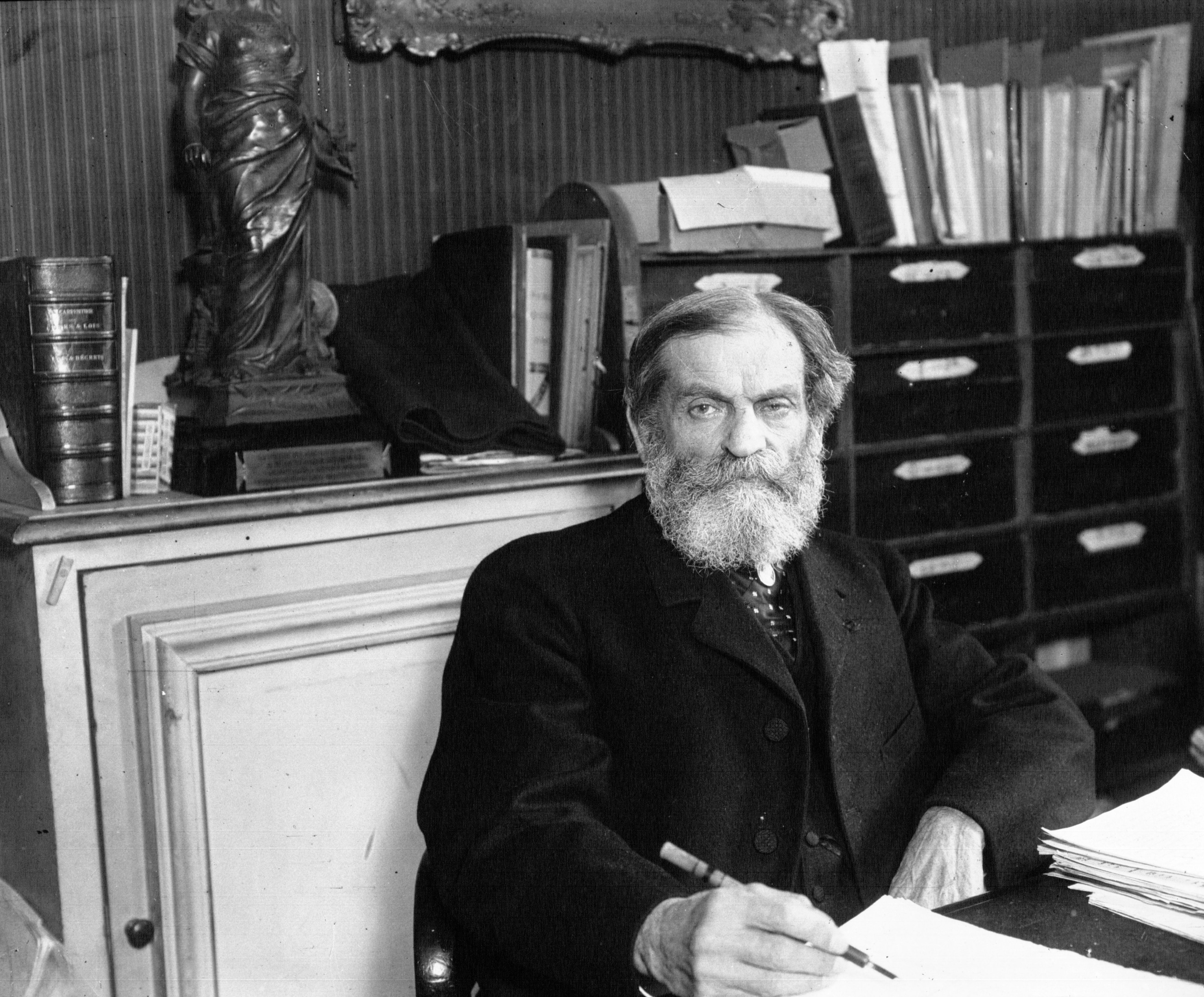
René Bérenger, avocat, magistrat, criminaliste, ministre des travaux publics puis sénateur inamovible de 1875 à 1915.
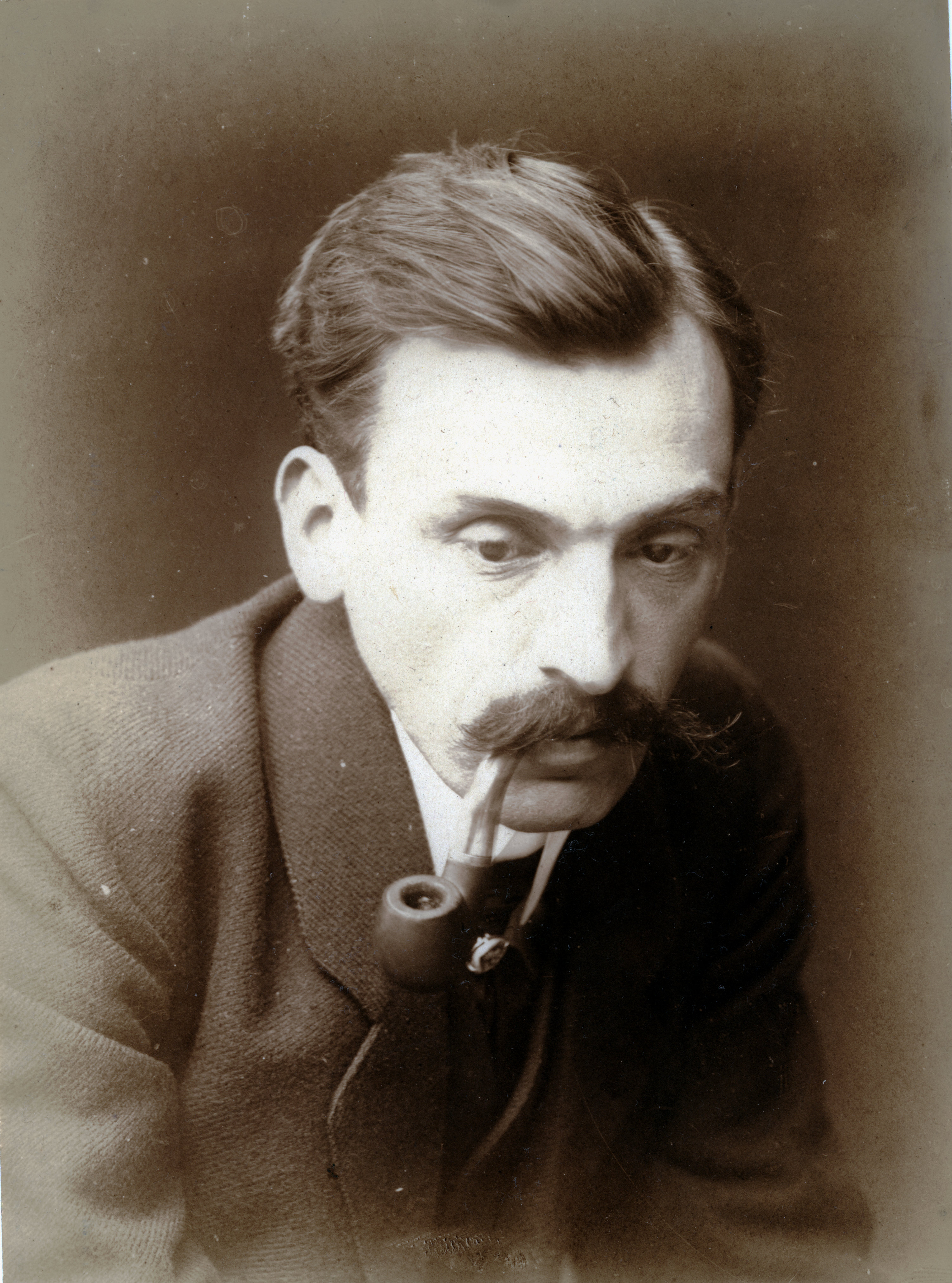
Fernand Courby, archéologue et helléniste français spécialiste de la Grèce antique.
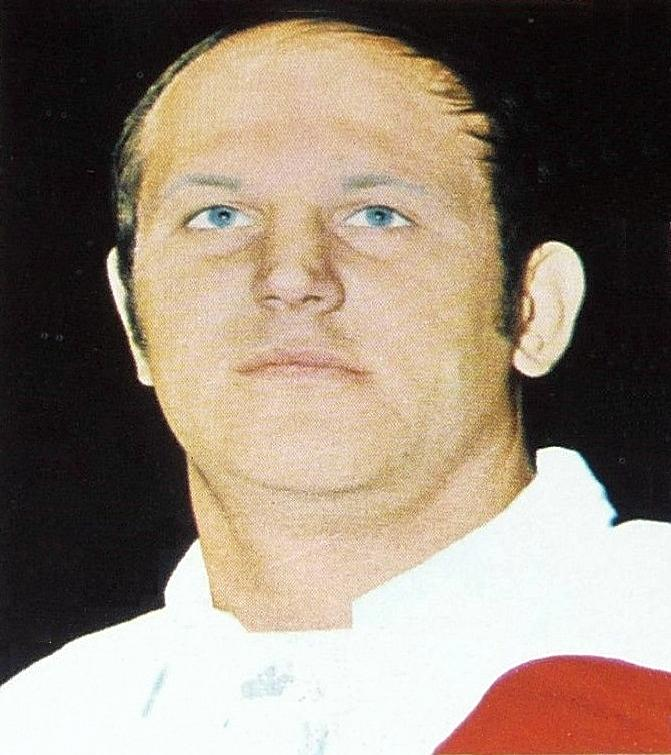
Élie Cester, joueur de rugby à XV.
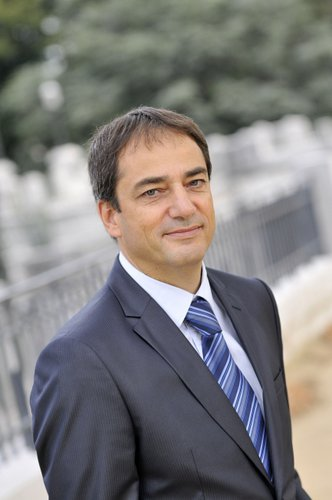
Alain Maurice, conseiller municipal de Bourg-lès-Valence (1995-2008), maire de Valence (2008-2014).

### Héraldique, logotype et devise
|  | Au 1er d'azur à l'ancre sans trabe d'or, au 2e d'or à la roue de moulin de quatre rais d'azur ; à la tierce ondée brochant de l'un en l'autre en pointe ; le tout sommé d'un chef de gueules chargé d'un dauphin versé d'or et regardant à dextre, soutenu d'un filet d'argent. |